# كاترين الثانية
إمبراطورة وبغاطرة كُل الروس كاترين الثانية ألكسيفنا ابنة كريستيان أغسطس أمير آنهالت (بالروسية: Екатери́на II Алексе́евна Вели́кая)، الشهيرة باسم كاترين الكبيرة أو كاترين العظيمة (بالروسية: Екатерина II Великая)، هي إحدى أبرز وأهم وأكبر حُكَّام روسيا عبر التاريخ، وأعظم شخصيَّة حكمت البلاد الروسيَّة في التاريخ الحديث، ومن أطول النساء الحاكمات عهدًا، إذ امتدَّ عصرُها من سنة 1762م حتَّى وفاتها سنة 1796م عن عُمرٍ يُناهز 67 سنة، كما أنَّها من بين أشهر النساء الحاكمات عبر التاريخ ومن أعظمهنَّ شأنًا وتأثيرًا. وُلدت في مدينة شتچين بِدُوقيَّة بوميرانيا في مملكة بروسيا، وكان اسمُها ولقبها عند الولادة صوفي فردريكه أوغسته فون آنهالت تسربست دورنبرگ (بالألمانية: Sophie Friederike Auguste von Anhalt-Zerbst-Dornburg)، وخِلال فترةٍ لاحقةٍ من حياتها تزوَّجت الإمبراطور الروسي بُطرس الثالث، ومن ثُمَّ تربَّعت على عرش الإمبراطوريَّة بِنفسها بعد الانقلاب الذي جرى ضدَّ حُكم زوجها والذي أفضى إلى اغتياله. انتعشت روسيا انتعاشًا كبيرًا في ظل الحُكم الكاتريني، فتوسَّعت أراضي الإمبراطوريَّة على حساب جيرانها، وازدادت قُوَّتها العسكريَّة حتَّى اضطرَّت الدُول الأوروبيَّة الغربيَّة إلى الاعتراف بها قُوَّةً عُظمى إلى جانبها في العالم.
اعتمدت كاترين الثانية على طبقة النُبلاء في إدارة شؤون بلادها، ودانت لِبعضهم بِفضل وُصولها إلى سُدَّة العرش، ومن أبرز هؤلاء غريغوري أورلوف وغريغوري بوتمكين، كما اعتمدت على ثُلَّةٍ من القادة العسكريين الكفوئين مثل إسكندر سوفوروف وبُطرس روميانتسيف، وأُمراء البحار مثل تُيودور أوشاكوف، لِتوسيع حُدود إمبراطوريَّتها والسيطرة على المزيد من الأراضي المُجاورة، بِالطُرق العسكريَّة تارةً وبِالدبلوماسيَّة تارةً أُخرى. ففي الحُدود الجنوبيَّة لِلإمبراطوريَّة، تمكَّنت كاترين الثانية من سحق خانيَّة القرم المُسلمة المُوالية لِلدولة العُثمانيَّة بعد أن حاربت الجُيُوش الروسيَّة الجُيُوش العُثمانيَّة ردحًا طويلًا من الزمن في سلسلةٍ من الحُرُوب والمعارك اشتهرت باسم الحُرُوب الروسيَّة العُثمانيَّة، وتمكنت من هزمها، كما شجَّعت الحركات الثوريَّة في البلقان ضدَّ العُثمانيين ودعمت بعض الوُلاة العاصين في المشرق مثل علي بك الكبير والي مصر وظاهر العمر والي صيدا، حتَّى حصلت على مرادها من السلطنة، التي تنازلت لها عن جميع المناطق الشاسعة شمال البحرين الأسود وآزوف. وفي الغرب، تمكَّنت كاترين الثانية من تفتيت الاتحاد البولوني الليتواني الذي كان يحكمه عشيقها السابق الملك ستانيسواف أغسطس بونياتوفسكي، وسيطرت على القسم الأكبر من بلاده. أمَّا في الشرق، فقد شرع الروس باستعمار واستيطان آلاسكا، مُؤسسين بِذلك إقليم «أمريكا الروسيَّة».
أعادت كاترين الثانية تنظيم إدارة الغوبرنيهات (الولايات) في طول الإمبراطوريَّة وعرضها، وأمرت بِإنشاء الكثير من المُدن والبلدات الجديدة وتوطين الناس فيها. ولمَّا كانت من أشد المُعجبين بِبُطرس الأكبر، فقد سارت على أثره وانتهجت نهجه في تحديث وتطوير الإمبراطوريَّة الروسيَّة على النسق الأوروبي الغربي، على أنَّ بعض جوانب الحياة استمرَّت مُختلفة أشد الاختلاف عن أوروبَّا، فالتجنيد العسكري وعجلة الاقتصاد استمرَّت تعتمدُ على القنانة، وقد أفضت مُتطلِّبات الدولة الاقتصاديَّة المُتزايدة ومُتطلبات كبار المُلَّاك والإقطاعيين التي تنامت مع نُمو واتساع حُدود الإمبراطوريَّة وارتفاع عدد سُكَّانها إلى ارتفاع نسبة الاعتماد على الأقنان. كانت قضيَّة القنانة هذه وما رافقها من اضطهاداتٍ ومآسٍ السبب الرئيسي وراء قيام الكثير من الثورات ضدَّ حُكم كاترين الثانية، ومن تلك الثورات «ثورة بوگاچف» واسعة النطاق التي تمرَّد فيها آلاف الفلَّاحين والقوزاق على الإمبراطورة.
يُعرفُ العصر الذي حكمت فيه كاترين الثانية الإمبراطوريَّة الروسيَّة بِالعصر الكاتريني، ويعُدُّه المُؤرخون العصر الذهبي لِلإمبراطوريَّة والنبالة الروسيَّة. ففي هذا العصر صادقت كاترين الثانية على «ميثاق حُريَّة النُبلاء» الذي أصدره زوجها الإمبراطور السابق بُطرس الثالث، وأعفى بمقتضاه النُبلاء الروس من الخدمة العسكريَّة والمدنيَّة لِلدولة، كما دعمت تشييد وبناء الكثير من الدور والقُصُور المُخصصة لِسُكنى هذه الفئة، بِالطراز الكلاسيكي، مما غيَّر وجه البلاد. ودعمت كاترين الثانية المُثُل التنويريَّة العُليا بِشغفٍ واضح، حتَّى عُرفت بأنها حاكمة مُطلقة مُستنيرة. وبِصفتها راعية لِلفُنون والثقافة، أقدمت على تأسيس معهد سمولني لِيكون أوَّل مُؤسسة دراسات عُليا مُخصصة لِتعليم النساء في أوروبَّا.

## بداياتها

### أُصُول كاترين الثانية
| \| \| \| \| \| \| \| \| \| \| \| \| \| \| \| \| \| \| \| \| 16. رودولف أمير آنهالت \| \| \| \| \| \| \| \| \| \| \| \| \| \| \| \| \| \| \| \| \| \| \| \| \| \| \| \| \| \| \| \| \| \| \| \| \| \| \| \| \| \| \| \| \| \| \| \| \| \| \| \| \| \| 8. يوحنَّا الرابع أمير آنهالت \| \| \| \| \| \| \| \| \| \| \| \| \| \| \| \| \| \| \| \| \| \| \| \| \| \| \| \| \| \| \| \| \| \| \| \| \| \| \| \| \| \| \| \| \| \| \| \| \| \| \| \| \| \| 17. ماجدلينة كونتيسة أولدنبرگ \| \| \| \| \| \| \| \| \| \| \| \| \| \| \| \| \| \| \| \| \| \| \| \| \| \| \| \| \| \| \| \| \| \| \| \| \| \| \| \| \| \| \| \| \| \| \| \| \| \| \| \| \| \| 4. يوحنَّا لويس الأوَّل أمير آنهالت \| \| \| \| \| \| \| \| \| \| \| \| \| \| \| \| \| \| \| \| \| \| \| \| \| \| \| \| \| \| \| \| \| \| \| \| \| \| \| \| \| \| \| \| \| \| \| \| \| \| \| \| \| \| 18. فريدرش الثالث دوق هولشتاين-غوتورب (=24، 30) \| \| \| \| \| \| \| \| \| \| \| \| \| \| \| \| \| \| \| \| \| \| \| \| \| \| \| \| \| \| \| \| \| \| \| \| \| \| \| \| \| \| \| \| \| \| \| \| \| \| \| \| \| \| 9. صوفي أغسطس الهولشتاينيَّة \| \| \| \| \| \| \| \| \| \| \| \| \| \| \| \| \| \| \| \| \| \| \| \| \| \| \| \| \| \| \| \| \| \| \| \| \| \| \| \| \| \| \| \| \| \| \| \| \| \| \| \| \| \| 19. مريم أليصابت الساكسونيَّة (=25، 31) \| \| \| \| \| \| \| \| \| \| \| \| \| \| \| \| \| \| \| \| \| \| \| \| \| \| \| \| \| \| \| \| \| \| \| \| \| \| \| \| \| \| \| \| \| \| \| \| \| \| \| \| \| \| 2. كريستيان أوغست أمير آنهالت زربست \| \| \| \| \| \| \| \| \| \| \| \| \| \| \| \| \| \| \| \| \| \| \| \| \| \| \| \| \| \| \| \| \| \| \| \| \| \| \| \| \| \| \| \| \| \| \| \| \| \| \| \| \| \| 20. كريستيان فون زيوتچ \| \| \| \| \| \| \| \| \| \| \| \| \| \| \| \| \| \| \| \| \| \| \| \| \| \| \| \| \| \| \| \| \| \| \| \| \| \| \| \| \| \| \| \| \| \| \| \| \| \| \| \| \| \| 10. جرجس فولراث فون زيوتچ \| \| \| \| \| \| \| \| \| \| \| \| \| \| \| \| \| \| \| \| \| \| \| \| \| \| \| \| \| \| \| \| \| \| \| \| \| \| \| \| \| \| \| \| \| \| \| \| \| \| \| \| \| \| 21. لوكريتيا فون شبيگل \| \| \| \| \| \| \| \| \| \| \| \| \| \| \| \| \| \| \| \| \| \| \| \| \| \| \| \| \| \| \| \| \| \| \| \| \| \| \| \| \| \| \| \| \| \| \| \| \| \| \| \| \| \| 5. كريستين إليونور فون زيوتچ \| \| \| \| \| \| \| \| \| \| \| \| \| \| \| \| \| \| \| \| \| \| \| \| \| \| \| \| \| \| \| \| \| \| \| \| \| \| \| \| \| \| \| \| \| \| \| \| \| \| \| \| \| \| 22. جرجس فون فيسنباخ \| \| \| \| \| \| \| \| \| \| \| \| \| \| \| \| \| \| \| \| \| \| \| \| \| \| \| \| \| \| \| \| \| \| \| \| \| \| \| \| \| \| \| \| \| \| \| \| \| \| \| \| \| \| 11. كريستين فون فيسِّنباخ \| \| \| \| \| \| \| \| \| \| \| \| \| \| \| \| \| \| \| \| \| \| \| \| \| \| \| \| \| \| \| \| \| \| \| \| \| \| \| \| \| \| \| \| \| \| \| \| \| \| \| \| \| \| 23. مرثا فون كونِّريتز \| \| \| \| \| \| \| \| \| \| \| \| \| \| \| \| \| \| \| \| \| \| \| \| \| \| \| \| \| \| \| \| \| \| \| \| \| \| \| \| \| \| \| \| \| \| \| \| \| \| \| \| \| \| 1. كاترين الثانية إمبراطورة روسيا \| \| \| \| \| \| \| \| \| \| \| \| \| \| \| \| \| \| \| \| \| \| \| \| \| \| \| \| \| \| \| \| \| \| \| \| \| \| \| \| \| \| \| \| \| \| \| \| \| \| \| \| \| \| 24. فريدرش الثالث دوق هولشتاين-غوتورب (=18، 30) \| \| \| \| \| \| \| \| \| \| \| \| \| \| \| \| \| \| \| \| \| \| \| \| \| \| \| \| \| \| \| \| \| \| \| \| \| \| \| \| \| \| \| \| \| \| \| \| \| \| \| \| \| \| 12. كريستيان ألبرشت دوق هولشتاين-غوتورب \| \| \| \| \| \| \| \| \| \| \| \| \| \| \| \| \| \| \| \| \| \| \| \| \| \| \| \| \| \| \| \| \| \| \| \| \| \| \| \| \| \| \| \| \| \| \| \| \| \| \| \| \| \| 25. مريم أليصابت الساكسونيَّة (=19، 31) \| \| \| \| \| \| \| \| \| \| \| \| \| \| \| \| \| \| \| \| \| \| \| \| \| \| \| \| \| \| \| \| \| \| \| \| \| \| \| \| \| \| \| \| \| \| \| \| \| \| \| \| \| \| 6. كريستيان أغسطس الهولشتايني أمير أويتين \| \| \| \| \| \| \| \| \| \| \| \| \| \| \| \| \| \| \| \| \| \| \| \| \| \| \| \| \| \| \| \| \| \| \| \| \| \| \| \| \| \| \| \| \| \| \| \| \| \| \| \| \| \| 26. فرديريك الثالث ملك الدنمارك والنرويج \| \| \| \| \| \| \| \| \| \| \| \| \| \| \| \| \| \| \| \| \| \| \| \| \| \| \| \| \| \| \| \| \| \| \| \| \| \| \| \| \| \| \| \| \| \| \| \| \| \| \| \| \| \| 13. فردريكا أماليا الدنماركيَّة \| \| \| \| \| \| \| \| \| \| \| \| \| \| \| \| \| \| \| \| \| \| \| \| \| \| \| \| \| \| \| \| \| \| \| \| \| \| \| \| \| \| \| \| \| \| \| \| \| \| \| \| \| \| 27. صوفي أمالي فون براونشفايغ-لونبرگ \| \| \| \| \| \| \| \| \| \| \| \| \| \| \| \| \| \| \| \| \| \| \| \| \| \| \| \| \| \| \| \| \| \| \| \| \| \| \| \| \| \| \| \| \| \| \| \| \| \| \| \| \| \| 3. يوهانا إليزابيث من هولشتاين-غوتورب \| \| \| \| \| \| \| \| \| \| \| \| \| \| \| \| \| \| \| \| \| \| \| \| \| \| \| \| \| \| \| \| \| \| \| \| \| \| \| \| \| \| \| \| \| \| \| \| \| \| \| \| \| \| 28. فريدرش السادس مارگراف بادن دورلاخ \| \| \| \| \| \| \| \| \| \| \| \| \| \| \| \| \| \| \| \| \| \| \| \| \| \| \| \| \| \| \| \| \| \| \| \| \| \| \| \| \| \| \| \| \| \| \| \| \| \| \| \| \| \| 14. فريدرش السابع مارگراف بادن دورلاخ \| \| \| \| \| \| \| \| \| \| \| \| \| \| \| \| \| \| \| \| \| \| \| \| \| \| \| \| \| \| \| \| \| \| \| \| \| \| \| \| \| \| \| \| \| \| \| \| \| \| \| \| \| \| 29. كريستينا ماجدلينة فون بالاتينات-كليبورغ \| \| \| \| \| \| \| \| \| \| \| \| \| \| \| \| \| \| \| \| \| \| \| \| \| \| \| \| \| \| \| \| \| \| \| \| \| \| \| \| \| \| \| \| \| \| \| \| \| \| \| \| \| \| 7. ألبرتينا فردريكا أميرة بادن دورلاخ \| \| \| \| \| \| \| \| \| \| \| \| \| \| \| \| \| \| \| \| \| \| \| \| \| \| \| \| \| \| \| \| \| \| \| \| \| \| \| \| \| \| \| \| \| \| \| \| \| \| \| \| \| \| 30. فريدرش الثالث دوق هولشتاين-غوتورب (=18، 24) \| \| \| \| \| \| \| \| \| \| \| \| \| \| \| \| \| \| \| \| \| \| \| \| \| \| \| \| \| \| \| \| \| \| \| \| \| \| \| \| \| \| \| \| \| \| \| \| \| \| \| \| \| \| 15. أوغسته مريم الهولشتاينيَّة \| \| \| \| \| \| \| \| \| \| \| \| \| \| \| \| \| \| \| \| \| \| \| \| \| \| \| \| \| \| \| \| \| \| \| \| \| \| \| \| \| \| \| \| \| \| \| \| \| \| \| \| \| \| 31. مريم أليصابت الساكسونيَّة (=19، 25) \| \| \| \| \| \| \| \| \| \| \| \| \| \| \| \| \| \| \| \| \| \| \| \| \| \| \| \| \| \| \| \| \| \| \| \| \| \| \| \| \| \| \| \| \| \| \| \| \| \| \| \| |                                                 |  |  |  |  |  |  |  |  |  |  |  |  |  |  |  |
| |                                                 |  |  |  |  |  |  |  |  |  |  |  |  |  |  |  |
| | 16. رودولف أمير آنهالت                          |  |  |  |  |  |  |  |  |  |  |  |  |  |  |  |
| |                                                 |  |  |  |  |  |  |  |  |  |  |  |  |  |  |  |
| |                                                 |  |  |  |  |  |  |  |  |  |  |  |  |  |  |  |
| | 8. يوحنَّا الرابع أمير آنهالت                     |  |  |  |  |  |  |  |  |  |  |  |  |  |  |  |
| |                                                 |  |  |  |  |  |  |  |  |  |  |  |  |  |  |  |
| |                                                 |  |  |  |  |  |  |  |  |  |  |  |  |  |  |  |
| | 17. ماجدلينة كونتيسة أولدنبرگ                   |  |  |  |  |  |  |  |  |  |  |  |  |  |  |  |
| |                                                 |  |  |  |  |  |  |  |  |  |  |  |  |  |  |  |
| |                                                 |  |  |  |  |  |  |  |  |  |  |  |  |  |  |  |
| | 4. يوحنَّا لويس الأوَّل أمير آنهالت                 |  |  |  |  |  |  |  |  |  |  |  |  |  |  |  |
| |                                                 |  |  |  |  |  |  |  |  |  |  |  |  |  |  |  |
| |                                                 |  |  |  |  |  |  |  |  |  |  |  |  |  |  |  |
| | 18. فريدرش الثالث دوق هولشتاين-غوتورب (=24، 30) |  |  |  |  |  |  |  |  |  |  |  |  |  |  |  |
| |                                                 |  |  |  |  |  |  |  |  |  |  |  |  |  |  |  |
| |                                                 |  |  |  |  |  |  |  |  |  |  |  |  |  |  |  |
| | 9. صوفي أغسطس الهولشتاينيَّة                      |  |  |  |  |  |  |  |  |  |  |  |  |  |  |  |
| |                                                 |  |  |  |  |  |  |  |  |  |  |  |  |  |  |  |
| |                                                 |  |  |  |  |  |  |  |  |  |  |  |  |  |  |  |
| | 19. مريم أليصابت الساكسونيَّة (=25، 31)           |  |  |  |  |  |  |  |  |  |  |  |  |  |  |  |
| |                                                 |  |  |  |  |  |  |  |  |  |  |  |  |  |  |  |
| |                                                 |  |  |  |  |  |  |  |  |  |  |  |  |  |  |  |
| | 2. كريستيان أوغست أمير آنهالت زربست             |  |  |  |  |  |  |  |  |  |  |  |  |  |  |  |
| |                                                 |  |  |  |  |  |  |  |  |  |  |  |  |  |  |  |
| |                                                 |  |  |  |  |  |  |  |  |  |  |  |  |  |  |  |
| | 20. كريستيان فون زيوتچ                          |  |  |  |  |  |  |  |  |  |  |  |  |  |  |  |
| |                                                 |  |  |  |  |  |  |  |  |  |  |  |  |  |  |  |
| |                                                 |  |  |  |  |  |  |  |  |  |  |  |  |  |  |  |
| | 10. جرجس فولراث فون زيوتچ                       |  |  |  |  |  |  |  |  |  |  |  |  |  |  |  |
| |                                                 |  |  |  |  |  |  |  |  |  |  |  |  |  |  |  |
| |                                                 |  |  |  |  |  |  |  |  |  |  |  |  |  |  |  |
| | 21. لوكريتيا فون شبيگل                          |  |  |  |  |  |  |  |  |  |  |  |  |  |  |  |
| |                                                 |  |  |  |  |  |  |  |  |  |  |  |  |  |  |  |
| |                                                 |  |  |  |  |  |  |  |  |  |  |  |  |  |  |  |
| | 5. كريستين إليونور فون زيوتچ                    |  |  |  |  |  |  |  |  |  |  |  |  |  |  |  |
| |                                                 |  |  |  |  |  |  |  |  |  |  |  |  |  |  |  |
| |                                                 |  |  |  |  |  |  |  |  |  |  |  |  |  |  |  |
| | 22. جرجس فون فيسنباخ                            |  |  |  |  |  |  |  |  |  |  |  |  |  |  |  |
| |                                                 |  |  |  |  |  |  |  |  |  |  |  |  |  |  |  |
| |                                                 |  |  |  |  |  |  |  |  |  |  |  |  |  |  |  |
| | 11. كريستين فون فيسِّنباخ                         |  |  |  |  |  |  |  |  |  |  |  |  |  |  |  |
| |                                                 |  |  |  |  |  |  |  |  |  |  |  |  |  |  |  |
| |                                                 |  |  |  |  |  |  |  |  |  |  |  |  |  |  |  |
| | 23. مرثا فون كونِّريتز                            |  |  |  |  |  |  |  |  |  |  |  |  |  |  |  |
| |                                                 |  |  |  |  |  |  |  |  |  |  |  |  |  |  |  |
| |                                                 |  |  |  |  |  |  |  |  |  |  |  |  |  |  |  |
| | 1. كاترين الثانية إمبراطورة روسيا               |  |  |  |  |  |  |  |  |  |  |  |  |  |  |  |
| |                                                 |  |  |  |  |  |  |  |  |  |  |  |  |  |  |  |
| |                                                 |  |  |  |  |  |  |  |  |  |  |  |  |  |  |  |
| | 24. فريدرش الثالث دوق هولشتاين-غوتورب (=18، 30) |  |  |  |  |  |  |  |  |  |  |  |  |  |  |  |
| |                                                 |  |  |  |  |  |  |  |  |  |  |  |  |  |  |  |
| |                                                 |  |  |  |  |  |  |  |  |  |  |  |  |  |  |  |
| | 12. كريستيان ألبرشت دوق هولشتاين-غوتورب         |  |  |  |  |  |  |  |  |  |  |  |  |  |  |  |
| |                                                 |  |  |  |  |  |  |  |  |  |  |  |  |  |  |  |
| |                                                 |  |  |  |  |  |  |  |  |  |  |  |  |  |  |  |
| | 25. مريم أليصابت الساكسونيَّة (=19، 31)           |  |  |  |  |  |  |  |  |  |  |  |  |  |  |  |
| |                                                 |  |  |  |  |  |  |  |  |  |  |  |  |  |  |  |
| |                                                 |  |  |  |  |  |  |  |  |  |  |  |  |  |  |  |
| | 6. كريستيان أغسطس الهولشتايني أمير أويتين       |  |  |  |  |  |  |  |  |  |  |  |  |  |  |  |
| |                                                 |  |  |  |  |  |  |  |  |  |  |  |  |  |  |  |
| |                                                 |  |  |  |  |  |  |  |  |  |  |  |  |  |  |  |
| | 26. فرديريك الثالث ملك الدنمارك والنرويج        |  |  |  |  |  |  |  |  |  |  |  |  |  |  |  |
| |                                                 |  |  |  |  |  |  |  |  |  |  |  |  |  |  |  |
| |                                                 |  |  |  |  |  |  |  |  |  |  |  |  |  |  |  |
| | 13. فردريكا أماليا الدنماركيَّة                   |  |  |  |  |  |  |  |  |  |  |  |  |  |  |  |
| |                                                 |  |  |  |  |  |  |  |  |  |  |  |  |  |  |  |
| |                                                 |  |  |  |  |  |  |  |  |  |  |  |  |  |  |  |
| | 27. صوفي أمالي فون براونشفايغ-لونبرگ            |  |  |  |  |  |  |  |  |  |  |  |  |  |  |  |
| |                                                 |  |  |  |  |  |  |  |  |  |  |  |  |  |  |  |
| |                                                 |  |  |  |  |  |  |  |  |  |  |  |  |  |  |  |
| | 3. يوهانا إليزابيث من هولشتاين-غوتورب           |  |  |  |  |  |  |  |  |  |  |  |  |  |  |  |
| |                                                 |  |  |  |  |  |  |  |  |  |  |  |  |  |  |  |
| |                                                 |  |  |  |  |  |  |  |  |  |  |  |  |  |  |  |
| | 28. فريدرش السادس مارگراف بادن دورلاخ           |  |  |  |  |  |  |  |  |  |  |  |  |  |  |  |
| |                                                 |  |  |  |  |  |  |  |  |  |  |  |  |  |  |  |
| |                                                 |  |  |  |  |  |  |  |  |  |  |  |  |  |  |  |
| | 14. فريدرش السابع مارگراف بادن دورلاخ           |  |  |  |  |  |  |  |  |  |  |  |  |  |  |  |
| |                                                 |  |  |  |  |  |  |  |  |  |  |  |  |  |  |  |
| |                                                 |  |  |  |  |  |  |  |  |  |  |  |  |  |  |  |
| | 29. كريستينا ماجدلينة فون بالاتينات-كليبورغ     |  |  |  |  |  |  |  |  |  |  |  |  |  |  |  |
| |                                                 |  |  |  |  |  |  |  |  |  |  |  |  |  |  |  |
| |                                                 |  |  |  |  |  |  |  |  |  |  |  |  |  |  |  |
| | 7. ألبرتينا فردريكا أميرة بادن دورلاخ           |  |  |  |  |  |  |  |  |  |  |  |  |  |  |  |
| |                                                 |  |  |  |  |  |  |  |  |  |  |  |  |  |  |  |
| |                                                 |  |  |  |  |  |  |  |  |  |  |  |  |  |  |  |
| | 30. فريدرش الثالث دوق هولشتاين-غوتورب (=18، 24) |  |  |  |  |  |  |  |  |  |  |  |  |  |  |  |
| |                                                 |  |  |  |  |  |  |  |  |  |  |  |  |  |  |  |
| |                                                 |  |  |  |  |  |  |  |  |  |  |  |  |  |  |  |
| | 15. أوغسته مريم الهولشتاينيَّة                    |  |  |  |  |  |  |  |  |  |  |  |  |  |  |  |
| |                                                 |  |  |  |  |  |  |  |  |  |  |  |  |  |  |  |
| |                                                 |  |  |  |  |  |  |  |  |  |  |  |  |  |  |  |
| | 31. مريم أليصابت الساكسونيَّة (=19، 25)           |  |  |  |  |  |  |  |  |  |  |  |  |  |  |  |
| |                                                 |  |  |  |  |  |  |  |  |  |  |  |  |  |  |  |
| |                                                 |  |  |  |  |  |  |  |  |  |  |  |  |  |  |  |

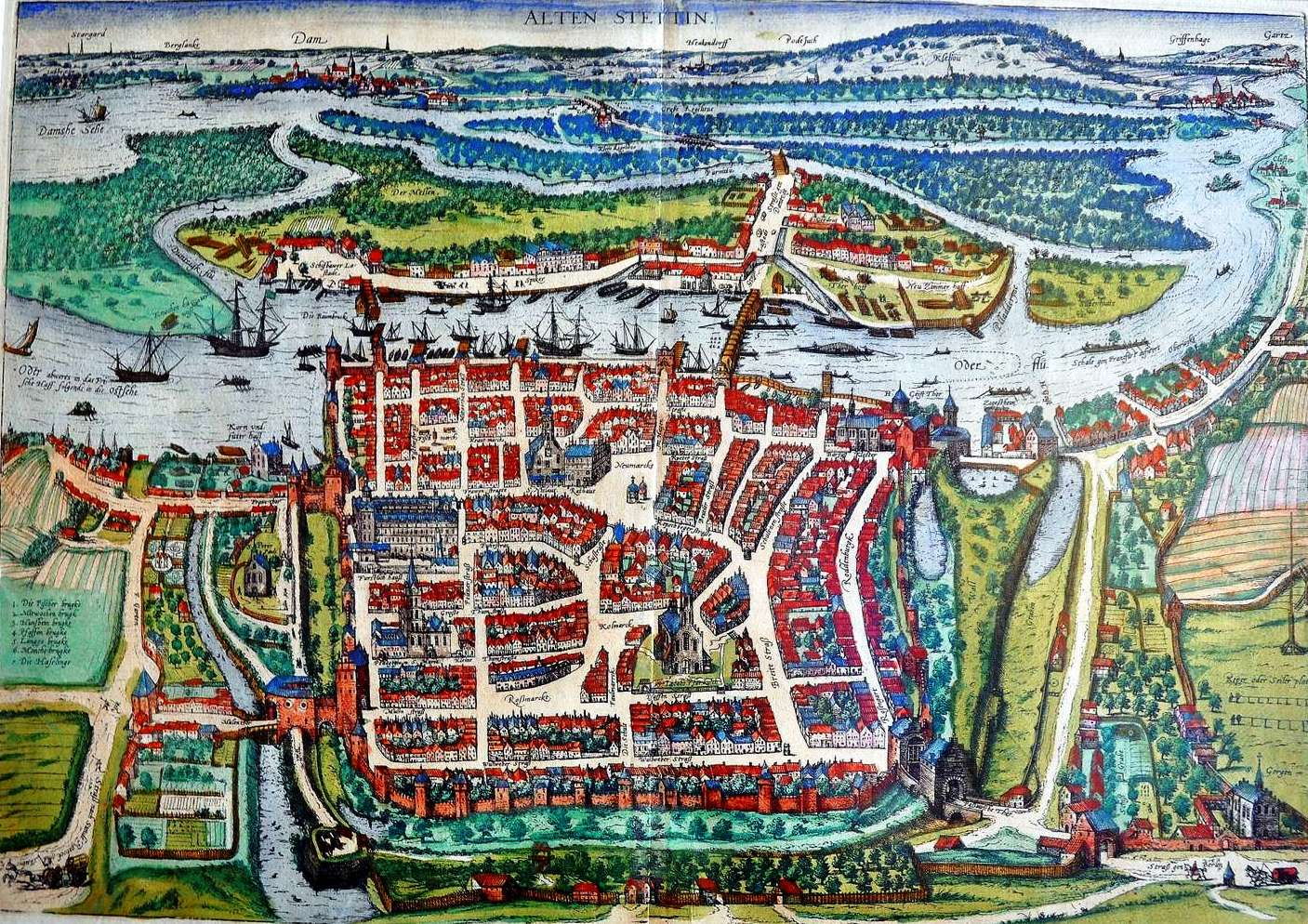
خارطة قديمة لِمدينة شتچین مسقط رأس كاترين الثانية.

وُلدت صوفي فردريكه أوغسته فون آنهالت تسربست يوم 2 أيَّار (مايو) 1729م المُوافق فيه 21 نيسان (أبريل) من ذات السنة وفق التقويم اليولياني، في مدينة شتچين عاصمة دوقيَّة بوميرانيا في بروسيا. والدُها هو كريستيان أغسطس أمير آنهالت تسربست يرجع بنسبه إلى عائلة آنهالت الملكيَّة الألمانيَّة القديمة، وكان قبل ولادة إبنته يعمل قائدًا عسكريًا في الجيش البروسي ويحمل رُتبة مُشير عام (بالألمانية: Generalfeldmarschall) تقديرًا لِخدماته وإنجازاته الجليلة لِصالح المملكة البروسيَّة خاصَّةً في حرب الخِلافة الإسبانيَّة، ثُمَّ عيَّنه الملك فريدرش فيلهلم الأوَّل حاكمًا على مدينة شتچين. أمَّا والدتها فهي حنَّة أليصابت الهولشتاينيَّة، وترجع بِنسبها إلى عائلة هولشتاين-گوتورب الدنماركيَّة النبيلة، وهي أيضًا نسبية بُطرس الثالث الإمبراطور المُستقبلي لِروسيا، وسليلة كريستيان الأوَّل ملك الدنمارك والنرويج والسُويد (1426 - 1481م) ومُؤسس سُلالة أولدنبورگ.
أبرز أقاربها من المُلوك والأباطرة والأُمراء الأوروبيين خالها الأصغر أدولف فرديريك (1710 - 1771م) ملك السُويد، وخالها الأكبر كارل أغسطس (1706 - 1727م) الذي خُطبت له أليصابت بنت كاترين الأولى وبُطرس الأكبر إمبراطور روسيا، ولم يُقدَّر له أن يتزوَّجها إذ توفي في ليلة الزفاف. كما كان لها نسيبان تولَّيا عرش السُويد أيضًا، هُما: گوستاف الثالث (1746 - 1792م) وكارل الثالث عشر (1748 - 1818م).

### حياتها المُبكرة

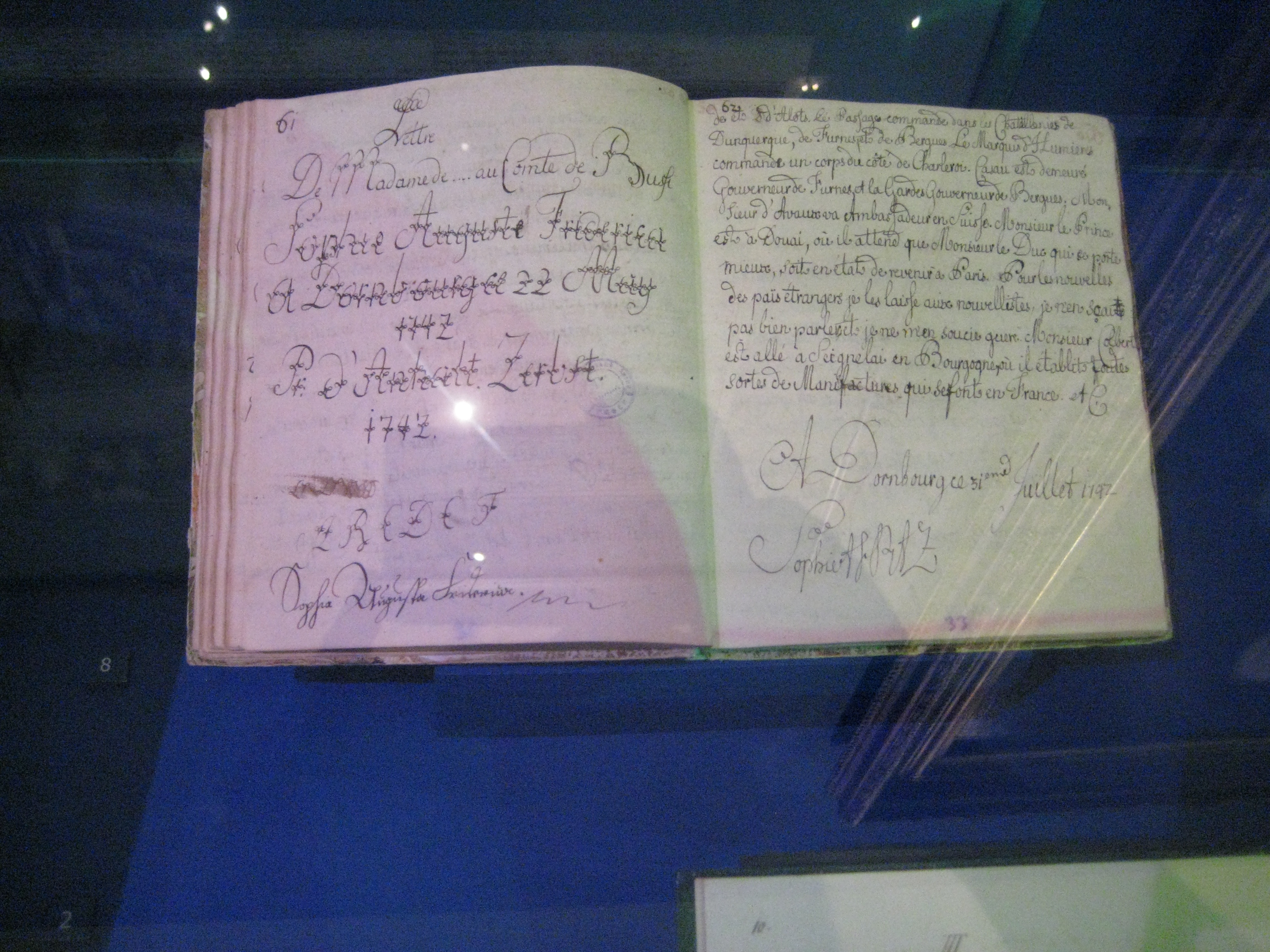
كتابة فرنسيَّة خطَّتها كاترين الثانية بِيدها خِلال إحدى دُروس اللُغة التي تلقتها.

تلقَّت صوفي فردريكه أوغسته تعليمها المُبكر في دارة أهلها. وكما كانت العائدة الرائجة عند النُبلاء الألمان آنذاك، فقد تتلمذت على يد مُربِّيات ومُربين فرنسيين أُحضروا لها خصيصًا من فرنسا، فتعلَّمت اللُغات الفرنسيَّة والإنگليزيَّة والإيطاليَّة إلى جانب لُغتها الألمانيَّة الأُم، كما تعلَّمت أُصُول الرقص الصالوني الراقي، والعزف على الآلات الموسيقيَّة، وأُسس التاريخ، والجُغرافيا، والدين. عُرف عن الإمبراطورة المُستقبليَّة بأنها كانت جسورة في طفولتها، وأحبت إظهار قُوَّتها أمام الصبيان أبناء جيلها، وكثيرًا ما شاركتهم اللعب في شوارع المدينة. على أنَّ أبويها لم يكونا سعيدان بِتصرُفات إبنتهما الصبيانيَّة، فعهدا إلى شقيقها الأكبر فريدرش أن يتولَّى تأديبها ويُبعدها عن الأجواء التي تعيشها.
أمَّا صوفي نفسها فوصت طفولتها بأنها كانت هادئة لِلغاية، حتَّى أنها أشارت في إحدى رسائلها إلى صديقها البارون گريم قائلةً: «لا أرى في حياتي ما يستحق الاهتمام». وعلى الرُغم من أُصولها النبيلة ومن مركزها الاجتماعي كأميرة، إلَّا أنَّ عائلتها لم تنعم بِالثراء الكبير، بل كانت أوضاعهم الاقتصاديَّة أقرب إلى أوضاع أُسرةٍ مُتوسطة الحال، وما كانت كاترين لِتصل إلى ما وصلته لاحقًا لولا علاقات والدتها وثيقة الصلة بِأفراد الأُسرة الحاكمة الأثرياء وأصحاب النُفوذ.

## زواجها من بُطرس الثالث وليّ العهد الروسي
جاء اختيار الأميرة صوفي لِتكون زوجةً لِلقيصر الروسي المُرتقب بُطرس الهولشتايني بعد جُهودٍ دبلوماسيَّةٍ مُضنية شارك فيها الطبيب الفرنسي صاحب النُفوذ في البلاط الروسي الكونت لصتوق، وعمَّة بُطرس الإمبراطورة الروسيَّة أليصابت، وفريدرش الثاني ملك بروسيا. فقد رغب الأخير والكونت لصتوق تقوية الروابط والعلاقات بين روسيا وبروسيا لِإضعاف النُفوذ النمساوي في البلاد الروسيَّة، ولِتدمير ثقة الإمبراطورة بِكبير مُستشاريها إسكندر بستوزيف الذي كان مسؤولًا عن إبرام عدَّة مُعاهدات مع دُولٍ أوروبيَّة هادفة إلى إضعاف بروسيا وغزوها واقتسامها، ومن أبرزها مملكة هابسبورگ النمساويَّة. كانت كاترين قد قابلت بُطرس لِلمرَّة الأولى عندما كانت تبلغ العاشرة من عُمرها، ووفقًا لِما كتبته في مُذكراتها، فإنَّها وجدت منظره مُقيتًا، إذ كان شاحب البشرة ويعشقُ الخمر عشقًا كبيرًا وما زال لم يتخطَّى فترة المُراهقة، كما كان ما يزال يُحب اللعب بِتماثيل الجُنُود الصغيرة. كتبت كاترين لاحقًا تقول أنَّ كُل هذا النُفُور من زوجها المُستقبلي جعلها تختار الجُلوس في طرف القصر المُقابل لِلطرف الذي يجلس هو فيه كي تبتعد عنه بِقدر الإمكان.

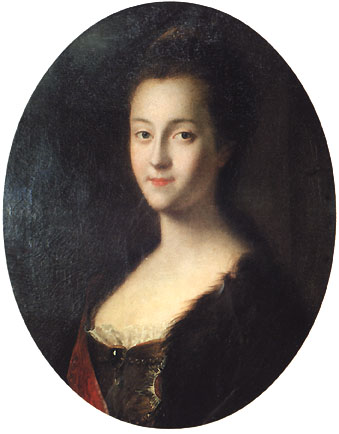
كاترين الشابَّة بعد وُصولها إلى روسيا بِفترةٍ قصيرة، بِريشة الرسَّام الفرنسي لويس كارافيك.

بدايةً، فشلت الجُهُود الدبلوماسيَّة في إقامة رابطة زواج بين البيتين الملكيين الروسي والبروسي، ويُعزى هذا الفشل إلى تدخُّل والدة صوفي حنَّة أليصابت الهولشتاينيَّة. تُشيرُ المصادر التاريخيَّة إلى أنَّ الأخيرة كانت امرأةً مُتعسفة باردة المشاعر تعشقُ النميمة وإثارة الدسائس في البلاط الملكي البروسي. كما تمحور عشقها لِلشُهرة والسُلطة حول إمكانيَّة وُصول إبنتها إلى أعلى المراكز في الإمبراطوريَّة الروسيَّة وتربُّعها على العرش الإمبراطوري نفسه، ولمَّا بلغ كلامها مسامع الإمبراطورة أليصابت القائمة آنذاك حتَّى ثار غضب هذه الأخيرة، فمنعتها من دُخُول الأراضي الروسيَّة، بحُجَّة التجسُس لِصالح الملك البروسي فريدرش الثاني ودعمها إيَّاه لِلسيطرة على روسيا من خِلال هذا الزواج. على الصعيد الشخصيّ كانت الإمبراطورة أليصابت على معرفةٍ وثيقةٍ بِعائلة الأميرة صوفي، إذ كان من المُخطط لها أن تتزوَّج بِخالها الأكبر كارل أغسطس الهولشتايني كما أُسلف، لولا أن تُوفي من الجدري في الليلة التي كان سيُقام حفل الزفاف بها، سنة 1727م. وعلى الرُغم من البغضاء التي ثارت بين إمبراطورة روسيا ووالدة الأميرة صوفي، إلَّا أنَّ الإمبراطورة استمرَّت على إعجابها بِالأمير الشابَّة، وبقيت ترغب بها زوجةً لِابن أخيها، وقال بُطرس الثالث لاحقًا أنَّ عمَّتُه أعلمته وهي على فراش الموت أنَّها طمعت بأن يُصبح هو من خِلال هذا الزواج أقرب في ترتيب أولياء عهد عرش السُويد، الذي كان يشغلهُ خال صوفي كما أُسلف، لا سيَّما وأنَّهُ كان نسيبًا لِشقيقة ملك السُويد، أي والدة عروسه، ولعلَّ هذا ما دفع الإمبراطورة إلى التغاضي عن دسائس تلك المرأة ونميمتها. بناءً على هذا، دعت الإمبراطورة الأميرة ووالدتها إلى روسيا لِإتمام الإجراءات اللازمة وإتمام زفاف ولديهما.

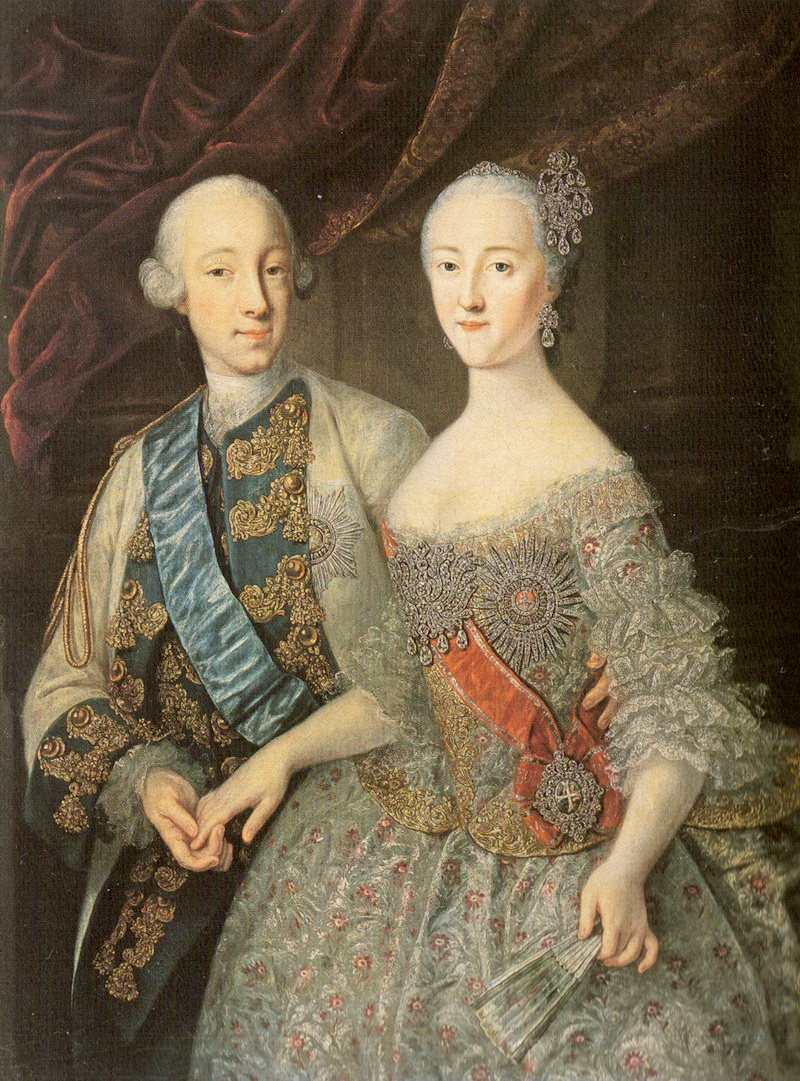
الخطيبان الأرشدوق بُطرس الثالث والأرشدوقة كاترين ألكسيفنا سنة 1745م.

سنة 1744م، وصلت عروس الإمبراطور العتيد مع والدتها إلى البلاط الإمبراطوري الروسي، وسُرعان ما اكتسبت محبَّة وتقدير الإمبراطورة وحاشيتها والنُبلاء وخطيبها وحتَّى أفراد الشعب، لِما أظهرته من إجلالٍ واحترامٍ لِلعادات والتقاليد الروسيَّة، ولِلإمبراطورة نفسها، التي عيَّنت لها فور وُصولها أساتذة لِتعليمها اللُغة الروسيَّة، ورقص الباليه، وتاريخ روسيا، وتعاليم الأرثوذكسيَّة الشرقيَّة، والعادات والتقاليد والأعراف الرائجة في البلاد في سبيل تسريع تأقلُمها واندماجها في وطنها الجديد. ومن أبرز المُعلمين الذين تولّوا تدريسها: المُطران واللاهوتي الكبير شمعون تودورسكي الذي تولَّى مُهمَّة تدريسها التعاليم الأرثوذكسيَّة الشرقيَّة، وباسيل آدودوروف أُستاذ اللُغة والقواعد الروسيَّة. بلغ من درجة اهتمام الأميرة بِاللُغة الروسيَّة أنها كانت تستيقظُ ليلًا وتروح وتجيء حافية القدمين في غُرفتها وهي تُردد الدُروس التي تلقتها نهارًا، وعلى الرُغم من أنها أتقنت اللُغة في نهاية المطاف، إلَّا أنها احتفظت بِلكنةٍ ألمانيَّةٍ واضحة. كان من نتيجة هذه الخصلة أن أُصيبت صوفي بِذات الرئة في شهر آذار (مارس) سنة 1744م لِكثرة تعرُّض قديمها لِبُرودة الأرض، ولِشدَّة المرض الذي ألمَّ بها عرضت والدتها أن تُرسل في طلب قسٍ من بروسيا لِيقوم بِعلاجها، لكنَّ صوفي رفضت رفضًا قاطعًا وطالبت بأن يُعالجها المُطران شمعون تودورسكي، أي فضَّلت أن تُعالج على يد كاهنٍ أرثوذكسي عوض كاهنٍ لوثريّ، مما أكسبها شعبيَّةً أكبر في البلاط الروسي. كتبت كاترين في مُذكراتها لاحقًا تقول أنَّها كانت قد عقدت العزم مُنذ أن وصلت إلى روسيا كي تُثبت نفسها أمام البلاط والحاشية والشعب أنها أهلٌ لِتضع التاج الإمبراطوري، مهما كلَّفها ذلك من ثمن.
في 28 حُزيران (يونيو) 1744م تخلَّت الأميرة صوفي عن مذهبها اللوثريّ البروتستانتيّ وتحوَّلت إلى المذهب الأرثوذكسي الشرقي، رُغم المُعارضة الشديدة التي أبداها والدها، الذي كان لوثريًا مُتفانيًا، واستقبلت الكنيسة الروسيَّة الأرثوذكسيَّة الأميرة كإحدى رعاياها باسمٍ أرثوذكسيٍّ جديد هو «كاترينا» الذي عُرف في المصادر العربيَّة والعُثمانيَّة والأوروبيَّة بـ«كاترين»، وأُعطيت اسمًا أبويًا جديدًا هو «ألكسيفنا» أي «ابنه ألكسي = إسكندر»، وفي اليوم التالي جرت مراسم الخطبة الرسميَّة بين وليّ العهد الروسي وكاترين. تمَّ الزواج الكبير المُنتظر بين السُلالتين الملكيتين في 21 آب (أغسطس) 1745م في مدينة بطرسبرغ عاصمة الإمبراطوريَّة الروسيَّة، وكانت كاترين قد بلغت السادسة عشر من عُمرها حينها بينما بلغ زوجها السابعة عشر، وحصلت كاترين بموجب هذا الزواج على لقب «دوقة» تيمُنًا بِزوجها الذي كان قد اكتسب لقب «دوق هولشتاين-گوتروب» مُنذ سنة 1739م. ومن اللافت أنَّ والد كاترين لم يُسافر إلى روسيا لِحُضور حفل الزفاف. ترافق زواج كاترين بِوليّ العهد الروسي مع دسيسةٍ سياسيَّةٍ جديدةٍ تورَّطت فيها والدتها، إذ سعى ملك بروسيا فريدرش الثاني إلى استغلال علاقاته الطيِّبة بهذه الأخيرة ووُجودها في بطرسبرغ في البلاط الإمبراطوري كي تلعب دورًا في سبيل تبديل السياسة الخارجيَّة الروسيَّة تجاه بروسيا، وذلك من خِلال مُحاولة إقناع الإمبراطورة أليصابت باستبدال كبير مُستشاريها إسكندر بستوزيف صاحب الدعاية المُناهضة لِبروسيا بِمُستشارٍ آخر مُتعاطفٍ معها. ولِسوء حظ حنَّة أليصابت والدة كاترين، فإنَّ بستوزيف تمكَّن من اعتراض إحدى الرسائل بينها وبين فريدرش الثاني والتي تضمَّنت تفاصيل نواياهما، فعرضها على الإمبراطورة التي ثار غضبها ووصفت ما قامت به حنَّة أليصابت بـ«التجسُس الخسيس»، كما فقدت كاترين حظوتها لدى الإمبراطورة بِسبب ما فعلته والدتها، على أنَّ هذا لم يُؤثر شيئًا على موقعها كعُضوةٍ جديدةٍ في الأُسرة الحاكمة، ولم تُوجَّه لها أيَّة اتهامات بِالضُلوع في المُؤامرة.

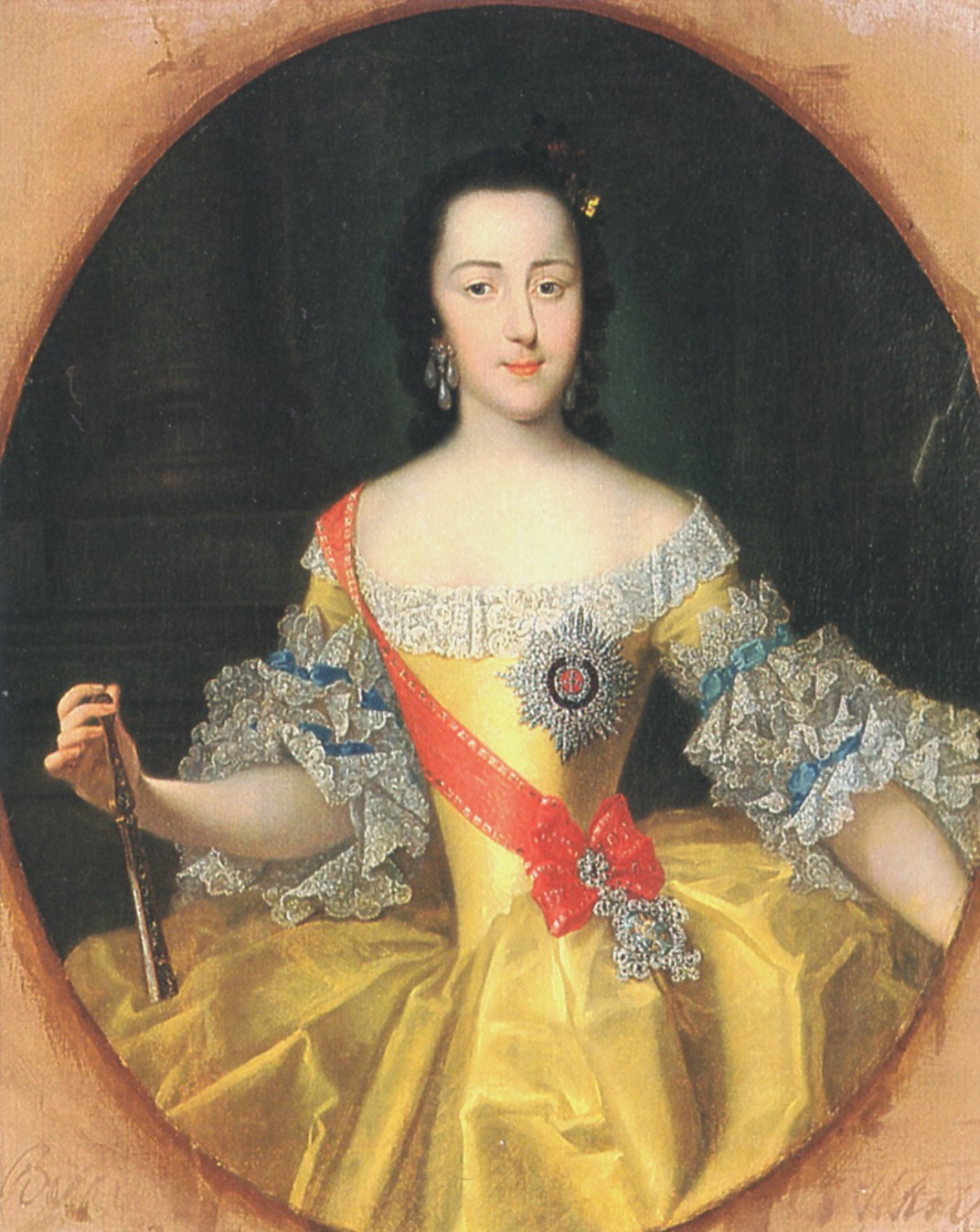
الأرشدوقة كاترين ألكسيفنا قُرابة فترة زواجها من بُطرس الثالث، بِريشة جورج كريستوف گروث.

استقرَّ الزوجان الجديدان في قصر «أورانينباوم» الواقع على خليج فنلندا غرب بطرسبرغ، فعُرف هذا القصر بـ«البلاط الصغير» طيلة سنواتٍ عدَّة. خِلال السنوات الأولى من الزواج، لم يُبدِ بُطرس أي اهتمامٍ بِزوجته، بل إنَّ العلاقة الزوجيَّة الطبيعيَّة بينهما كانت معدومة، وقد كتبت كاترين تذكر هذا في مُذكراتها، فقالت:
| « كُنت أُلاحظ بشكلٍ لا يحتملُ التأويل أنَّ الأرشدوق لا يُحبني؛ بعد أُسبوعين فقط من الزواج أعلمني بأنَّهُ مغرمٌ بِالمحظية الشخصيَّة للإمبراطورة، وكان قد أعلم حاجبه الكونت ديفير أنَّ لا مجال لِلمُقارنة بيني وبين تلك الفتاة، فرفض الأخير قوله هذا وأخبره أنَّهُ مُخطئ، فما كان من الأرشدوق إلَّا أن غضب عليه وتشاجرا بِحضوري. أقولُ حقًا أنني شعرت وكأنني سأموت من شدَّة الغيرة بحال استسلمت إحداهُنَّ لِهذا الرجل، وحظيت منهُ على ما لن أحظى به. لِذا، أجبرت نفسي بدافع الكرامة فقط أن لا أشعر بشيءٍ تجاه رجلٍ لا يُحبني، وبنفس الوقت ألَّا أشعر بِالغيرة منه كونه محبوب، لم يكن أمامي من خياراتٍ أُخرى إلَّا أن أقتنع بِهذا. لو رغب هو بِالحُب، ما كان من الصعب عليّ أن أُبادله إيَّاه، فقد تربيت على القيام بِواجبي المُتوقع مني، كما كُنت أميل بِطبعي إلى أداء واجباتي على أحسن وجه، لكن في سبيل ذلك احتجتُ إلى زوجٍ منطقيٍّ مُتفهمٍ يُدرك واجباته هو أيضًا ويتفهَّم قصدي، وما كان زوجي بِهذا الرجل. » |

تابعت كاترين خِلال هذه الفترة تثقيف نفسها بنفسها، فاطلعت على مُؤلَّفاتٍ عديدة في الفلسفة والتاريخ والقانون، وعلى كتابات فولتير ومونتسكيو وتاسيتس وبايل وغيرهم الكثيرين. وكانت تُرفِّه عن نفسها من خلال الصيد بِبنادق البارود والنِبال، ورُكوب الخيل، والرقص، والمُشاركة في الحفلات التنكُريَّة. وكان من نتيجة انعدام العلاقة الزوجيَّة الطبيعيَّة بينها وبين الإمبراطور المُستقبلي أن اتخذت لِنفسها عدَّة عُشَّاق، وفي هذا المجال قال حاجبها الكونت أندراوس شوفالوف لِكاتب السير الذاتيَّة الإسكتلندي جيمس بوسويل - الذي كان أحد أصدقائه المُقرَّبين - أنَّ سيِّدته كان لها علاقات غراميَّة مع كُلٍ من: الضابط سيرگاي صالتيكوف، والضابط گريگوري أورلوف (1734–1783م)، والأرستقراطي إسكندر فاسيلچيكوف، والقائد العسكري گريگوري بوتمكين، وملك بولونيا ستانيسواف أغسطس بونياتوفسكي، وغيرهم. كما قال أنَّ عشيقة بُطرس الثالث ومُحظية الإمبراطورة أليصابت كانت تُدعى «أليصابت فورونتسوفا». وفي هذه الفترة أيضًا كانت الإمبراطورة قد أخذت تتململ جرَّاء عدم إنجاب كاترين وليًا لِلعهد، فازدادت ضغوطاتها على بُطرس الثالث كي يُراجع علاقته بزوجته ويعمل على إحياء رابطة المودَّة بينهما. صادقت كاترين خِلال هذه المُدَّة الأميرة «كاترين فورونتسوفا-داشكوفا»، وهي شقيقة محظية زوجها، ومن خلالها تعرَّفت على عدَّة جماعات مُناهضة لِزوجها وكارهةً لِفكرة توليِّه العرش مُستقبلًا، نظرًا لِأنَّ تصرُّفاته كانت قد أصبحت لا تُطاق بِالنسبة لِأهل القصر، ومن الأشياء التي اعتاد على فعلها وكانت تُضايق الخدم، أن يطلب الرجال منهم في الصباح الباكر لِيختبرهم في الرقص والغناء كي ينضموا إلى زوجته في مخدعها لاحقًا حتَّى يُرفهوا عنها، فيُغنون ويرقصون حتَّى ساعاتٍ مُتأخرةٍ من الليل.

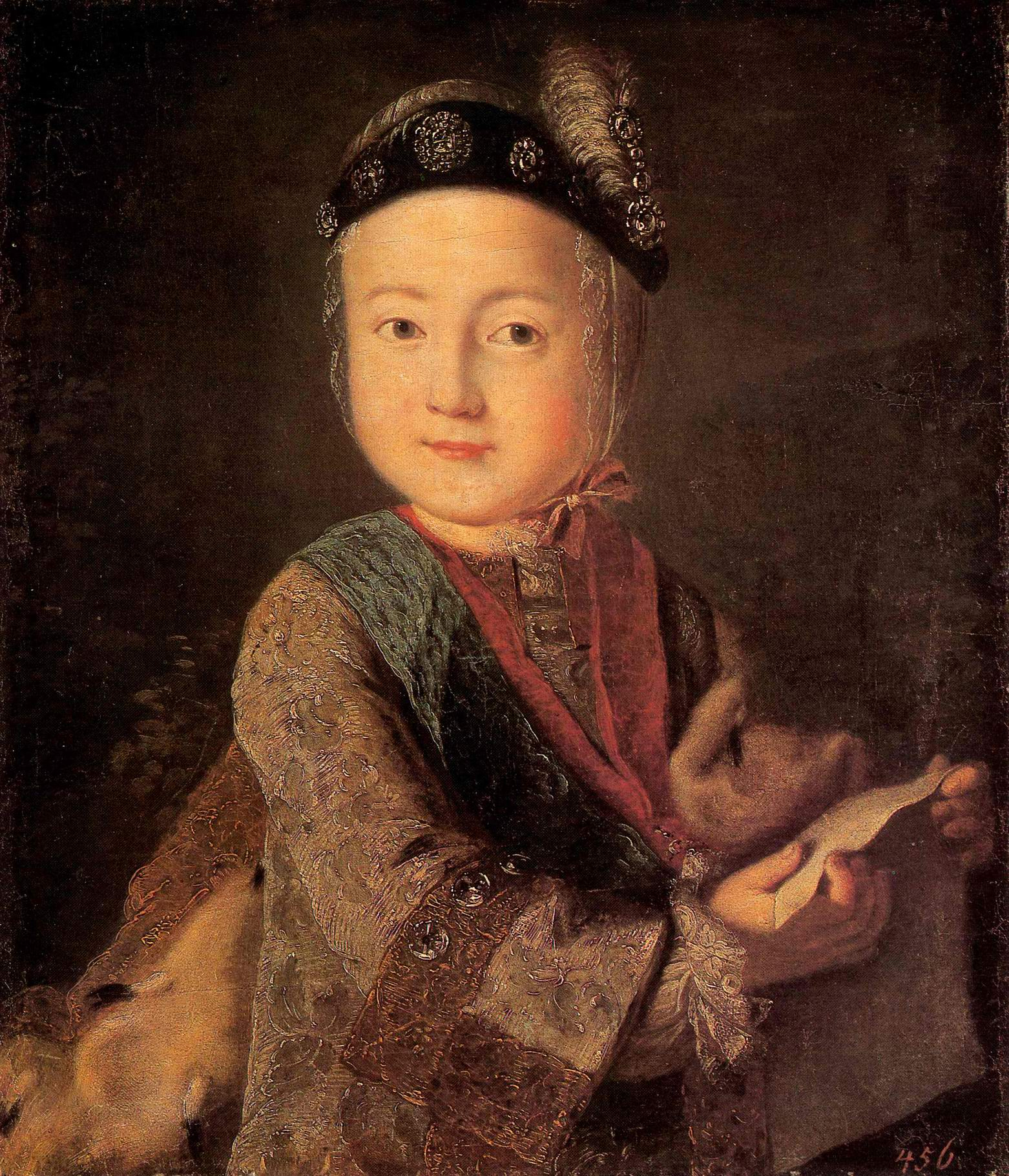
بولس الأوَّل ابن كاترين في صباه.

أجهضت كاترين حملها مرَّتين، أمَّا حملها الثالث فسار على ما يُرام، وفي 20 أيلول (سبتمبر) 1754م أنجبت ابنها البكر بولس، بعد ولادةٍ مُتعسرة. ولم تكد تمضي دقائق قصيرة على الولادة حتَّى أُخذ الطفل الوليد من أُمِّه بناءً على طلب الإمبراطورة كي يتربَّى في كنفها، فحُرمت منه والدته أغلب الوقت، ولم يكن يُسمح لها بِزيارته إلَّا لِفتراتٍ وجيزة بين الحين والآخر، لِلحفاظ على رابطتهما. ويُقال أنَّ المرَّة الأولى التي شاهدت فيها كاترين طفلها كانت بعد 40 يومٍ من ولادته. وفي سنة 1759م أنجبت كاترين ابنةً سمَّتها «حنَّة»، ولم تعش أكثر من أربعة شُهُور. خِلال هذه الفترة أخذت الألسن في القصر تتناقل أخبار المُغامرات العاطفيَّة لِكاترين مع عددٍ من الرجال السالف ذِكرهم، فاشتهرت بكونها زانية، وبنفس الوقت سرت إشاعة مفادها أنَّ والد بولس الصغير ليس وليّ العهد بُطرس، بل هو الضابط سيرگاي صالتيكوف (ولمَّحت كاترين نفسها إلى هذا الأمر في مُذكراتها)، وقال البعض أنَّ بُطرس كان عقيمًا، فيستحيل عليه أن يكون الأب. ساءت علاقة بُطرس وكاترين بشكلٍ ملحوظٍ خِلال هذه الفترة، خُصوصًا بعد أن بلغ مسامعه ما قيل عن زوجته بأنها زانية وأنَّهُ عقيم، فاقتنع بأنَّهُ ليس الأب الفعليّ لِلطفل، ولمَّا وصلته أنباء حملها بِالطفلة الجديدة قال: «لَا أَحَدَ سِوَى اللهُ يَعلَمُ كَيفَ حَمِلَت زَوجَتِي مُجَدَّدًا! هَل لِي أن أُؤمِنَ بِأَنَّ هَذَا الطِّفلَ هُوَ طِفلِي؟ أَم أُخَاطِر واعتَبِرهُ كَذَلِكَ وَقَلبِي غَيرُ مُطمئن؟». ولم يمر الكثير من الوقت حتَّى دبَّت مُشاجرة كبيرة بين الزوجين بِسبب هذا الأمر، فدافعت كاترين عن نفسها بشراسة مؤكدةً بأنَّ كُل الأطفال الذين أنجبتهم ليس لهم سوى أبٍ واحدٍ هو بُطرس، فلم يُصدقها الأخير وقال لها: «إذهبي إلى سيّدُك إبليس». ومُنذ ذلك الحين أمضت كاترين أغلب وقتها في مخدعها بعيدًا عن زوجها وتقلُّباته المزاجيَّة. ذكرت كاترين مشاعرها وموقفها الحازم خِلال هذه الفترة قُبيل تربُّع زوجها على العرش فقالت:
كُنتُ أقول لِنفسي أنَّ الشُعور بِالسعادة والبُؤس يعتمد على أنفُسنا. لو كُنت تشعر بالحُزن، ترفَّع عن هذا الحُزن، وتصرَّف بِطريقةٍ تُصبحُ فيها سعادتك مُستقلَّة عن كُل المآسي والاحتمالات من حولك.

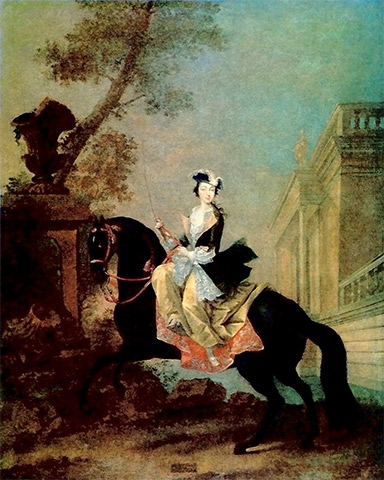
الأرشدوقة كاترين الثانية وهي تُمارس رياضتها المُفضَّلة: رُكوب الخيل.

تقرَّبت كاترين في هذه المُدَّة من السفير البريطاني في روسيا المدعو «وليامز»، فأصبحا صديقان حميمان، وتمكَّنت من خلاله من الحُصُول على عدَّة مبالغ كبيرة من المال على شكل قُروض بعد أن ضاق بها الحال جرَّاء علاقتها المُتأزمة مع زوجها، فاستحصل لها سنة 1750م على ما يزيد عن 50 ألف روبل مُقابل إيصالين؛ وفي شهر تشرين الثاني (نوفمبر) 1756م استحصل لها على 44,000 روبل أُخرى. وفي مُقابل هذه المُساعدة، أعطت كاترين لِلبريطانيين عدَّة معلومات سريَّة عن البلاط الروسي وعن أحوال البلاد، شفاهةً ومن خِلال المُراسلات التي كانت تبعثها لِوليامز بين الحين والآخر تحت أسماءٍ مُستعارة مُختلفة. ومما يُؤكِّد هذا الأمر أنَّ وليامز نفسه ذكر لاحقًا في أواخر سنة 1756م، وتحديدًا بعد اندلاع حرب السنوات السبع بِفترةٍ قصيرة (التي دخلتها بريطانيا إلى جانب بروسيا ضدَّ فرنسا وروسيا وحُلفائهما)، أنَّهُ تلقَّى معلوماتٍ من كاترين عن تعداد الجيش الروسي المُشارك بِالحرب وخِطَّة الهُجُوم الروسيَّة، فسارع بِتوصيلها إلى لندن وإلى برلين كي يطلع عليها الملكان البروسي والبريطاني. تقرَّبت كاترين من خليفة وليامز المدعو «كيث» بعد أن انتهت فترة اعتماد الأوَّل وعاد إلى بريطانيا؛ فتابع كيث سياسة سلفه تجاه كاترين بأن أغدق عليها الأموال والهدايا مُقابل حُصوله على معلوماتٍ خاصَّةٍ بِأوضاع الإمبراطوريَّة الروسيَّة. نتجة حُب كاترين لِلمال وصف المُؤرخون البريطانيُّون التحالف معها بالمُبذِر لِكثرة ما صُرف لها من المبالغ الطائلة، وأخذت بعض الأصوات في البلاط الملكي البريطاني تُطالب بِالتخلّي عنها. ويبدو أنَّ كاترين كانت مُتيقنة لما يدور خلف الكواليس في بريطانيا، فأرسلت إلى وليامز خطابًا وديًا في مُحاولةٍ لِتبديد مخاوف البريطانيين، وأشارت فيه إلى استعدادها استخدام نُفوذها في البلاط الإمبراطوري من أجل إنشاء تحالفٍ بين بريطانيا وروسيا يخدم مصلحة كِلا الدولتين ويصب في مصلحة أوروبَّا كُلَّها، وأن يتعاون الطرفان ضدَّ عدُّوهما المُشترك فرنسا التي ليس من مصلحة أيٌّ منهما أن يراها دولةً قويَّةً تُهدد مصالحه الاستعماريَّة، وطلبت منه أن يُبلغ الملك جورج الثاني عرضها الصادق هذا، وأنَّهُ عربون شُكرها لِكُل المُساعدات التي قدمتها لها بريطانيا. بتعبيرٍ آخر، كانت كاترين تُحاول كسب ثقة بريطانيا ودعم الحُكومة البريطانيَّة لها كي تتربع على عرش روسيا، خاصَّةً بعد لاح في الأُفق اقتراب أجل الإمبراطورة أليصابت، ولِكون بُطرس الثالث غير مؤهَّل لِلحُكم ومكروه من فئة واسعة من النُبلاء والشعب. ذكر وليامز أنَّ كاترين راسلته بضع مرَّات بدايةً من سنة 1756م مع اشتداد مرض الإمبراطورة، تُعمله بأنَّها أعدَّت مُؤامرة لِخلع زوجها عن العرش بعد أن يعتليه بِفترةٍ قصيرة، ويقول المُؤرِّخ الروسي فاسيلي كليوچفسكي أنَّ كاترين توسَّلت الملك البريطاني كي يمنحها قرضًا ماليًا قدره 10 آلاف جُنيه استرليني لِتُوزعها هدايا ورشاوٍ على المسؤولين الروس والحاشية الإمبراطوريَّة في سبيل تسهيل تنفيذ خطتها، وأعطته وعد شرف أن تسعى بكُل جُهدها إلى إقامة حلفٍ متينٍ مع بريطانيا عندما تصل مُبتغاها. كما سعت إلى اجتذات الحرس الإمبراطوري إلى صفها، فاتفقت مع قائدهم «كيريل رازوموفسكي» أن يُعاونها في العصيان على الإمبراطور العتيد، وكذلك فعل المُستشار إسكندر بستوزف. في بداية سنة 1758م، أمرت الإمبراطورة أليصابت باعتقال القائد العسكري أسطفان أبراسكين المُقرَّب من كاترين بِتُهمة تلقيه رشوة من الملك البروسي فريدرش الثاني، كما اعتُقل المُستشار إسكندر بستوزف بعد أن ثارت حوله الشُكوك بِشأن تعامله مع البروسيين والبريطانيين، خُصوم روسيا في حرب السنوات السبع، فحُقق معهُما وحُوكما بِتُهمة الخيانة العُظمى، على أنَّ بستوزف تمكَّن قبل اعتقاله من أن يُخفي أو يُتلف جميع الوثائق والمُراسلات التي تُثبت علاقة كاترين ببريطانيا وبروسيا، لِيُنقذها بذلك من براثن الإمبراطورة. أمام هذا الواقع، وبعد حرمانها من اثنان من أقرب أصحاب السُلطة إليها وعودة وليمامز إلى بريطانيا، سعت كاترين إلى إقامة روابط وثيقة جديدة مع نُبلاءٍ آخرين، في مُقدمتهم گريگوري أورلوف وكاترين فورونتسوفا-داشكوفا شقيقة مُحظية زوجها.

## في عهد بُطرس الثالث وانقلاب تمُّوز (يوليو) 1762م

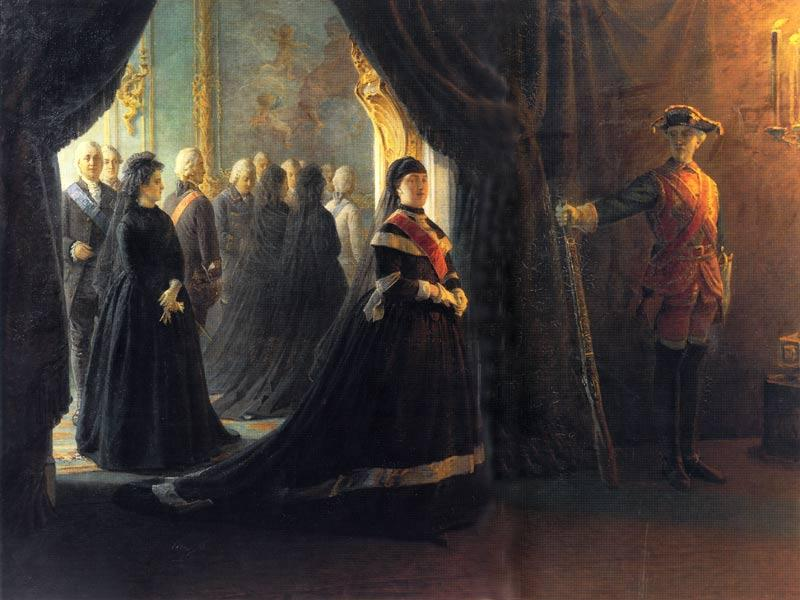
كاترين في ملابس الحداد خِلال جنازة الإمبراطورة أليصابت.

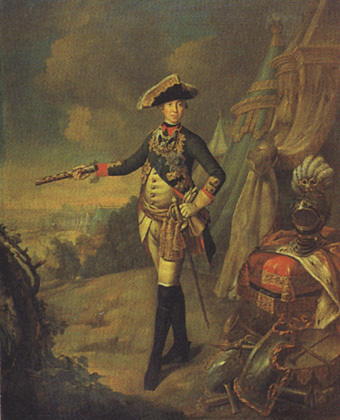
رسم بِريشة إسكندر أنتروبوف لِلإمبراطور بُطرس الثالث بِملابسه الملكيَّة الرسميَّة، 1762م.

تُوفيت الإمبراطورة أليصابت يوم 5 كانون الثاني (يناير) 1762م المُوافق فيه 25 كانون الأوَّل (ديسمبر) 1761م حسب التقويم اليولياني، وبعد وفاتها بُويع بُطرس الهولشتايني من قِبل النُبلاء والأعيان ونُصب على العرش في ذات اليوم، لِيُعرف بِالإمبراطور بُطرس الثالث، وبِهذا أصبحت كاترين إمبراطورةً عقيلة (زوجة إمبراطور)، وانتقلت مع زوجها من قصر أورانينباوم إلى قصر الشتاء في بطرسبرغ، مقر قياصرة وأباطرة روسيا مُنذ سنة 1732م. أخذ بُطرس في هذه الفترة يعيشُ علنًا في علاقةٍ غراميَّةٍ مع مُحظيته أليصابت فورونتسوفا، وترك زوجته تعيش على هواها في الطرف الآخر من القصر، فاتخذت لنفسها هي الأُخرى عشيقًا هو گريگوري أورلوف. كان من نتيجة هذه العلاقة أن حملت كاترين سفاحًا، فأخفت حملها عن زوجها وعن مُعظم أفراد الحاشية إلَّا المُقربون جدًا منها، وقد استفادت من إهمال زوجها لها في هذه الفترة وتفاديه مُعاشرتها ورؤيتها، فابتعدت عنه بدورها وتفادته حتَّى انقضت فترة حملها. ولمَّا آن أوان ولادتها، قام أحد خُدَّامها المُخلصين، ويُدعى «فاسيلي شَكُورين» بِإضرام النار في بيته الواقع على أراضي القصر كما سائر بُيُوت الخدم، فخرج جميع أفراد الحاشية من القصر الرئيسي لِإخماد الحريق وخرج معهم الإمبراطور وخدمه لمُتابعة ما يجري، وفي تلك الأثناء وضعت كاترين طفلها بِسلام، لِيكون طفلها اللاشرعيّ الوحيد، وأُطلق عليه اسم «إسكندر بوبرينسكي».

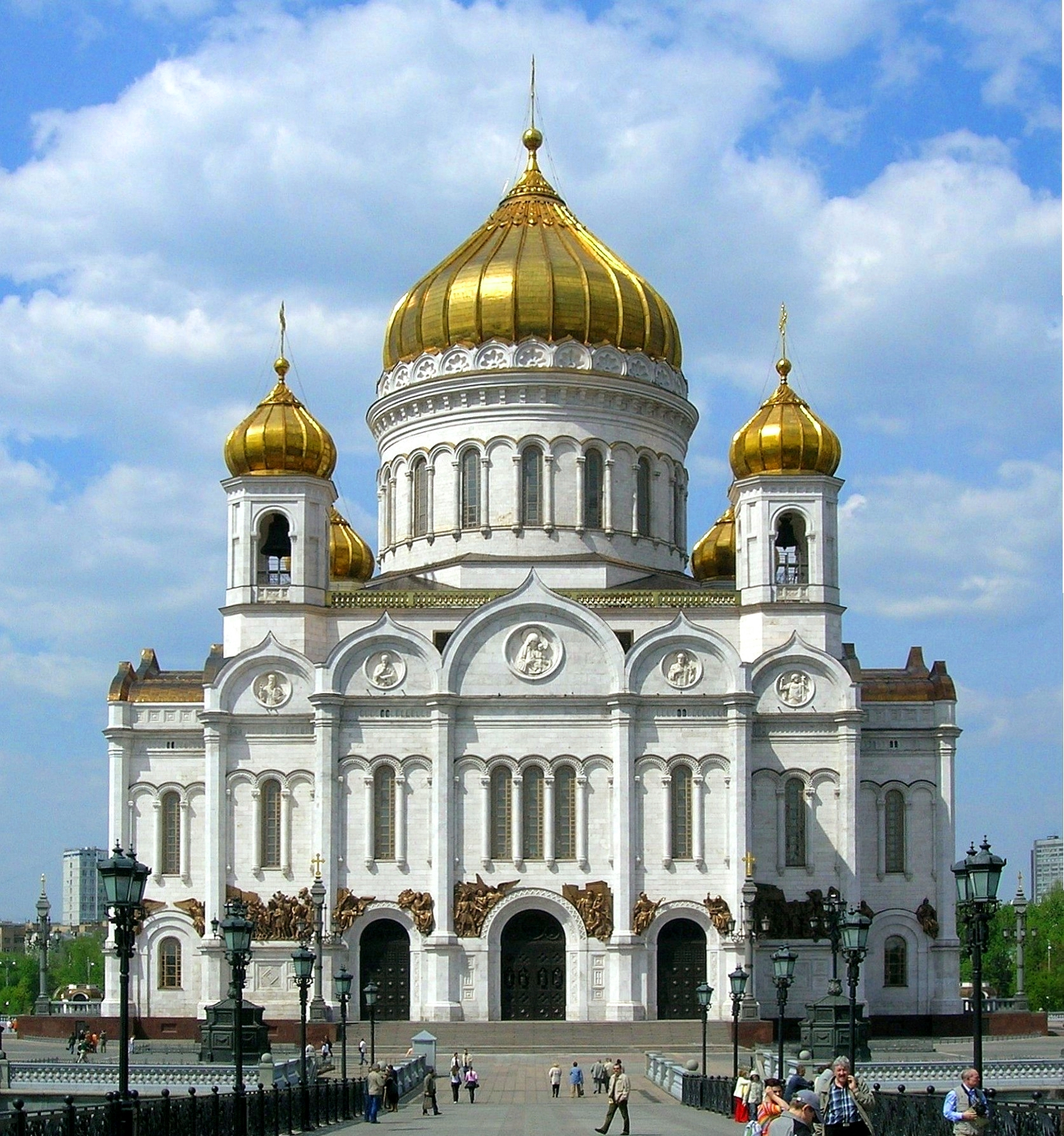
أعلن بُطرس الثالث بُعيد تربُّعه على العرش عن نيَّته إجراء إصلاحاتٍ دينيَّةٍ وكنسيَّةٍ شاملةٍ في البلاد، مما كان سببًا رئيسيًا في زيادة النقمة عليه.

بعد تربُّعه على العرش بِبضعة شُهُور، انتهج بُطرس الثالث سياساتٍ غريبة الأطوار أثارت عليه حقد كِبار قادة الجيش. من تلك السياسات اتباع أساليب جديدة وديَّة في التعامل مع البروسيين نظرًا لِلإعجاب الكبير الذي كان يكنَّهُ شخصيًا لِلملك فريدرش الثاني، فأبرم مع بروسيا مُعاهدةً تصب في صالحها عوض الصالح الروسي عُرفت باسم «صُلح بُطرسبرغ» مُنهيًا بِذلك حرب السنوات السبع بين روسيا وبروسيا، على الرُغم من أنَّ الجيش الروسي كان مُتقدمًا على نظيره البروسي وهزمه في عدَّة وقعات حتَّى بلغ مشارف برلين، فأطلق البروسيُّون على هذا الصُلح اسم «مُعجزة آل براندنبورگ (بالألمانية: Mirakel des Hauses Brandenburg). وبِمُقتضى هذا الصُلح أعاد الإمبراطور الروسي إلى بروسيا جميع الأراضي التي استولى عليها الروس خِلال الحرب، ضاربًا بِعرض الحائط كُل الاعتبارات المنطقيَّة التي كانت تفرض عليه مُواصلة التقدُّم في البلاد الألمانيَّة، وراميًا خلف ظهره كُل التضحيات التي قدمها الضُبَّاط والقادة العسكريين والجُنُود الروس في الحرب. وقد هدف الإمبراطور الروسي من وراء هذه المُعاهدة إلى التحالف مع بروسيا لِحرب الدنمارك لِتحقيق مصالح شخصيَّة، وهي استعادة بعض أقسام دوقيَّة شلسفيگ وإعادة ضمِّها إلى دوقيَّته، ولمَّا هددت الدنمارك باجتياح دُويلة هامبورگ في شمال ألمانيا لِلاستفادة من مواردها الماليَّة في دعم جيشها ترقُبًا لِأي حربٍ مع روسيا، اعتبر بُطرس ذلك إعلانًا صريحًا بِالحرب المفتوحة. وفي سبيل اكتساب بروسيا إلى جانبه بشكلٍ أكبر، أعلن عن نيَّته بِالتفاوض مع الملك البروسي بشأن تقاسم بولونيا، مما ساهم بِتراجع شعبيَّته أكثر بين أصحاب السُلطة في روسيا.
أضف إلى ذلك، أقدم بُطرس على عدَّة خُطوات كانت بِمثابة القشَّة التي قصمت ظهر البعير، فصادر مُمتلكات الكنيسة الروسيَّة، وألغى الامتيازات الاقطاعيَّة الممنوحة لِلأديرة، وأعلن لِبعض المُقربين منه نيَّته إجراء إصلاحاتٍ دينيَّةٍ شاملةٍ في طول البلاد وعرضها. عند هذه المرحلة، رأى أغلب النُبلاء والعسكريين ورجال الدين أنَّ بُطرسًا غير مُؤهَّل لِلحُكم، واتهموه بالجهالة والعته وكره روسيا والميل لِأعداء البلاد، ولمع أمامهم نجم زوجته كاترين البالغة من العُمر 33 سنة، فرأوها أكثر شخصٍ مُؤهَّلٍ لِلحُكم، إذ بانت عليها ملامح الذكاء والثقافة وسعة الحيلة وقُوَّة الشخصيَّة. أخذ الأعيان بِهذا يُعدُّون العدَّة لانقلابٍ يُطيحُ بِالإمبراطور وحاشيته المُقرَّبة، وصارحوا كاترين بِالأمر وبِرغبتهم تنصيبها على العرش بِمُجرَّد نجاح الخطَّة. ولمَّا كانت كاترين قد ضاقت ذرعًا بِزوجها وكرهته أشد الكُره وطمعت بِالسُلطة إلى حدٍ كبير فقد وافقت على المُشاركة بالانقلاب. وشرع داعموها وفي مُقدمتهم گريگوري أورلوف وگريگوري بوتمكين وتُيُودور خيتروفو بِإعداد دعايةً لها ونشرها في صُفوف الحرس الإمبراطوري وإقناع قادتهم بالانضمام إلى جماعة الانقلاب. يقول المُؤرِّخان هنري ترويا وكازيميرز فاليزفسكي أنَّ كاترين ومن معها حصلوا على بعض الدعم الماليّ الخارجيّ أيضًا لِتنفيذ خطَّتهم القاضية بِالإطاحة بِبُطرس الثالث، وأنَّ كاترين طلبت من فرنسا وبريطانيا إقراضها 60 ألف روبل مُلمِّحةً إلى ما سيقع من أحداث، فرفض الفرنسيُّون هذا الطلب مُعتقدين أنَّ مُخطط الانقلاب غير جدّي، أمَّا البريطانيين فوافقوا على الفور وأقرضوا الانقلابيين وقائدتهم 100 ألف روبل، ولعلَّ هذا الأمر كان له أثَّرٌ لاحقًا في المُستقبل على علاقات كاترين مع كُلٍ من فرنسا وبريطانيا.

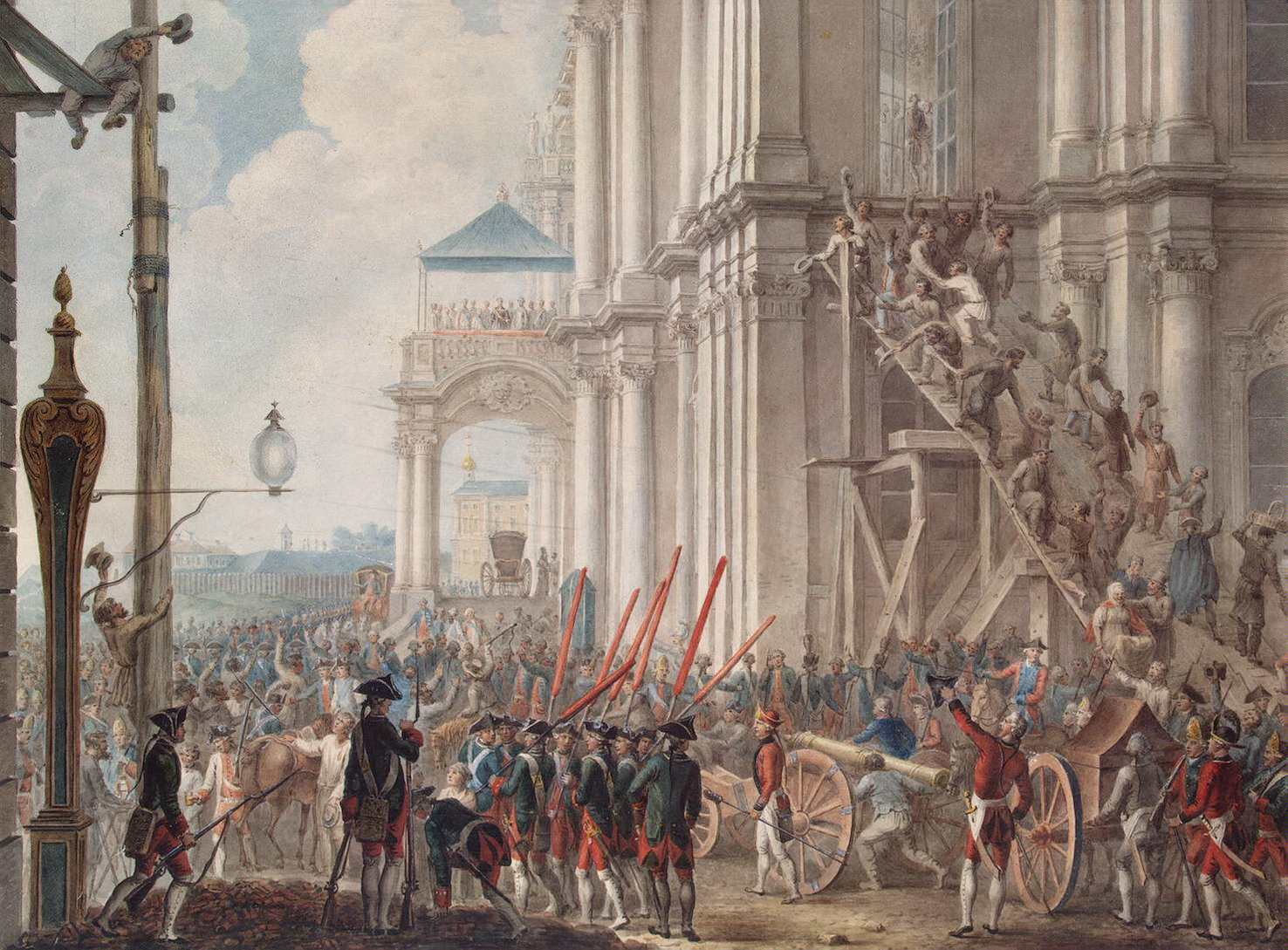
كاترين الثانية تطل من إحدى شُرفات قصر الشتاء بعد تمام الانقلاب على الإمبراطور بُطرس الثالث، حيثُ يُحييها الحرس والعساكر والشعب.

خِلال شهر تمُّوز (يوليو) 1762م، غادر بُطرس عاصمة مُلكه واصطحب معه أفراد حاشيته الهولشتاينيين في إجازةٍ إلى أورانينباوم وترك زوجته في بطرسبرغ، ولم يكن قد مضى على تولِّيه العرش غير شُهورٍ ستَّة. وفي ليلة 8 تمُّوز (يوليو) 1762م، المُوافق فيه 27 حُزيران (يونيو) 1762م من التقويم اليولياني، وصلت كاترين أنباءً مفادها أنَّ زوجها أمر باعتقال أحد القادة العسكريين المُتآمرين معها على خلعه، وأنَّ عليهم التحرُّك فورًا دون تردُّد لِتنفيذ خطَّتهم. فغادرت القصر وتوجَّهت إلى ثكنة الحرس الإمبراطوري حيثُ خطبت بِالقادة والجُنود خطابًا حماسيًا حثَّتهم فيه على الوُقوف إلى جانبها والدفاع عن بلادهم وأُمَّتهم ضدَّ الحُكم الرديء لِلإمبراطور الذي استهان بِالبلاد والعِباد وبِكرامتهم أجمعين. ثُمَّ توجَّهت إلى ثكنات الفُرسان الخيَّالة حيثُ كان الكهنة والبطاركة بانتظارها لِمُبايعتها إمبراطورةً على عرش روسيا. بعد ذلك أمرت كاترين الحرس الإمبراطوري بالتوجُّه فورًا إلى مصيف زوجها واعتقاله، فتوجَّهت قُوَّة عسكريَّة إلى أورانينباوم وأبلغت الإمبراطور بِما حصل، ولمَّا رأى أنَّ لا فائدةً تُرجى من المُقاومة استسلم وعاد معهم إلى بُطرسبرغ حيثُ أرغمته زوجته على توقيع ميثاق تنازُلٍ عن العرش لِقاء ضمان سلامته، وهكذا لم يبقَ لها من مُنافسٍ على تولِّي هذا المنصب. وفي يوم 17 تمُّوز (يوليو) 1762م، أي بعد ثمانية أيَّامٍ فقط من الانقلاب، توفي بُطرس الثالث في مقر إقامته بِقصر روبشا وسط ظُروفٍ غامضة، إذ قال البعض أنَّ وفاته جاءت طبيعيَّة نتيجة إصابته بِالمغص الكلوي الحاد مُنذ ما قبل الانقلاب، كما أشارت زوجته كاترين بنفسها، وقال آخرون أنَّهُ قُتل على يد إسكندر أورلوف شقيق گريگوري أورلوف، على أنَّ المُؤرخين لم يجدوا أي دليلٍ يدُل على تواطؤ كاترين بِهذه الجريمة إن صحَّت هذه الفرضيَّة. وبجميع الأحوال فإنَّ كاترين طلبت من الأطباء إجراء تشريحٍ لِلجُثَّة لِتحديد سبب الوفاة والقضاء على الشُكوك التي انتشرت وكانت تقول بأنها أمرت بِتسميم زوجها، وجاءت نتيجة التشريح تقول بأنَّ معدة الإمبراطور الراحل كانت نظيفة تمامًا، مما يستبعد فرضيَّة موته مسمومًا. يقول المُؤرِّخ الروسي «نِقولا بافلنكو» أنَّ موت الإمبراطور اغتيالًا أمرٌ لا يحتمل التأويل وتؤكده عدَّة مصادر موثوقة أبرزها ما ورد في رسائل كاترين فورونتسوفا-داشكوفا شقيقة مُحظيته. كما يعتبر أنَّ هُناك من الدلائل ما يُشير إلى أنَّ الإمبراطورة الجديدة كانت المُخططة الرئيسيَّة لاغتيال زوجها، ففي يوم 4 تمُّوز (يوليو) أي قبل وفاة الإمبراطور السابق بِيومين، أرسلت إليه كاترين طبيبها مُحمَّلًا بِالأدوات الجراحيَّة عوض الأدوية - وفقًا لِبافلنكو - مما يعني أنها كانت مُتأكدة من موته قريبًا، وتستعد لِإبعاد الشُبهات حول تورُّطها في قتله، مما يُفيد بِالتالي أنها خططت لِهذا الأمر.

## جُلوسها على العرش

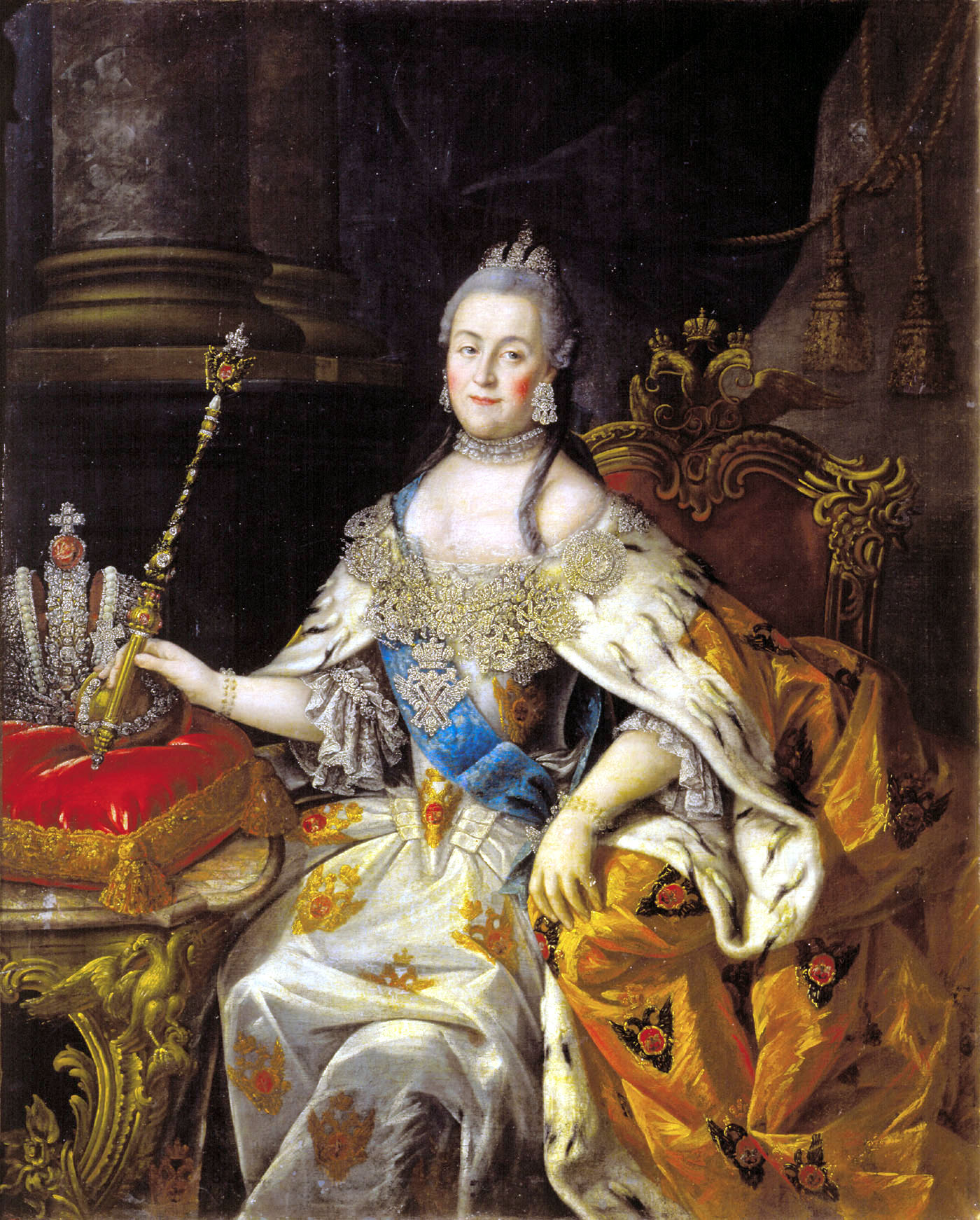
كاترين الثانية وعلى يمينها التاج الإمبراطوري. بِريشة إسكندر أنتروبوف حوالي سنة 1765م.

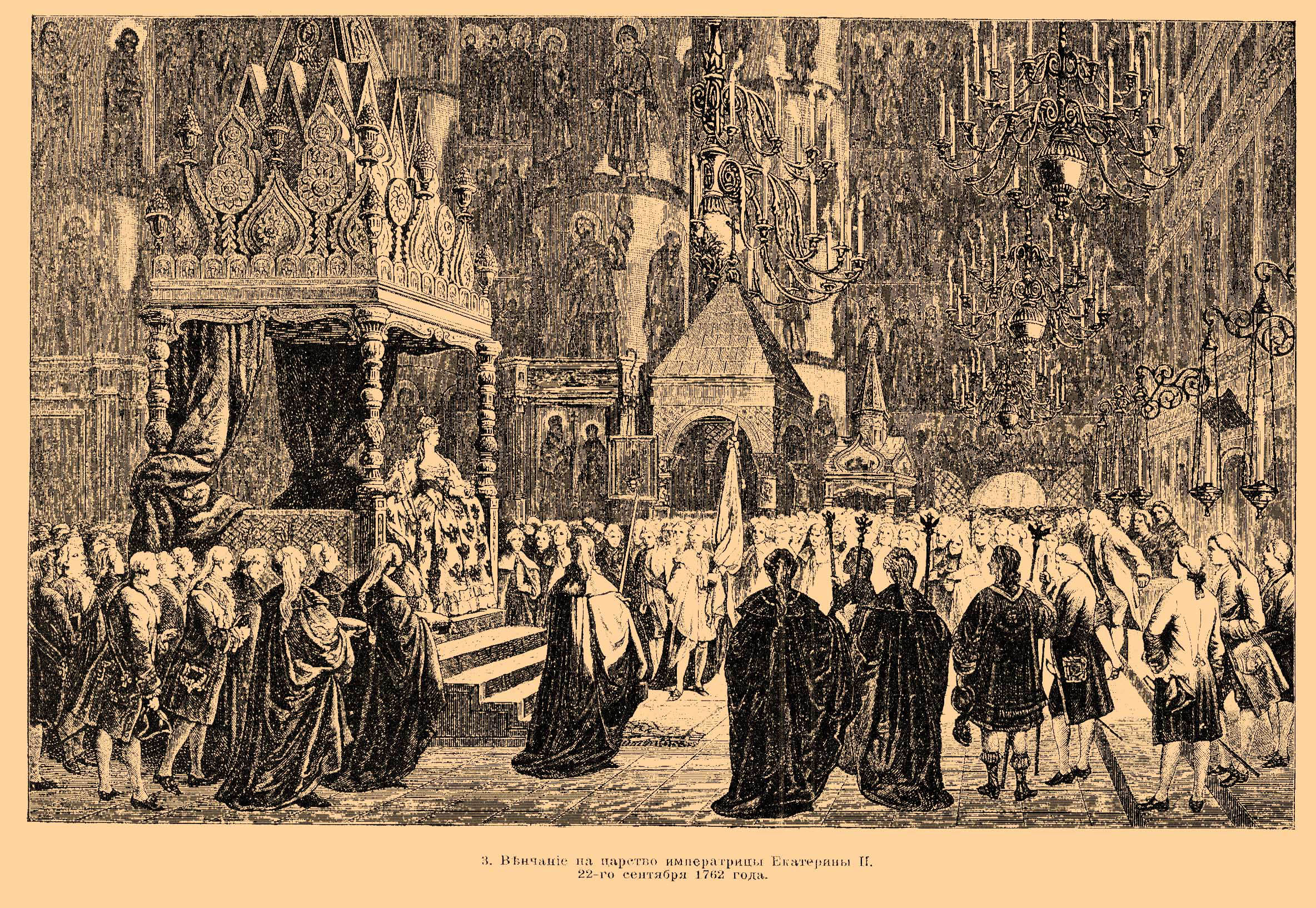
حفل تتويج كاترين الثانية إمبراطورةً على عرش روسيا.

تُوِّجت كاترين على عرش الإمبراطوريَّة الروسيَّة بِصُورةٍ رسميَّةٍ يوم 22 أيلول (سبتمبر) 1762م المُوافق فيه 3 تشرين الأوَّل (أكتوبر) من ذات السنة وفق التقويم اليولياني، في مدينة موسكو، واتخذت لِنفسها لقب «كاترين الثانية». وبعد تتويجها، أصدرت بيانًا رسميًا تحاملت فيه على زوجها السابق قائلةً أنَّهُ كان عاقد العزم على تغيير المذهب الرسمي لِلدولة من الأرثوذكسيَّة إلى البروتستانتيَّة بسبب ميله إلى البروسيين، وأنَّهُ كان يُريد السلام معهم بعد أن طمعوا في البلاد وسعوا في خرابها من خلال الدسائس والتجسُّس، كما سمَّت ابنها بولس وليًا لِلعهد. أدَّى صُعُود كاترين إلى السُلطة عن طريق انقلاب إلى ظُهور بعض الجدال بين بعض القادة والنُبلاء بشأن اعتبارها حاكمةً شرعيَّةً أم مُغتصبة لِلحُكم، لا سيَّما وأنها ليست من آل رومانوف القياصرة، بحيثُ لا يُمكن اعتبار فترة حُكمها شرعيَّة إلَّا عند تزامنها مع فترة وصايتها على ابنها بولس حتَّى يبلغ سن الرُشد ويخلف والده. وقد بلغ الأمر ببعض النُبلاء (منهم نيكيتا بانين وآخرون) أن اقترحوا لاحقًا على بُولس القيام بانقلابٍ آخر لِلإطاحة بِوالدته وتنصيبه إمبراطورًا شرعيًا على عرش آبائه وأجداده، على أنَّهم رغبوا بِتقييد سُلطته وتحويلها إلى ما يُشبه الملكيَّة الدُستوريَّة، لكنَّ شيئًا من هذا بم يحصل، واستمرَّت كاترين تحكم البلاد حتَّى مماتها.
أمرت كاترين بعد تربُّعها على العرش بِصناعة دُرَّة المُجوهرات الإمبراطوريَّة لِآل رومانوف، ألا وهو التاج الإمبراطوري الروسي الذي تناقله خُلفائها من بعدها وتُوجوا به جميعًا حتَّى عهد آخر الأباطرة الروس نِقولا الثاني، الذي كان آخر من تُوِّج به. صُمِّم التاج الجديد على يد الصائغ الفرنسي السويسري إرميَّا بوزيه (بالفرنسية: Jérémie Pauzié)‏ مُستلهمًا شكله من تصاميم التيجان البيزنطيَّة، فجعله من نصفين شبه كُرويين يُمثلُ أحدهما الإمبراطورية الرومانيَّة الغربيَّة والآخر يُمثِّل الإمبراطوريَّة الرومانيَّة الشرقيَّة (البيزنطيَّة)، يفصلُ بينهما إكليلٌ ورقيّ الشكل، وثبَّت الأقسام الثلاثة هذه بِواسطة طوقٍ سُفليّ. رُصِّع التاج بِخمسةٍ وسبعين لؤلؤة و4,936 ألماسةٍ هنديَّةٍ على شكل ورق الغار والسنديان، وهي من رُموز العظمة والسُلطة عند الرومان والإغريق القُدماء، وعلاه ياقوتة زنتها 398.62 قيراط من مجموعة الإمبراطورة الخاصَّة، إلى جانب صليبٍ ألماسيّ. وقد استغرقت فترة العمل على هذا التاج شهران فقط، وبلغت زنته عند الانتهاء تمامًا منه 2.3 كيلوگرامات.
كتبت كاترين الثانية في مُذكراتها تتحدث عن أوضاع الإمبراطوريَّة الروسيَّة عشيَّة تولِّيها العرش، كاشفةً الحالة التعيسة التي كانت تعيشها البلاد ومُعاناة العِباد، وإشراف الدولة على الإفلاس وأوضاعها الرديئة عُمومًا، فقالت:

« 
كانت خزينة الدولة ناضبة، ومواردها مُستنفذة. الجُنود لم يتقاضوا رواتبهم مُنذ ثلاثة شُهور. التجارة تتراجع شيئًا فشيئًا، لأنَّ أغلب فُروعها مُحتكرة من قِبل بعض الأشخاص المُحددين فقط. لا نظام إداري مُلائم في القطاع العام. وزارةُ الحربيَّة غارقة في الدُيُون؛ البحريَّة بِالكاد قادرة على الصُمود مع كُل هذا الإهمال الذي تتعرَّض له. رجالُ الدين مُستاؤون جرَّاء مُصادرة الأراضي منهم. العدالة تُباع بِالمزاد، من يأخذ حُقوقه هو من يدفع أكثر، والقانون لا يُطبَّق إلَّا لِصالح الأقوياء وأصحاب السُلطة.
 »

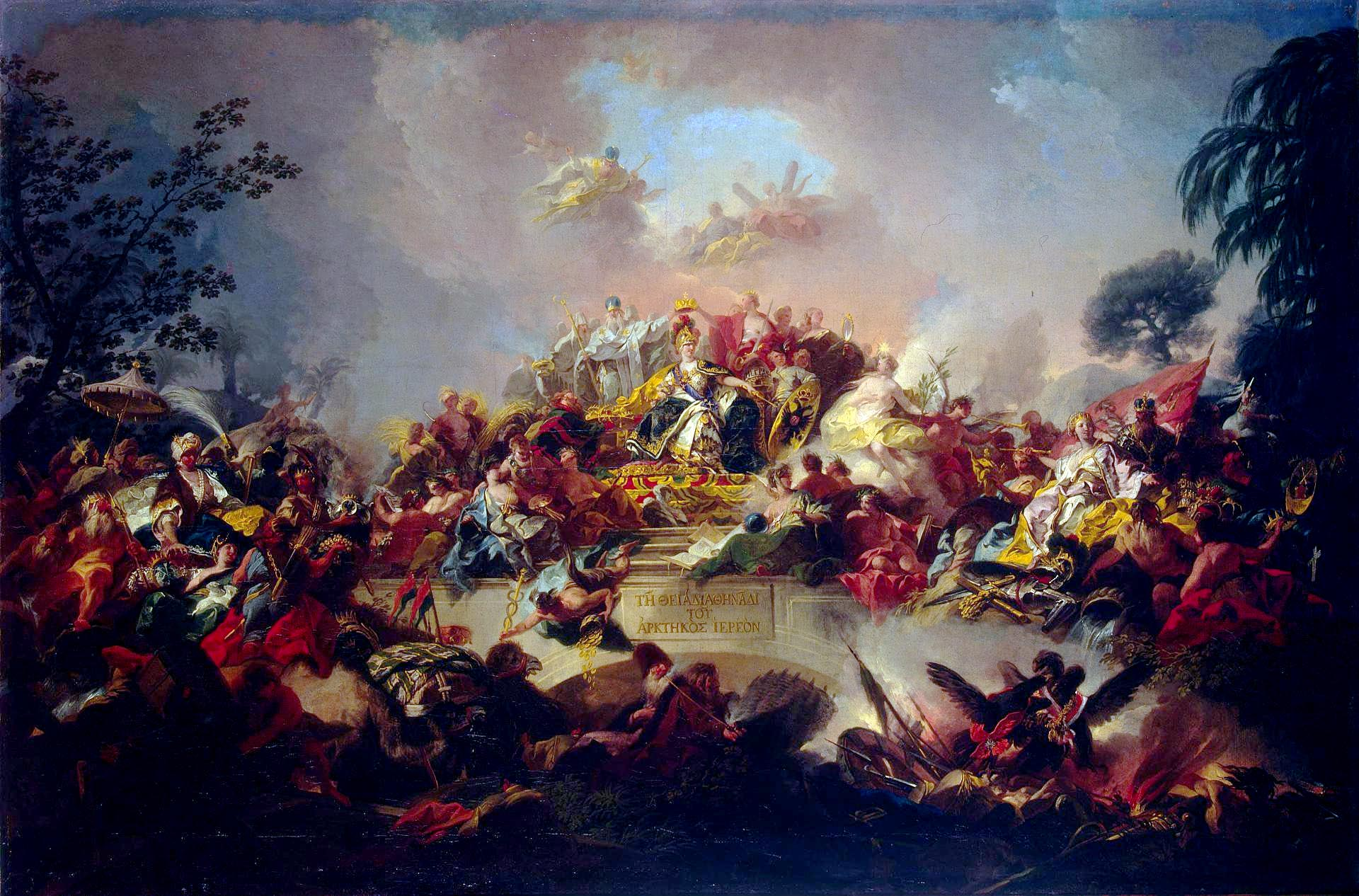
«تمجيد عصر كاترين الثانية». جداريَّة بِريشة گريگوري گوليليمو، 1767م.

يقول المُؤرخون أنَّ هذا الوصف الذي أوردتهُ كاترين في مُذكراتها عن أحوال الإمبراطوريَّة الروسيَّة ليس بِالوصف الدقيق، بل أنَّهُ مُبالغ فيه في بعض الجوانب. فالموارد الماليَّة لِروسيا لم تكن مُنهكة أو ناضبة حتَّى بعد نهاية حرب السنوات السبع، وبالإجمال فإنَّ العجز بِالميزانيَّة لِسنة 1762م كان يتخطَّى مليون روبل بِقليل، أو 8% من نسبة العائدات السنويَّة. كما أنَّ كاترين نفسها كان لها دورٌ في التسبُّب بِهذه النسبة من العجز، إذ أنَّها أقدمت خِلال الشُهُور الستَّة الأولى من تربُعها على العرش على توزيع الأموال والهدايا على جميع الذين دعموها وشاركوا في الانقلاب العسكري على زوجها، دون احتساب ما تمَّ توزيعه عليهم من أراضٍ بِأقنانها، والتي تُقدَّر قيمتها بِحوالي 800 ألف روبل تقريبًا. وفي الواقع، فإنَّ الموارد الماليَّة لِلإمبراطوريَّة أصبحت مُنهكة بِحُلول نهاية عهد كاترين الثانية، كما ارتفعت نسبة الدُيُون الخارجيَّة لِلدولة حينها بشكلٍ أكبر بكثير عمَّا كانت عليه أيَّام سلفها، وكذلك فإنَّ نسبة الرواتب والمعاشات غير المدفوعة لِلمُوظفين الحُكوميين كانت أعلى بكثير عند وفاتها عمَّا كانت عليه حين جلست على العرش. أيضًا، يقول المُؤرخون أنَّ كاترين لم تكن خيرًا من زوجها بالنسبة لِسياستها تجاه الكنيسة، فقد صادرت أراضي الأديرة بما فيها الأراضي الوقف، ممَّا أدَّى إلى امتعاض رجال الدين في سنة 1764م. على أنَّ بعض المُؤرخين الآخرين يقول بِأنَّ أوضاع الجهاز القضائي والإداري في البلاد تحوَّلت إلى الأفضل في زمن كاترين عمَّا كانت عليه قبلًا.
بعد تتويجها، وضعت كاترين نصب أعيُنها تحقيق خمسة أهدافٍ ضروريَّة، وهي:
1. الاهتمام بِتعليم أبناء الأُمَّة الروسيَّة والحرص على أن تتحكَّم الدولة بِهذا القطاع الحيوي.
2. تنظيم الدولة تنظيمًا حسنًا، وتعليم الناس معنى النظام في سبيل الحفاظ على المُجتمع وفرض هيبة الدولة والقانون على الجميع.
3. رسم سياسة سليمة ودقيقة لِلدولة على الصعيدين الداخلي والخارجي.
4. العناية بِالأراضي الزراعيَّة لِلبلاد واستصلاحها في سبيل زيادة الإنتاج وسد حاجات الشعب الغذائيَّة.
5. ضرورة إظهار الدولة بِمظهر القويّ المُهيب القادر أن يُدافع عن نفسه كي تفرض هيبتها واحترامها على جميع دُول الجوار.

اتسمت سياسة كاترين الثانية بِالمُحافظة على مُكتسبات الأباطرة والقياصرة الروس الذين سبقوها، والعمل على زيادتها وتطويرها وتحسينها. ففي أواسط عهدها أطلقت حملة إصلاح التنظيم الإداري الإقليمي لِلدولة، لِتبني بِذلك شكل الإمبراطوريَّة ونظامها القضائي الذي استمرَّ قائمًا حتَّى انهيارها سنة 1917م. وفي عهدها أيضًا توسَّعت حُدود الإمبراطوريَّة بشكلِ ملحوظ بعد أن ضُمَّت إليها الأراضي الخصبة المُتاخمة لِحُدودها الجنوبيَّة، في القرم وساحليّ البحر الأسود وبحر آزوف، وتلك المُتاخمة لِحُدودها الغربيَّة في بولونيا. وارتفع عدد السُكَّان من 23.2 مليون نسمة في سنة 1763م إلى 37.4 ملايين نسمة سنة 1796م، لِتُصبح روسيا أكبر الدُول الأوروبيَّة سُكَّانًا، بحيثُ شكَّل أهلُها 20% من إجمالي سُكَّان أوروبَّا. كذلك، أنشأت كاترين 29 مُقاطعة جديدة، وأمرت ببناء حوالي 144 مدينة. يقول المُؤرِّخ فاسيلي كليوچفسكي في هذا المجال:
| « كان تعدادُ الجيش يصل إلى 162 ألف نفر، فأصبح 312 ألفًا. تكوَّن الأُسطول سنة 1757 من 21 سفينة حربيَّة و6 فرقاطات فقط، أمَّا في سنة 1790 فيُعتقد بأنَّ تعداد قطعه كان على الشكل التالي: 67 سفينة حربيَّة و40 فرقاطة و300 غليون. أمَّا عائدات الدولة فكانت بدايةً 16 مليون روبل، ثُمَّ ارتفعت حتَّى وصلت إلى 69 مليون، أي أنها تضاعفت بِحوالي أربع مرَّات. وقد ازدهرت حركة التجارة الخارجيَّة، فبلغت عائدات الاستيراد والتصدير من خِلال مرافئ بحر البلطيق 44 مليون روبل بعد أن كانت تصل إلى 9 ملايين روبل فقط، وازدادت أيضًا عائدات التجارة عبر موانئ البحر الأسود - مُنذ أن سيطرت عليها الإمبراطوريَّة خِلال حياة كاترين - من 390 ألف روبل سنة 1776 إلى مليون روبل. أدَّى الازدياد في دورة رأس المال بِحُلول سنة 1796 وبعد 34 سنة من الحُكم الكاتريني، إلى أن تُصدر الدولة قطعًا نقديَّة بِقيمة 148 مليون روبل، بينما كانت قيمة القطع النقديَّة المسكوكة سنة 1762 تصلُ إلى 97 مليون روبل. » |

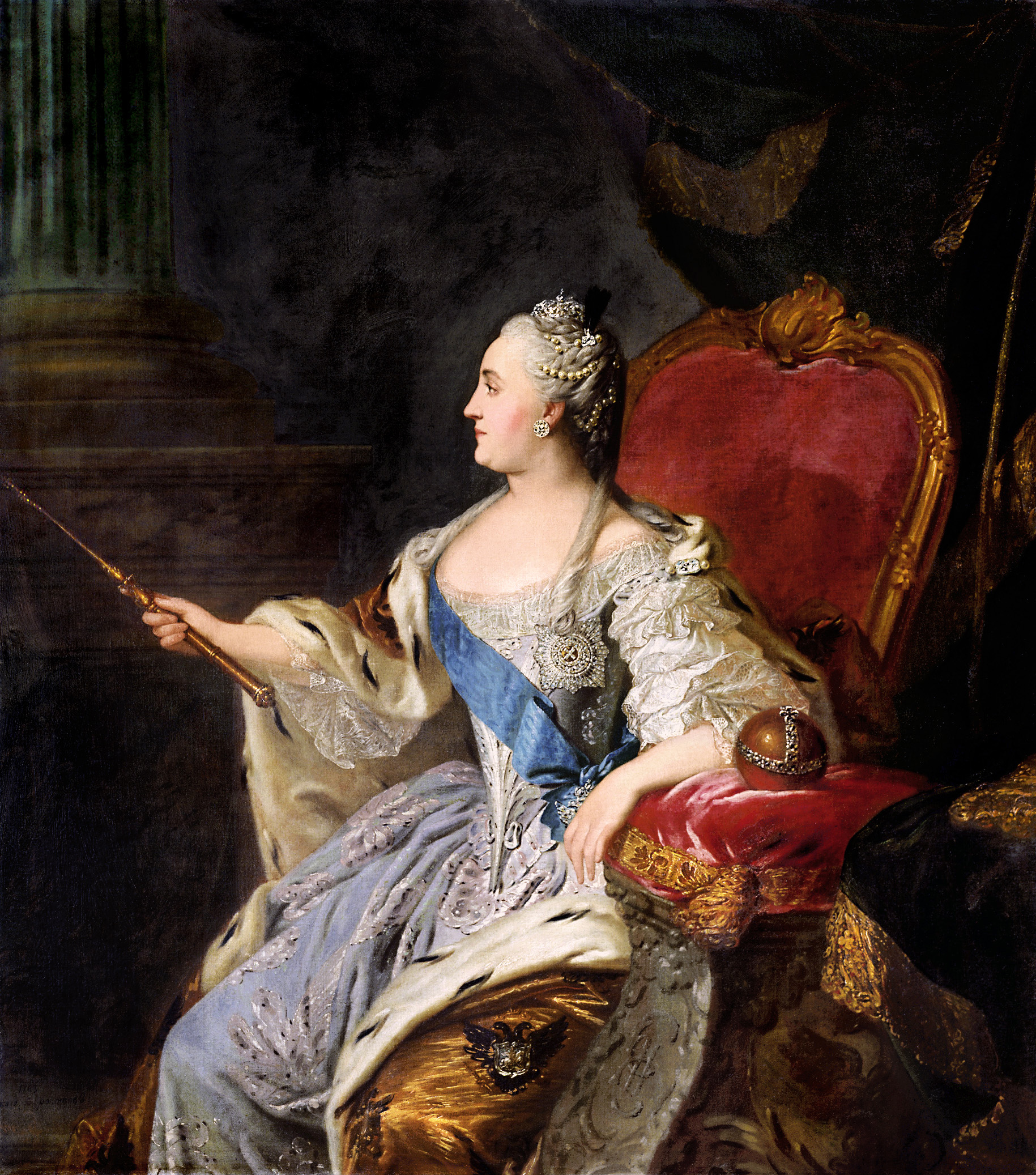
كاترين الثانية على عرشها، بِريشة تُيُودور روكوتوف.

كان السبب الرئيسي لِازدياد عدد سُكَّان الإمبراطوريَّة الروسيَّة في عهد كاترين هو استيلائها على عدَّة أقاليم مُجاورة لِروسيا وليس ازدياد عدد المواليد. فقد وصل عدد سُكَّان الأراضي التي ضمَّتها روسيا إليها خِلال هذه الفترة إلى حوالي 7 ملايين نسمة، وكان أغلب هؤلاء يُعارضون انضمام بلادهم إلى روسيا مُعارضةً تامَّة، الأمر الذي ولَّد مشاعر كراهيَّة تجاهها أُضيفت إلى مشاعرهم السلبيَّة السابقة التي تولَّدت لِأسبابٍ مُختلفة، لِذا يُمكن القول أنَّ عهد كاترين الثانيَّة شكَّل نُقطة انطلاق علاقة روسيا السيئة مع البولونيين (البولنديين) والأوكرانيين واليهود والمُسلمين (شركس وشيشانيين وتُرك وتتر) التي استمرَّت طيلة قُرون. اكتسبت الكثير من القُرى صفة «مدينة» في عصر كاترين الثانية، على أنَّها بقيت قُرىً على أرض الواقع، إذ لم يتغيَّر فيها الكثير من المظاهر العامَّة وأنماط حياة أهلها. كما أنَّ بعض الأدلَّة المُعاصرة تُشير إلى أنَّ عدد المُدن المنسوبة إلى كاترين مُبالغٌ فيه، وأنَّ بعض تلك المُدن لم يُبنى من الأساس. أيضًا يُشيرُ البعض إلى أنَّ مُعدلات النُمو الاقتصادي التي عرفتها روسيا في أيَّامها ليست كما تنص عليه الكتابات القديمة العائدة لِتلك الحقبة، بل إنها أقل بِأشواط، لا سيَّما عند الأخذ بِعين الاعتبار أنَّ إصدار الحُكومة لِلكميَّة الهائلة من النُقود المذكورة سلفًا أدَّى إلى حُصول تضخُّم مالي في البلاد وإلى تراجع قيمة الروبل.
استمرَّ الاقتصاد الروسي في عهد كاترين الثانية قائم على الزراعة بِالدرجة الأولى، وكان مُعظم أهالي الإمبراطوريَّة قرويُّون مُزراعون وفلَّاحون، أمَّا أبناء المُدن فكانوا لا يُشكلون أكثر من 4% من إجمالي السُكَّان، على الرُغم من تأسيس بعض المُدن الجديدة من شاكلة تيراسبول وگريگوريوبول وغيرها وإسكانها بِالناس. لكن على الرُغم من ذلك تصدَّرت روسيا خِلال هذه الفترة قائمة الدُول في مجال بعض الصناعات، مثل صناعة الحديد الزهر، التي ازدادت عمَّا كانت عليه قبل العهد الكاتريني بِحوالي الضعفين. أدَّت سياسة كاترين الصناعيَّة إلى زيادة عدد المُنشآت والمُؤسسات العاملة في هذا القطاع من 663 مُنشأة سنة 1767م إلى 1200 مُنشأة بِحُلول أواخر القرن الثامن عشر. وعلى الرُغم من أنَّ نسبة الصادرات الروسيَّة إلى أوروبَّا ازدادت خِلال هذه الفترة، إلَّا أنَّ أغلب تلك الصادرات كان عبارة عن موادٍ أوليَّةٍ أو مصنوعاتٍ شبه مُنتهية أو وسيطة تحتاج لِلمزيد من التصنيع في البُلدان التي تذهب إليها، بينما هيمنت المُنتجات كاملة التصنيع على الواردات من أوروبَّا إلى روسيا، وقد أدَّى اتكال روسيا على الزراعة والصناعات اليدويَّة إلى تخلُّفها عن أوروبَّا الغربيَّة التي أخذت تعرف مُنذ ذلك الحين استخدام الآلة وحُلولها مكان اليد العاملة البشريَّة شيئًا فشيئًا في سبيل زيادة الإنتاج. وفي العقدين الأخيرين من العهد الكاتريني برزت مساوئ بعض سياساتها عندما تفجَّرت أزمة اجتماعيَّة واقتصاديَّة في البلاد نتيجةً لِلأزمة الماليَّة سالفة الذِكر.

## سياستها الداخليَّة
أدَّى تمسُّك كاترين بِالقيم والمُثل التنويريَّة العُليا إلى اعتبارها «حاكمة مُطلقة مُستنيرة» من قِبل المُؤرخين الذين أتوا بعد عصرها، إذ أنها تفرَّدت بِحُكم الإمبراطوريَّة وكانت الآمرة الناهية في البلاد، وفي الوقت نفسه طبَّقت الكثير من أفكار المُستنيرين الغربيين في روسيا، فأنعشتها وأحيتها. ووفقًا لِما قالته كاترين في مُذكراتها، فإنَّ المُناخ العام في روسيا قبل تولِّيها كان مُلائمًا جدًا لِظُهور حاكمٍ أوتوقراطيّ يكون هو صاحب الحُلول لِكُل المشاكل التي تُعاني منها البلاد، تمامًا كما قال مونتسكيو. وبِالفعل فإنَّ كاترين سعت مُنذ أن تربَّعت على العرش إلى التفرُّد بالحُكم وإبعاد المُنافسين والمُعارضين لها، وعملت على زيادة البيروقراطيَّة في الإدارات الحُكوميَّة واتباع سياسة المركزيَّة الإداريَّة. في الوقت نفسه، يُلاحظ أنَّ كاترين لم تُطبِّق جميع أفكار الفلاسفة الغربيين التنويريين مثل فولتير وديدرو، وبالأخص تلك المُتعلِّقة بِحُقوق الإنسان، التي ما كانت لِتتوافق مع سياسة الإمبراطوريَّة الروسيَّة الداخليَّة. فقد اعتبر فولتير وديدرو أنَّ جميع البشر يولدون أحرارًا مُتساوين في الحُقوق، وطالبا بِإلغاء جميع أشكال الاستغلال والاستبداد التي كان يتعرَّض لها الأوروبيُّون في العُصُور الوُسطى إلى جانب جميع أشكال الحُكم الطُغيانيَّة. غير أنَّ العهد الكاتريني عِرف استمرار نظام القنانة، بل إنَّ أوضاع الأقنان تدهورت خِلال هذه الفترة، وازداد مُعدَّل استغلالهم واستغلال بعض فئات الشعب لِصالح الطبقة الحاكمة، كما ارتفعت نسبة التمييز بين هذه الطبقة والشعب، إذ حصل النُبلاء على المزيد من الامتيازات بينما حُرم العامَّة من العديد من الحُقوق. بناءً على هذا، تعرَّضت سياسة كاترين الثانية إلى الكثير من النقد من قِبل المُؤرخين المُعاصرين، فاعتبرها البعض لا تختلف عن سياسة الأباطرة والقياصرة الذين سبقوها، وأنَّ المقولة الشائعة في بعض المُؤلَّفات التاريخيَّة الروسيَّة بِالأخص، والتي تقول بِأنَّ كاترين كانت تسهر على رفاه شعبها ليس سوى توصيفٍ لِلشُعور العام المُعاصر تجاهها نظرًا لِلقُوَّة والعظمة التي بلغتها روسيا كدولة في أيَّامها.

### المجلس الإمبراطوري ومجلس الشُيُوخ

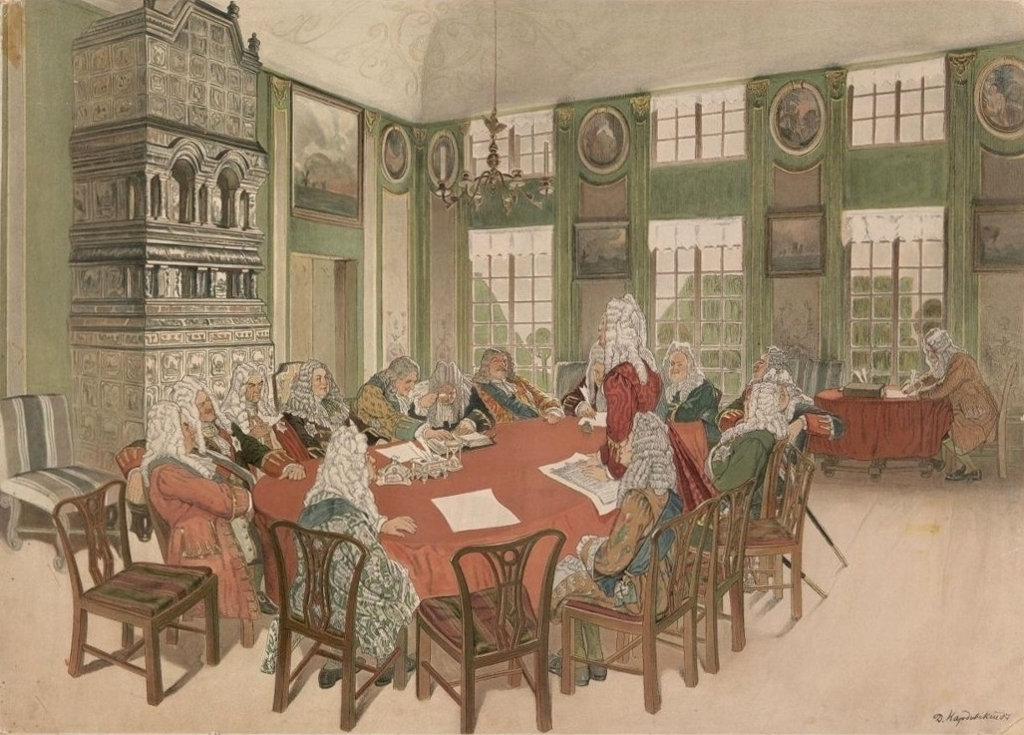
مجلس الشُيُوخ الروسي مُنعقدًا.

بعد فترةٍ قصيرةٍ من تمام الانقلاب على بُطرس الثالث، اقترح بعضُ الساسة ورجال الدولة، وفي مقدمتهم نيكيتا بانين، إنشاء مجلسٍ أعلى لِلحُكم يتشاطر السُلطة مع إمبراطور البلاد، على أن يتكوَّن هذا المجلس من 6 أو 8 أعضاء من كِبار الساسة. لكنَّ كاترين رفضت هذا المُقترح رفضًا قاطعًا.
اقترح بانين مشروعًا آخر بعد رفض مشروعه الأوَّل، يتمثَّل في نقل السُلطة الفعليَّة إلى مجلس الشُيُوخ الذي أسسهُ بُطرس الأكبر بحيثُ يُصبح نظام الحُكم في الإمبراطوريَّة أشبه بِالملكيَّة الدُستوريَّة، وتكون مُهمَّة كاترين الأساسيَّة السهر على تطبيق القوانين في البلاد والحرص على رفاهيَّة الشعب بينما يتولَّى المجلس النظر في مسألة إقرار القوانين وإلغائها والتصديق على قرارات الحرب والسِلم. وكان هذا المجلس يتكوَّن من ستَّة دواوين على رأس كُلٍ منها رئيس، وعلى رأسها كُلها مُدعٍ عام. وتقاسمت كُل تلك الدواوين السُلطة التشريعيَّة فيما بينها، بحيثُ احتفظ كُل ديوان بِقدرٍ من السُلطة لِنفسه. لكنَّ كاترين رفضت هذا المُقترح أيضًا وعملت على تقليص السُلطة التشريَّعة لِلمجلس رُويدًا رُويدًا حتَّى اقتصرت مهامه على ضبط أجهزة الدولة والنظر في الدعاوى القضائيَّة التي تُرفع أمامه بِصفته المحكمة العُليا لِلبلاد أيضًا. أمَّا السُلطة التشريعيَّة فنقلتها الإمبراطورة وجعلتها من صلاحيَّاتها وصلاحيَّة وزارة الخارجيَّة حصرًا.
بعد إجراءات كاترين، أصبحت مهام دواوين مجلس الشُيُوخ على الشكل الآتي: الديوان الأوَّل (ويرأسه المُدعي العام) يتولَّى النظر في العلاقات العامَّة والسياسيَّة في العاصمة بطرسبرغ؛ الديوان الثاني يتولَّى النظر في الشُؤون القضائيَّة في بطرسبرغ؛ الديوان الثالث يتولَّى نظارة الصحَّة والطبابة والمُوصلات والعُلوم والتعليم والفُنون؛ الديوان الرَّابع يتولَّى النظر في الشُؤون الحربيَّة وينظر في أُمور القُوَّات البريَّة والأُسطول البحري؛ الديوان الخامس يتولَّى النظر في العلاقات العامَّة والسياسيَّة في موسكو؛ وأخيرًا الديوان السادس الي يتولَّى النظر في الشُؤون القضائيَّة في موسكو.

### اللجنة التشريعيَّة

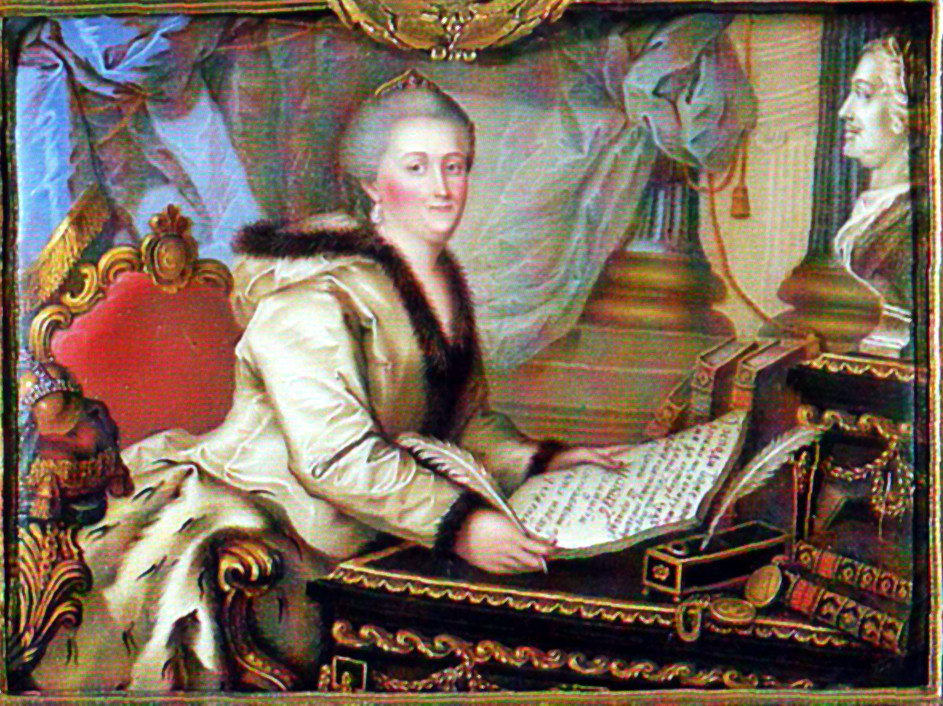
كاترين الثانية في طور كتابة وثيقتها المشهورة باسم «الناكاز».

يوم 14 كانون الأوَّل (ديسمبر) 1766م، أصدرت كاترين الثانية بيانًا رسميًا دعت فيه كِبار المُفكرين والفلاسفة والساسة والقانونيين إلى تشكيل لجنةٍ تشريعيَّةٍ يكون هدفها صياغة قوانين جديدة لِلبلاد واستبدال القانون المسكوبي الموضوع مُنذ سنة 1649م بِشريعةٍ قانونيَّةٍ أُخرى تتوافق مع مُتطلبات العصر ومعرفة حاجات الشعب ومُتطلباته في سبيل القيام بِإصلاحاتٍ شاملة على مُستوى الإمبراطوريَّة، ولِدعم السُلطة الملكيَّة في البلاد في الوقت ذاته. ودعت كاترين في بيانها الأهالي والأعيان إلى انتخاب مندوبين عن مُقاطعاتهم ومُدنهم على الشكل التالي: ينتخب النُبلاء مندوبًا واحدًا عن المُقاطعة، فيما ينتخب العامَّة مندوبًا واحدًا عن المدينة التي يسكنوها. بلغ عدد المندوبين المُنتخبين أكثر من 600 مندوب، 33% منهم انتُخبوا من قِبل النُبلاء، و36% منهم انتخبهم العوام (مُتضمنين النُبلاء أيضًا)، و20% منهم انتُخبوا من قِبل أهالي الأرياف بما فيهم الفلَّاحين والمُزارعين. أمَّا رجال الدين الأرثوذكس فقد انتخبوا أحد كهنة المجمع المُقدَّس لِيُمثلهم في اللجنة. أعدَّت الإمبراطورة وثيقةً تضمَّنت بضع إرشاداتٍ عُرفت باسم «ناكاز كاترين الثانية» هدفت من خِلالها إلى توجيه اللجنة التشريعيَّة نحو اعتماد القيم التنويريَّة الغربيَّة والمُصادقة على حُكمها كحُكمٍ مُطلقٍ مُستنير. يقول المُؤرِّخ الروسي إيفان طومسينوف أنَّ كاترين الثانية يُمكن تصنيفها مع كِبار المُشرعين القانونيين لِلنصف الثاني من القرن الثامن عشر بِفضل وثيقتها الإرشاديَّة التي أدَّت إلى إصلاح الوضع القانوني التشريعي لِلبلاد الروسيَّة، بينما قال آخرون أنَّ هذا لا يصح لأنَّ إرشادات كاترين الثانية ليست من تأليفها أو إبداعها، بل هي مُجرَّد حصر وتجميع لِآراء وأفكار رجال قانون مُعاصرين وسابقين عليها، وجل ما فعلته كان تكييفها بحيثُ أصبحت تتلائم مع رؤيتها ومع مُتطلبات روسيا. وأشار آخرون إلى اعتراف كاترين بنفسها في مُذكراتها أنها اقتبست الكثير من الأفكار من مُؤلَّف مونتسكيو الشهير حامل عنوان «روح القوانين»، ومُؤلَّف سيزاري بيكاريا حامل عنوان «حول الجريمة والعِقاب». وفي سنة 1767م، وبعد الانتهاء من إعداد الوثيقة، أرسلت كاترين نسخة ألمانيَّة منها إلى ملك بروسيا فريدرش الثاني، وأرسلت نسخة فرنسيَّة إلى العلَّأمة الفرنسي فولتير تقول فيها: «في سبيل تحقيق صالح إمبراطوريتي، سمحت لِنفسي أن أسلب أفكار المُعلِّم مونتسكيو، دون أن أذكر اسمهُ في النص المأخوذ. أتمنى بحال اطَّلع على عملي أن يغفر لي هذه السرقة الأدبيَّة، التي ما أقدمت عليها لولا أنني وضعتُ نصب عينيّ مصلحة 20 مليون مُواطن. لقد أحبَّ مونتسكيو البشريَّة حُبًا جمًا لا يُمكِّنهُ من الشُعور بالاستياء جرَّاء فعلتي؛ إنَّ مُؤلَّفهُ كان مصدر قُوَّتي وإلهامي».

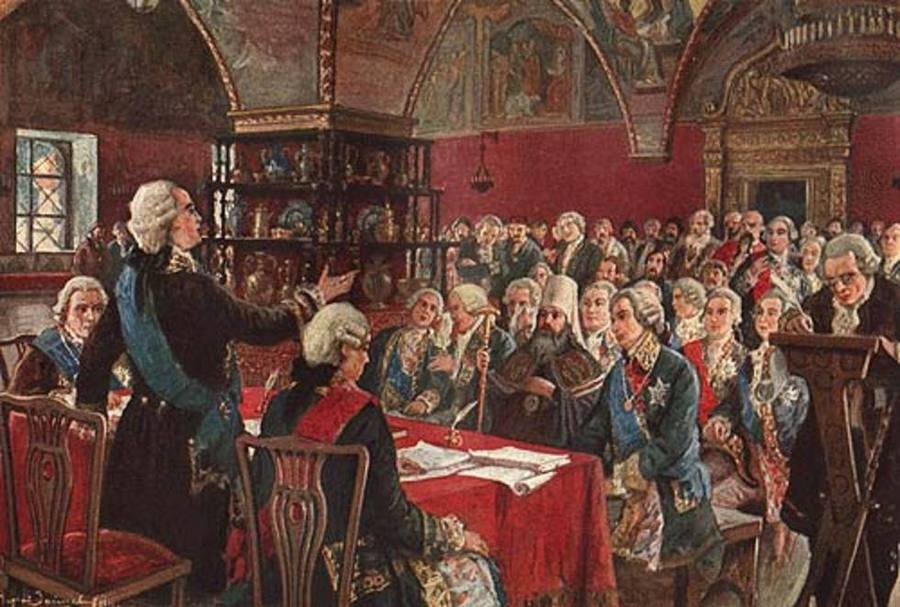
اللجنة التشريعيَّة الروسيَّة في إحدى اجتماعاتها.

عقدت اللجنة التشريعيَّة أولى اجتماعاتها في قصر الوجاهة بِمدينة موسكو، ثُمَّ انتقلت إلى بُطرسبرغ. استمرَّت الاجتماعات والمُناقشات تتوالى طيلة سنة ونصف قبل أن يتم حل اللجنة وإقصائها بحُجَّة رغبة المندوبين إعلان الحرب على الدولة العُثمانيَّة ومُعارضة الإمبراطورة لِهذه الخطوة التي اعتبرتها ومُستشاريها غير ضروريَّة. يقول بعض المُؤرخين المُعاصرين، إلى جانب آخرين عاصروا عهد كاترين الثانية، أنَّ إنشاء اللجنة التشريعيَّة لم يكن سوى دعاية سياسيَّة ومُناورة بارعة من الإمبراطورة بِهدف تجميل صورتها أمام رعياها وأمام الغرب وإظهارها بِمظهر راعية المُواطنين وحُقوقهم ومُتطلباتهم الحياتيَّة والقانونيَّة. قيل أيضًا أنَّ الاجتماعات الأولى لِلجنة لم يجرِ فيها أيُّ شيءٍ مُهم على صعيد الإمبراطوريَّة، بل خُصصت فقط لِتمجيد الإمبراطورة وشُكرها على دعوتها لِإنشاء اللجنة التشريعيَّة، كما خُصِّصت بعض الجلسات لاختيار لقبٍ لها فقط، فعُرضت ألقاب مثل: الحكيمة، ووالدة بلاد الأجداد، إلخ، إلى أن تمَّ الاستقرار على لقبها الذي اشتهرت فيه بِالتاريخ، وهو «الكبيرة» أو «العظيمة».

### الإصلاحات على مُستوى الولايات والأقاليم

التقسيم الإداري لِلإمبراطوريَّة الروسيَّة (باستثناء آلاسكا) مُنذ عهد كاترين الثانية وحتَّى انهيار الإمبراطوريَّة عشيَّة انتهاء الحرب العالميَّة الأولى. تُظهرُ الخريطة التقسيم على مُستوى الحاكميَّات والمُقاطعات والمحليَّات.

قسَّمت كاترين الثانية إمبراطوريَّتها إلى عدَّة أقسامٍ فرعيَّةٍ عُرف القسم الواحد منها باسم «غوبرنيه» وهي تُرادف «الولاية» أو «المُقاطعة» أو «الحاكميَّة» بِاللُغة العربيَّة، وقد بقيت مُعظم تلك التقسيمات التي وضعتها على حالها حتَّى قيام الثورة البلشُفيَّة سنة 1917م وانهيار الإمبراطوريَّة الروسيَّة. كان أسلاف كاترين من الأباطرة قد تقاعسوا عن تطوير التقسيمات الإداريَّة التي وضعها بُطرس الأكبر قبل سنواتٍ عديدة، فأصبحت تلك التقسيمات بدائيَّة ولا تسمح لِلدولة بِبسط سيطرتها بشكلٍ سليمٍ على كافَّة أنحاء البلاد، وكانت الحُكومة الروسيَّة تُعيِّن عددًا قليلًا من الوُلاة لِلنظر في شُؤون الأقاليم، الذين كان أغلبهم من الفاسدين والمُرتشين، كما اعتمدت على الإقطاعيين وعلى لِجان البلدات والقُرى لِإدارة شؤون إقطاعيَّاتهم وقُراهم وبلداتهم. ظهرت حاجة الإمبراطوريَّة إلى تقسيمٍ إداريٍّ جديدٍ لِلبلاد بدايةً من سنة 1775م عندما أعلن إميليان بوغاتشيف القوزاقي العصيان على الإمبراطوريَّة وسيطر مع جماعته على المنطقة المُمتدة بين نهر الفولغا وجبال الأورال مُستغلًا ضعف الإدارة المحليَّة وعجز الحُكومة على فرض نُفوذها وهيبتها في المناطق البعيدة عن بطرسبرغ وموسكو. أمام هذا الواقع، أصدرت كاترين يوم 7 تشرين الثاني (نوفمبر) 1775م قرار «إنشاء مُقاطعاتٍ جديدةٍ لِضمان التحكُّم والسيطرة على الإمبراطوريَّة الروسيَّة»، الذي تضمَّن إلغاء التقسيم الإداري ذي المُستويات الثلاث (المُقاطعة والأبرشيَّة والإقليم) الذي وضعه بُطرس الأكبر، واستبداله بِتقسيمٍ جديدٍ من مُستويان: الحاكميَّة والمُقاطعة. بناءً على هذا، أُنشئت 53 حاكميَّة جديدة تراوح عدد سُكَّان كُلٌ منها ما بين 350 و400 ألف نسمة، وقُسِّمت كُلُّ حاكميَّةٍ منها إلى ما بين 10 و12 مُقاطعة، تراوح عدد سُكَّانها بين 20 و30 ألف نسمة. ونظرًا لِقلَّة المُدن الكُبرى التي يُمكن أن تُتتخذ قصباتٍ لِلحاكميَّات الجديدة، أقدمت كاترين على تغيير صفة أكبر التجمُّعات الحضريَّة في كُل حاكميَةٍ على حِدى، من بلدات إلى مُدن، وجعلتها عواصمها. أمَّا إدارة الحاكميَّة فأوكلت إلى هيئة قضائيَّة يرأسها صاحب الشُرطة، المُنتخب من قِبل النُبلاء. وفي الحاكميَّات الأكثر أهميَّة كان يُعيَّن أمينُ صُندوقٍ لِلإشراف على ماليَّتها، ومسَّاحُ أراضٍ لِمُتابعة أُمور الأراضي الزراعيَّة والمشاعيَّة.

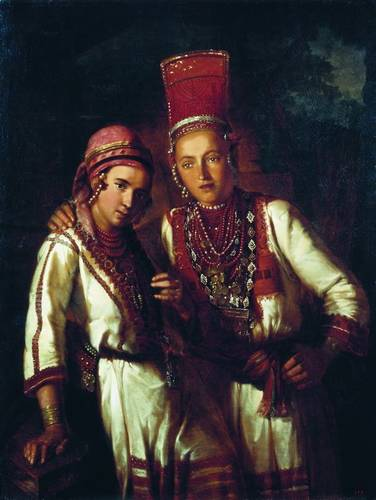
نموذجٌ من نساء المورديفيين، القوم الذين تأثروا بِالتغييرات الإداريَّة التي أجرتها الإمبراطورة كاترين الثانية.

وبمُقتضى الإصلاحات الإداريَّة أيضًا، أوكلت رئاسة عدَّة حاكميَّات (غالبًا ثلاثة) إلى مُوظفٍ حُكوميٍّ عُرف باسم «الحاكم العام». وكان الحاكم العام يتمتَّع بِصلاحيَّاتٍ واسعة على المُستوى الإداري والمالي والقضائي، وتأتمرُ بِأمره جميع الوحدات العسكريَّة وقادتها المُرابطين ضمن حُدود الحاكميَّة، ولم يكن يُسأل عن أعماله إلَّا أمام الإمبراطورة مُباشرةً (ومن تلاها من أباطرة بِطبيعة الحال). أمَّا تعيينه فكان يتم عبر مجلس الشُيُوخ. قُسِّم الجهاز الإداري في الحاكميَّات إلى ثلاث مُستويات على أساس الفرُوقات الطبقيَّة والاجتماعيَّة بين الناس: القضاء الأعلى المُمثل بِالمحكمة الإداريَّة العُليا، واختصاصها النظر في المُنازعات التي تنشأ بين النُبلاء وكِبار القوم؛ القضاء الإداري المُمثل بِالمحكمة الإداريَّة الوُسطى، واختصاصها النظر في المُنازعات التي تنشأ بين طبقة العوام من أهالي المُدن مثل التُجَّار والحرفيين والأطباء وغيرهم؛ وقضاء الفلَّاحين والمُزارعين المُختص بِالنظر في المُنازعات التي تنشأ بين أفراد هذه الطبقة. أمَّا على مُستوى المُدن، فقد جُعل على رأس كُل مدينةٍ منها عُمدة واسع الصلاحيَّات، يُعاونه جهازُ شُرطة في إقرار الأمن والأمان. وقُسِّمت المُدن إلى مناطق يُشرف على كُل منطقةٍ منها مُساعد صاحب الشُرطة في المدينة، وقُسِّمت المناطق بِدورها إلى أحياء سكنيَّة يتولَّى الإشراف عليها ضابطٌ مُفوَّض من صاحب الشُرطة. أشار بعض المُؤرخين المُعاصرين إلى وُجود قُصورٍ كبيرٍ في عددٍ من جوانب الإصلاح الإداري الذي أجرته كاترين الثانية، فيقول المُؤرِّخ نِقولا بافلنكو أنَّ تلك التغييرات لم تأخذ بِعين الاعتبار العلاقات القائمة أساسًا بين الأهالي والمراكز التجاريَّة والإداريَّة التي كانت موجودة، فبعد أن كانت إحدى البلدات الكُبرى في إحدى المُقاطعات مثلًا تُشكِّلُ قِبلة التُجَّار لِأسبابٍ جُغرافيَّة واستراتيجيَّة، تحوَّلت بين ليلةٍ وضُحاها إلى بلدةٍ عاديَّةٍ، ونُقل المركز الإداري والتجاري لِلمُقاطعة إلى بلدةٍ أُخرى دون مُراعاة مؤهلاتها وإن كانت تصلح لِهذا، فتأثَّر أهالي البلدة الأولى سلبًا بِهذا. كما أنَّ هذا التقسيم تجاهل التكوينات العرقيَّة والإثنيَّة لِلمُقاطعات، فعلى سبيل المِثال قُسِّم إقليم موردوفيا الذي شكَّل المورديفيين الفينيين أغلب سُكَّانه إلى أربعة أقسام، ممَّا جعل هؤلاء القوم يتساوون بِالعدد أمام العرقيَّات الأُخرى في تلك الأقسام (الروس، والتتر، والأوكرانيُّون) أو يقلُّون عنها حتَّى. دفع هذا الأمر نِقولا بافلنكو إلى القول بأنَّ الإصلاح الإداري الذي انتهجته كاترين الثانية لِروسيا كان في الواقع تفتيتًا لِلبلاد وأشبه بِتشريح جسد شخصٍ على قيد الحياة. يقولُ آخرون أنَّ التقسيمات والتراتُبيَّات الإداريَّة الجديدة التي وضعتها كاترين الثانية كانت في الواقع مُثيرة لِلجدل في أيَّامها، إذ قال مُؤرخون مُعاصرون لها أنَّ تلك الخُطوة أدَّت إلى ازدياد حجم الرشوة وعدد المُرتشين من الموظفين الحُكوميين، فبعد أن كان المُواطن يُرشي مسؤولًا واحدًا لِلوصول إلى مُبتغاه وإنجاز مصالحه الحُكوميَّة، أصبح عليه في العهد الكاتريني أن يُرشي عدَّة موظفين بِتراتُبيَّاتٍ مُختلفة، فالإصلاح الإداري لم يُرافقه إصلاحٌ في ذمم ونُفوس المسؤولين. يقول المُؤرِّخ نِقولا چيچولين أنَّ الإصلاح الإداري الذي أطلقته كاترين الثانية أدَّى إلى زيادةٍ ملحوظةٍ في تكاليف صيانة الجهاز البيروقراطي لِلإمبراطوريَّة، حتَّى أنَّ التقديرات الأوليَّة لِمجلس الشُيُوخ أظهرت أنَّ تنفيذ مشروع الإصلاح هذا من شأنه زيادة إجمالي الإنفاقات في ميزانيَّة الدولة بِنسبةٍ تتراوح بين 12 و15%، لكن على الرُغم من ذلك فإنَّ المشروع نُفِّذ «بِطيشٍ كبيرٍ» على حد تعبير چيچولين، دون مُراعاة لِهذه النُقطة، الأمر الذي أدَّى إلى ظُهورٍ عجزٍ في ميزانيَّة الدولة بعد فترةٍ قصيرةٍ من بداية الإصلاحات، ولم تتمكن من القضاء عليه نهائيَّا إلَّا قُبيل نهاية العهد الكاتريني بِقليل. بِالإجمال، فإنَّ تكلُفة الحفاظ على الجهاز البيروقراطي لِلإمبراطوريَّة وصيانته زادت في عهد كاترين الثانية بِحوالي 5.6 مرَّات: من 6.5 ملايين روبل سنة 1762م إلى 36.5 ملايين روبل سنة 1796م، مُتفوِّقةً بِذلك على زياداتٍ أُخرى مثل زيادة الانفاقات العسكريَّة (التي ازدادت بِحوالي 2.6 مرَّات خِلال هذا العهد)، وعلى جميع الزيادات في المصاريف الحُكوميَّة الروسيَّة طيلة القرنين الثامن عشر والتاسع عشر.

### حل مُشكلة القوزاق

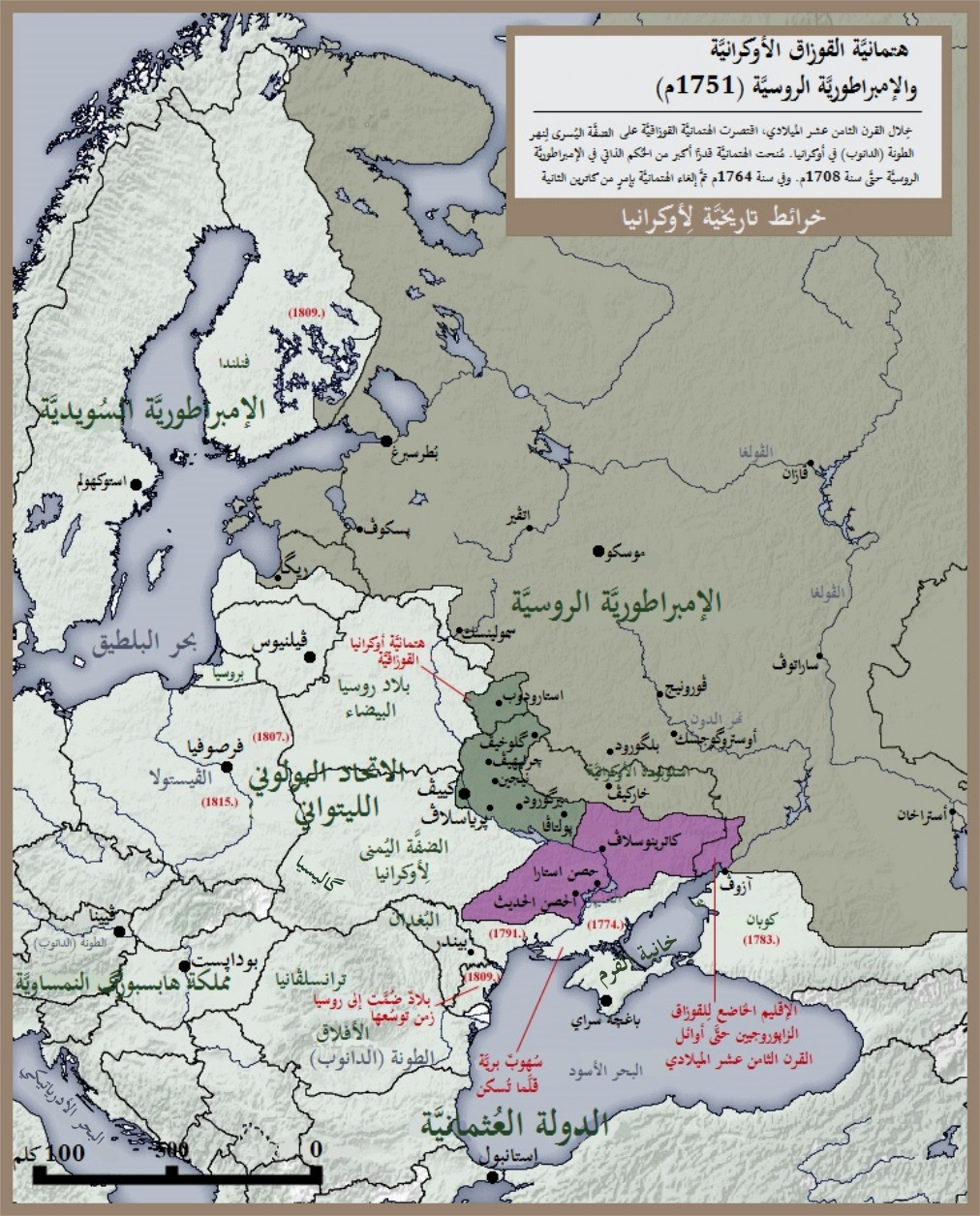
موقع الهتمانيَّة القوزاقيَّة الأوكرانيَّة وإقليم زابوروجيا (بِالبنفسجي) الذي اتخذه القوزاق موطنًا لهم داخل الإمبراطوريَّة الروسيَّة، ثُمَّ عادت روسيا وسيطرت عليه سيطرة مُباشرة وقضت على استقلاله.

شكَّل القوزاق في المناطق الواقعة على الضفة الغربيَّة من نهر الطونة (الدانوب) في أوكرانيا المعروفة باسم «زابوروجيا»، إمارة مُستقلَّة مُنذ القرن الخامس عشر، وحالفوا القيصريَّة في روسيا مُنذ سنة 1654م بعد إبرام مُعاهدة بيرياسلاف التي أصبحت بِموجبها أوكرانيا ولاية خاضعة لِروسيا. وفي عهد كاترين الثانية أخذ بعض كِبار القادة والساسة يرون ضرورة القضاء على الامتيازات التي منحها القياصرة الروس قديمًا لِلقوزاق في سبيل دمجهم دمجًا تامًا مع سائر السُكَّان في المنطقة، كما كان أُسلُوب حياة القوزاق كثيرًا ما يُدخلهم في مشاكل ونزاعات مع الحُكومة الروسيَّة بِسبب ميلهم نحو الحرب والقِتال. وكان هؤلاء القوزاق قد شرعوا قُبيل العهد الكاتريني بِتوطين الأقنان الروس والبولونيين الهاربين في أراضيهم بِزابوروجيا تحسُبًا لِأي هُجومٍ روسيٍّ مُحتمل على بلادهم، فجعلوا منهم فلَّاحين أحرار مُقابل الحُصول على ولائهم الكامل واستعدادهم لِلقتال إلى جانبهم في حالة أي غزوةٍ روسيَّةٍ مُستقبليَّة، وقد أدَّى هذا الأمر إلى وُصُول عدد الفلَّاحين في زابوروجيا سنة 1762م إلى 150,000 فلَّاح مُقابل 33,700 قوزاقي. من الأساليب التي انتهجتها كاترين الثانية في حل المُشكلة القوزاقيَّة كان دمج كِبار القادة العسكريين منهم في طبقة النُبلاء الروسيَّة وإغراقهم بِالأموال والهدايا والامتيازات في سبيل الحُصُول على ولائهم الكامل، أمَّا القادة الأصغر فجُعلوا من طبقة الفلَّاحين، فما كان منهم إلَّا أن استمرّوا في إيواء الأقنان الهاربين من روسيا وبولونيا بمن فيهم أتباع الثائر على الإمبراطوريَّة إميليان بوگاچيف، مما جعل عدد هؤلاء القادمين من الهتمانيَّة وحدها يصل إلى 100,000 شخص، الأمر الذي أثار غضب الإمبراطورة على هذه الفئة من القوزاق التي أعلنت من خِلال حركتها هذه تحديها لِكاترين وشقها لِعصا الطاعة.

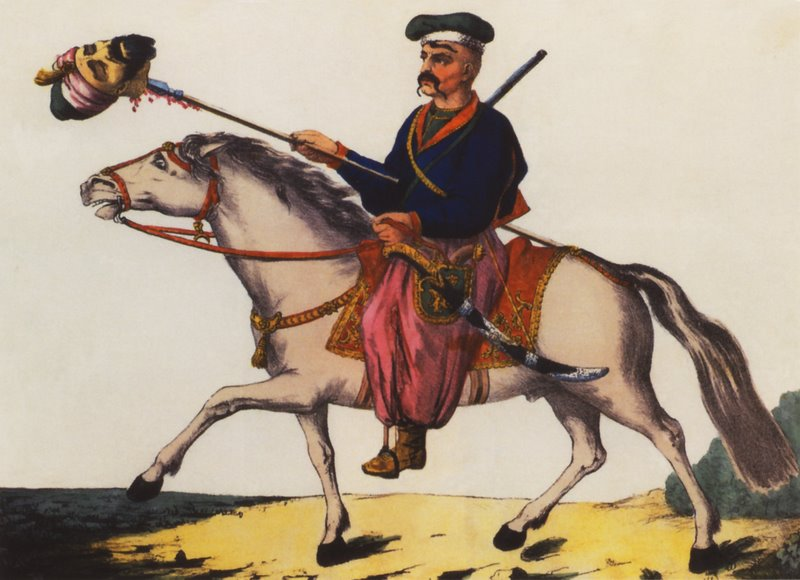
«قوزاقي يحملُ رأس تتري».

من الأسباب التي دفعت الروس قبل العهد الكاتريني، وخِلال السنوات الأولى من هذا العهد، إلى تقبُّل نمط حياة القوزاق المُثير لِلمتاعب، هو العداء الكبير الذي كان قائمًا بين الإمبراطوريَّة الروسيَّة والدولة العُثمانيَّة، وخوف الروس المُستمر من غارات وحملات العُثمانيين على السواحل الشماليَّة لِلبحر الأسود، ودعمهم المُستمر لِخانيَّة القرم التتريَّة المُسلمة كي تصمد في وجه روسيا، فكان دور القوزاق في هذا المجال أشبه بِدور حرس الحُدود لِصد الهجمات العُثمانيَّة والتتريَّة. لكن لمَّا أُبرمت مُعاهدة كُچُك قينارجه بين الدولة العُثمانيَّة والإمبراطوريَّة الروسيَّة في سنة 1774م، والتي انتهت بِمُقتضاها الحرب بين الدولتين، وضُمَّت خانيَّة القرم بِمُوجبها إلى روسيا، لم يعد لِلروس حاجة في إقامة خُطوط دفاع جنوبيَّة لِلبلاد، فاستغنت الحُكومة عن خدمات القوزاق، وأمرت الإمبراطورة باستحداث حاكميَّة جديدة أُطلق عليها تسمية «روسيا الجديدة» تضم القرم وقسمًا من جنوب أوكرانيا بِمُحاذاة زابوروجيا، وأخذ المُستوطنون يتوافدون عليها ويُشيدون المُستعمرات فيها، ومن أبرز تلك المُستعمرات مُستعمرة «صربيا الجديدة»، التي أسسها مُستوطنون صرب هاربون من تُخُوم مملكة هابسبورگ النمساويَّة. وكانت تلك المُستعمرة مُلاصقة لِزابوروجيا القوزاقيَّة، ممَّا أدَّى إلى دُخول الصرب والقوزاق في نزاعاتٍ عنيفةٍ حول ملكيَّة الأراضي. بعد تفاقم النزاعات والاقتتالات بين المُستوطنين الجُدد والقوزاق، وبعد اقتناع الإمبراطورة بِعدم حاجة روسيا إلى هذه الفئة بعد الآن، اجتمعت كاترين الثانية بِمُستشاريها الذين أيَّدوا رأيها، وأصدروا بيانًا بِضرورة إنهاء استقلال القوزاق والقضاء عليهم، وذلك يوم 7 أيَّار (مايو) 1775م. بناءً على هذا، أُعطيت الأوامر إلى القائد بُطرس تيكلي لِلتقدُّم على رأس قُوَّةٍ عسكريَّةٍ لاحتلال الحصن الرئيسي (حصن السيچ) لِلقوزاق في زابوروجيا وتسويته بِالأرض، وأُبقي هذا القرار سريًا على العساكر الروسيَّة العائدة من حربها مع العُثمانيين، حيثُ حُرِّك 31 فوجًا منها (65,000 جُندي) مُباشرةً نحو البلاد القوزاقيَّة. وفي يوم 15 أيَّار (مايو)، أعطى گريگوري بوتمكين (الذي كان بدوره قوزاقيًا شرفيًا قبل بضع سنوات) أوامره إلى القائد بُطرس تيكلي بِبدء الهُجوم. بِدوره، كان بوتمكين قد تلقَّى أوامره من الإمبراطورة كاترين لِتصفية القوزاق تمامًا، وهو ما ذكرته بنفسها في بيانها المُوجَّه لِلشعب يوم 8 آب (أغسطس) 1775م:
| كاترين الثانية | لِيكُن معلومًا بِهذا البيان المُوجَّه لِإمبراطوريَّتنا ورعايانا المُخلصين أنَّ حصن السيچ الزابوروجي قد دُمِّر وانتهى أمره، وأنَّ القوزاق الزابوروجيين لم يعد لهم وُجودٌ أيضًا، وأنَّ أيُّ ذِكرٍ لِهؤلاء القوم لن يُعتبر أقل من إهانةٍ إلى سُدَّتنا المُلوكيَّة، بِسبب أفعالهم وعصيانهم وامتناعهم عن إطاعة أوامر جلالتنا الملكيَّة. | كاترين الثانية |

يوم 5 حُزيران (يونيو) 1775م، قسَّم بُطرس تيكلي قُوَّاته إلى خمسة كتائب وحاصر الحصن الرئيسي لِلقوازق بِالمُشاة والمدفعيَّة. ولم يكن القوزاق قادرين على صد الهُجوم الروسي بعد أن ضعُفت قُدراتهم القتاليَّة بسبب فترة السلام الطويلة نسبيًا التي عاشوها بعد توقُّف الأعمال الحربيَّة مع العُثمانيين، ولمَّا رأوا الروس قد ضربوا الحصار عليهم تأكدوا من أنَّ هؤلاء عازمين على إفنائهم. أرسل القائد الروسي إلى زعيم القوزاق بُطرس كالنيشفيسكي يُعطيه مهلة ساعتين فقط لِيرُد على البلاغ النهائي لِلإمبراطورة، فإمَّا الطاعة أو الفناء، وفي غُضون ذلك تمكَّن حوالي خمسة آلاف قوزاقي (حوالي 30% من القوزاق الزابوروجيّون) من الهرب ناحية دلتا الطونة (الدانوب) حيثُ دخلوا في طاعة الدولة العُثمانيَّة. ولمَّا عرف القائد الروسي بِهذا الأمر هاجم من تبقَّى من القوزاق في الحصن ودكَّه دكًا، وقُتل في هذا الهجوم خلقٌ كثير واستسلم آخرون، فنُفي زُعماء القوزاق وكبار قادتهم إلى أماكن مُختلفة، فيما سُمح لِصغار القادة والجُنود بالانضمام إلى وحدتيّ الهوصار والخيَّالة في الجيش الروسي. وبهذا، شرعت روسيا خِلال الفترة المُمتدة بين سنتيّ 1783 و1785م بِتطبيق الإصلاحات الإداريَّة في المناطق التي كان القوزاق يقطنوها.

### السياسة الاقتصاديَّة

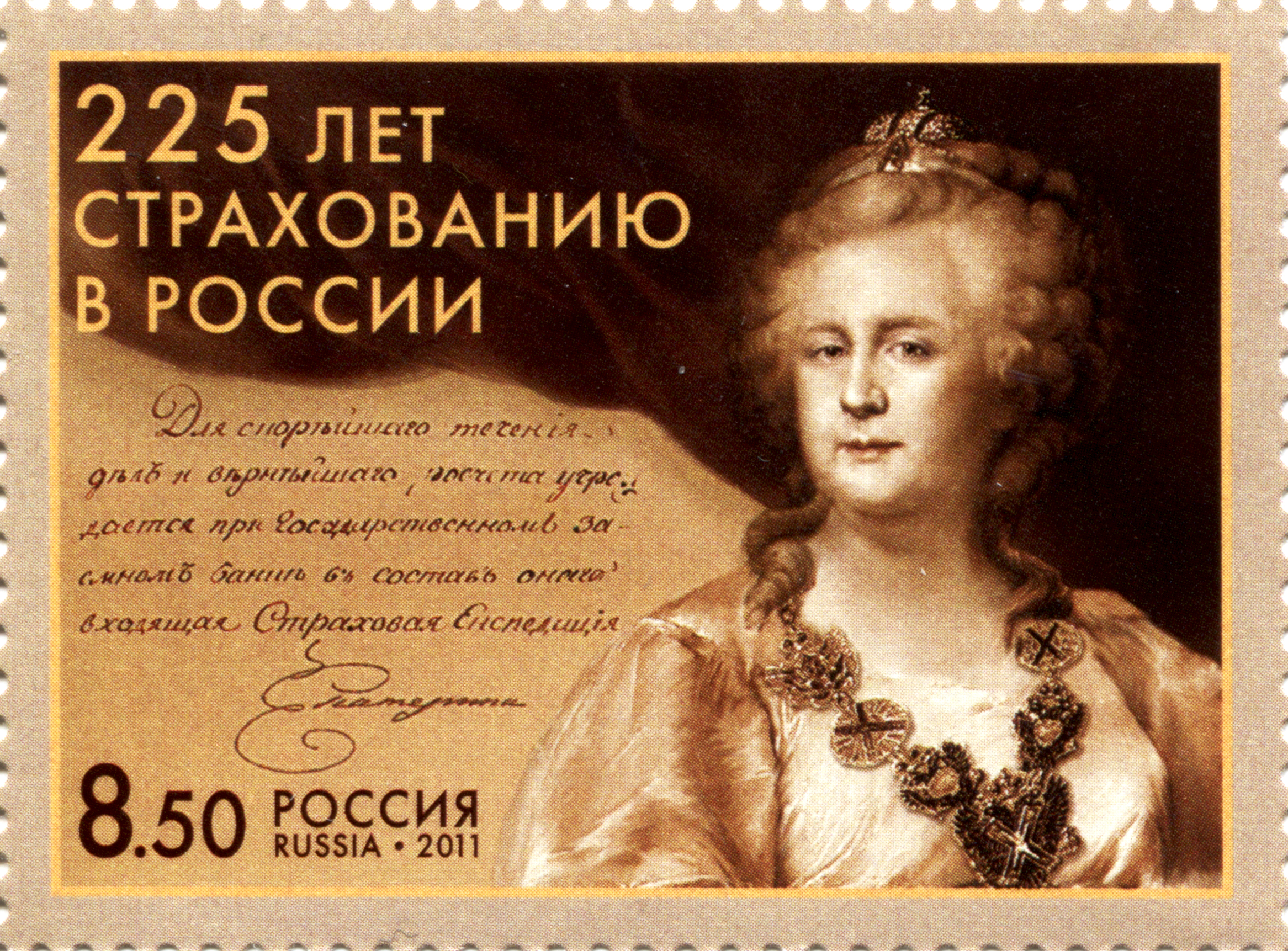
طابع روسي صدر سنة 2011 عن المصرف المركزي يحتفي بِمُرور 225 سنة على اعتماد نظام التأمين في روسيا، نتيجة الازدهار الاقتصادي الذي شهدته البلاد في العهد الكاتريني.

كانت سنوات حكم كاترين الثانية الأربعة والثلاثون من أعظم السنوات التي مرَّت بها روسيا على الصعيد الاقتصادي، فلقد ازدهرت الصناعات والتجارة ونمت مع استمرار الاعتماد على القطاع الزراعي بشكلٍ كبير، وتم إنشاء أوَّل مصرف حُكومي وأُصدرت العملة الورقيَّة للمرَّة الأولى. وقد اتخذت إجراءات صارمة لِحماية الصناعة الوطنيَّة، من خِلال حظر استيراد السلع التي يُمكن إنتاجها في البلاد. وقد ازدادت صادرات روسيا إلى أوروبَّا وخاصَّةً الحديد والحديد الزهر، كما تمَّ فرض رُسوم كبيرة على السِّلع الرفاهيَّة، وكذلك النبيذ والحُبوب والألعاب. وفي سبيل تشجيع الصناعة الوطنيَّة، أصدرت كاترين الثانية قرارًا في سنة 1775م سمحت بِموجبه لِأصحاب المصانع والمشاغل أن يفتتحوا مُؤسساتهم ويُباشروا العمل بها دون الحُصُول على إذنٍ مُسبقٍ أو رُخصةٍ من السُلطات. وقد ساهم تطوير وتنشيط التجارة في ظُهُور مُؤسسات ائتمان عديدة في البلاد منها ما كان مملوكًا لِلدولة ومنها ما كان مُلكًا لِلأفراد، كما أدَّى ذلك إلى توسُّع الأعمال المصرفيَّة.
أقدم مجلس الشُيُوخ خِلال العهد الكاتريني، وبِمسعى من الإمبراطورة نفسها، إلى تحديد أسعار السلع الأوليَّة الضروريَّة وحظر التلاعب بها أو احتكارها، ومن تلك السلع على سبيل المِثال الملح، الذي فرض مجلس الشُيُوخ سعره لِيكون 30 كوبيل مُقابل كُل بود (وحدة قياس روسيَّة تُساوي 16.38 كيلوگرام تقريبًا) و10 كوبيلات مُقابل كُل بود مُخصص لِتمليح الأسماك النهريَّة المُصادة. هدفت كاترين من وراء منع احتكار السلع الأوليَّة سالِفة الذِكر تشيح المُنافسة بين التُجَّار وأصحاب المصالح، وبِالتالي إجبارهم على تحسين مُستوى ونوعيَّة مُنتجاتهم. لكن على الرُغم من ذلك يُلاحظ أنَّ الحيلولة دون الاحتكارات لم تكن ناجحة على الدوام، فقد عاودت أسعار الملح الارتفاع بعد حين، وتمكَّن بعض التُجَّار من احتكار تجارة الحرير وغيرها من البضائع مع الصين.
بِالإجمال، فإنَّ نسبة الصادرات الروسيَّة إلى الدُول الأوروبيَّة الغربيَّة ارتفعت بشكلٍ ملحوظ خِلال هذه الفترة، وتخصصت بعض تلك الدُول باستيراد كميَّات كبيرة من بضائع مُحددة، فقد استأثرت بريطانيا بِحصَّة الأسد من صادرات الأقمشة والأنسجة الروسيَّة، بينما تصدَّر الحديد الخام والحديد الزهر قائمة الصادرات الروسيَّة إلى بُلدانٍ أُخرى، كما ارتفعت نسبة الطلب على الحديد في الأسواق المحليَّة بشكلٍ كبير. أضف إلى ذلك، لوحظ ارتفاعٌ واضحٌ في نسبة الصادرات من المواد الأوليَّة، ومنها: الأخشاب (تضاعفت 5 مرَّات)، والقنَّب، وشعر المواشي وأصوافها، وغير ذلك من المواد، إلى جانب الحنطة. وبِحُلول سنة 1790م كان حجم الصادرات الروسيَّة قد بلغ 39.6 ملايين روبل، مُقارنةً بِحوالي 13.9 ملايين روبل سنة 1760م. كان العداء الروسي العُثماني إحدى أسباب إغلاق العُثمانيين لِمضيقيّ البوسفور والدردنيل أمام الروس لِمنعهم من العُبور إلى البحر المُتوسِّط وحرمانهم من مُمارسة الأعمال التجاريَّة فيه، أمَّا بعد إبرام الصُلح بين الدولتين، تمكَّنت روسيا من أن تنفذ إلى البحر سالِف الذِكر، على أنَّ عدد سُفنها فيه كان قليلًا جدًا بِالمُقارنة مع سُفنها في بِحار الشمال، فقد شكَّلت 7% فقط من إجمالي السُفن التجاريَّة الروسيَّة في أواخر القرن الثامن عشر وأوائل التاسع عشر؛ لكن بِالمُقابل شهد العهد الكاتريني ارتفاع عدد السُفن التجاريَّة الأجنبيَّة المُبحرة في المُتوسِّط تحت الراية الروسيَّة، أو المأجورة من قِبل المرافئ الروسيَّة، من 1340 سفينة إلى 2430 سفينة.
يقول المُؤرِّخ الاقتصادي الروسي نِقولا روسخوف أنَّ غالبيَّة الصادرات الروسيَّة في العهد الكاتريني كانت عبارة عن موادٍ أوليَّةٍ أو مُنتجاتٍ شبه جاهزة، أمَّا المُنتجات الصادرة الكاملة فكانت معدومة أو شبه معدومة، وأنَّ ما بين 80 و90% من المُنتجات الجاهزة في روسيا كانت في واقع الأمر مُستوردة من أوروبَّا الغربيَّة، ممَّا يعني أنَّ كميَّة الواردات كانت تفوق كميَّة البضائع المُصنَّعة محليًا بشكلٍ كبيرٍ جدًا. ويُضيف، أنَّهُ بناءً على هذه المُعطيات يُمكن القول بأنَّ حجم الصناعات الروسيَّة المحليَّة في سنة 1773م كان هو نفسه حجم سنة 1765م، عندما تولَّت كاترين العرش، أي كان يصل إلى 2.9 ملايين روبل، بينما كانت كميَّة الواردات خِلال هذه السنوات تُقدَّر بِحوالي 10 ملايين روبل. يقولُ روسخوف أيضًا أنَّ الصناعة في روسيا استمرَّت بدائيَّة ويدويَّة في العهد الكاتريني، عكس ما كان يحصل في الدُول الأوروبيَّة التي كانت تتحوَّل تدريجيًا إلى استخدام الآلات لِإنتاج أعدادٍ أكبر من البضائع، أمَّا روسيا فبالكاد عرفت استخدام الآلات الصناعيَّة، الأمر الذي أدَّى إلى عدم مقدرة المصانع والورش على تلبية كامل احتياجات السوق من المُنتجات المُختلفة، فعلى سبيل المِثال كانت حاجة الجيش الهائلة لِلأقمشة تستوجب على الدولة شراءها من الخارج نظرًا لِعدم قُدرة ورش الخياطة الروسيَّة على تغطية هذا الطلب سنة وراء أُخرى، كما أنَّ الأقمشة الروسيَّة كانت غالبًا من نوعيَّةٍ رديئةٍ مما جعل العامَّة والخاصَّة يُحبذون شراء الأقمشة الأوروبيَّة. ويبدو أنَّ كاترين نفسها لم تكن على درايةٍ بِأهميَّة وضرورة الثورة الصناعيَّة الدائرة في الغرب، فلم تسعَ إلى دعم المُخترعين الروس كونها اعتبرت حُلول الآلات مكان الأيدي العاملة مُضرٌّ لِلإمبراطوريَّة كونه يتسبب بِبطالة الكثير من الناس. يُضيف روسخوف قائلًا أنَّ أعظم الصادرات الروسيَّة في عهد كاترين، وهي الأنسجة والحديد الزهر، كانت تُصنَّع باستخدام الطُرق البدائيَّة القديمة دون أي استخدامٍ لِلآلات كما كان يحصل في الغرب، ممَّا جعل كميَّة المُنتجات محدودة، وأدَّى بِالتالي إلى أزمةٍ كبيرةٍ دبَّت في كِلا الصناعتين بعد وفاة كاترين مُباشرةً.

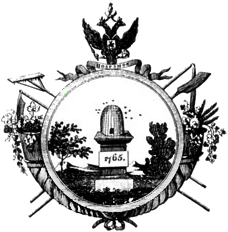
شِعار الجمعيَّة الاقتصاديَّة الحُرَّة التي أسستها كاترين الثانية في سبيل نشر ودعم الأفكار التجاريَّة الليبراليَّة.

يُلاحظُ أنَّ سياسة كاترين الثانية الاقتصاديَّة تحوَّلت تدريجيًا من حمائيَّة، كما كان الأمر على عهد الإمبراطورة أليصابت بِهدف تثبيط الواردات، إلى ليبراليَّة مُطلقة تدعم التجارة الحُرَّة والتنافُس، ويعتبرُ بعض المُؤرخين أنَّ سبب هذه النقلة النوعيَّة هو تأثُّر كاترين بِأفكار أصحاب المذهب الطبيعي (الفيزيوقراطي) الذين قالوا بِحُريَّة الصناعة والتجارة وبأنَّ الأرض هي مصدر الثروة كُلَّها. فقد أقدمت الإمبراطورة الروسيَّة في بداية عهدها على إبطال حظر تصدير الغِلال والحنطة إلى الخارج، فأخذ تصديرُها مُنذ ذلك الحين ينمو شيئًا فشيئًا، كما أزالت الحواجز والقُيُود التي كانت مفروضة على التُجَّار الأجانب في سبيل تشجيع المُنافسة وإرغام التُجَّار والصناعيين والحرفيين الروس على تحسين مُستوى إنتاجيَّتهم. وفي سنة 1765م أقدمت على تأسيس «الجمعيَّة الاقتصاديَّة الحُرَّة» التي كانت تنشر الأفكار والمبادئ التجاريَّة الليبراليَّة في دوريَّتها الشهريَّة. وفي سنة 1766م أصدرت كاترين تعريفة جُمرُكيَّة جديدة أقل قيمةً من التعريفة الحمائيَّة القديمة الصادرة 1757م، والتي كانت تتراوح بين 60% و100% من ثمن البضائع المُستوردة، كما عاودت سنة 1782م تخفيض تلك التعريفة مُجددًا حتَّى وصلت إلى 10% من ثمن البضائع، مُقارنةَ بِالتعريفة الحمائيَّة «الوسطيَّة» لِسنة 1766م والتي كانت تبلغ 30% من ثمن البضائع المُستوردة.

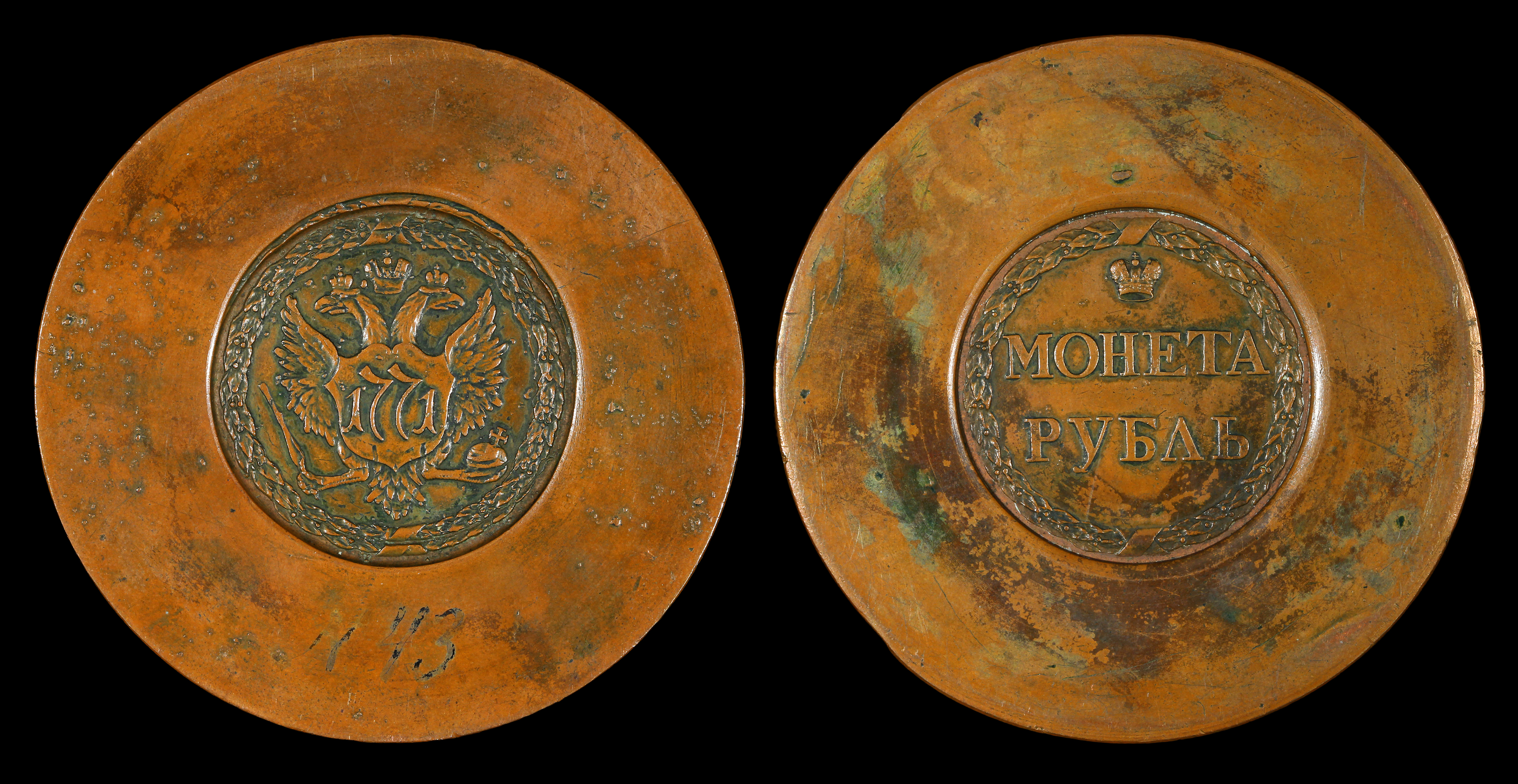
روبل نُحاسي صافٍ ضُرب في عهد كاترين الثانية (سنة 1771م) بِقطرٍ يبلغ وسماكةٍ تصلُ إلى وزنتة. لِيكون بِهذا أكبر وأثقل سكَّةٍ نُحاسيَّة صدرت عبر التاريخ.

ازدهرت الزراعة في العهد الكاتريني وارتفعت نسبة المُنتجات الزراعيَّة بشكلٍ ملحوظ، ومردُّ ذلك هو اكتساب الإمبراطوريَّة المزيد من الأراضي والبلاد ذات التُربة الخصبة والمُناخ المُعتدل نسبيًا، من خِلال توسُعاتها وحملاتها العسكريَّة. وقد حاولت كاترين من خِلال الجمعيَّة الاقتصاديَّة الحُرَّة تشجيع المُزارعين والفلَّاحين على اعتماد طُرق وأساليب زراعيَّة جديدة من شأنها تكثيف الإنتاج الزراعي، لكنَّ هذه المُحاولة لم تلقَ نجاحًا كبيرًا، وبقي أغلب المُزارعين يعتمدون على طُرُقهم البدائيَّة. عانت روسيا خِلال السنوات الأولى من العهد الكاتريني من مجاعة اشتدَّت وظهر أثرها بشكلٍ جليٍّ في الأرياف خاصَّةً، وقيل بأنَّ سببها كان هلاك المحاصيل واختفاء الغلال من الأسواق، إلَّا أنَّ المُؤرِّخ المُعاصر ميخائيل بوكروفسكي يربط بين بدايات المجاعة وازدياد نسبة الصادرات الزراعيَّة الروسيَّة - وخُصوصًا الحنطة - نحو أوروبَّا، وبالتالي، لعلَّ حُصُول المجاعة مردُّه التصدير المُكثَّف لِلمحاصيل بحيثُ لم يبقَ ما يكفي لِسد حاجات الشعب الروسي الغذائيَّة. تسببت المجاعة بِهجرة الكثير من الفلَّاحين من أراضيهم ومزارعهم ناحية المُدن الكُبرى في وسط القسم الأوروبي من روسيا، مثل موسكو وسمولينسك وكالوگا، وأدَّى هذا بِدوره إلى ازدياد نسبة الفُقر والبُؤس، وارتفعت أسعار الخُبز ارتفاعًا فاحشًا، فبعد أن كانت تصلُ إلى 86 كوبيل في سنة 1760م، أصبحت بِحُلول سنة 1773م 2.19 روبل، وعاودت الارتفاع مُجددًا حتَّى أصبحت بِحُلول سنة 1788م تصلُ إلى 7 روبلات، أي ازدادت بِحوالي 8 مرَّات.

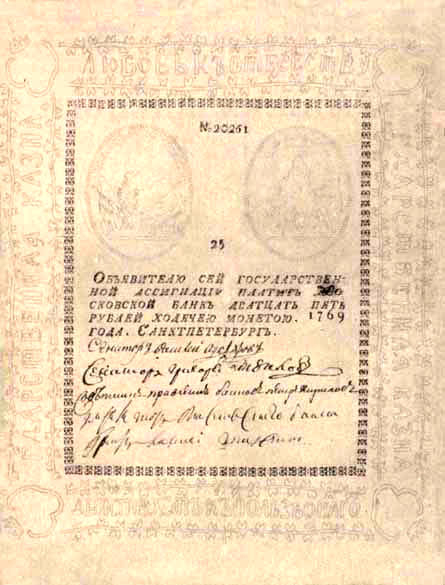
عملة ورقيَّة روسيَّة من فئة 25 روبل صدرت سنة 1769م.

سنة 1768م أمرت كاترين بِإنشاء مصرفٍ خاصٍ بِالدولة مُهمَّتهُ إصدار نقدٍ ورقيٍّ لِلتداول به عوض النقد المعدنيّ. فافتُتح في السنة التالية (1769م) في بطرسبرغ وموسكو، ثُمَّ افتُتحت في السنوات التالية عدَّة فُروع لِهذا المصرف في البلدات والمُدن الرئيسيَّة عبر مُختلف أنحاء الإمبراطوريَّة. وقد أصدر المصرف أوراقًا ماليَّة بِقيمة 100 و75 و50 و25 روبل، كانت تُمنح لِلناس عند إيداعهم مبالغ مُماثلة بِالقطع النقديَّة النُحاسيَّة. أمَّا سبب اعتماد النقد الورقي في روسيا في ذلك الوقت فكان بِسبب صرف الحُكومة مبالغ طائلة على سلاح وعتاد الجيش الذي كان يخوض حربًا ضدَّ العُثمانيين، ممَّا أدَّى إلى حُصول نقصٍ في مخزون الدولة من الفضَّة. وقد أدَّى تناقص النُقود الفضيَّة ونُدرتها في الأسواق وكثرة النُقود النُحاسيَّة إلى صُعوبة دفع المبالغ الضخمة المُستحقة لِأصحابها وشراء البضائع، بِسبب صُعوبة جمع تلك المبالغ بما هو موجود من العُملات النحُاسيَّة، لِذا رأت الإمبراطورة أنَّهُ لا بُد من إصدار صُكوكٍ مُعيَّنة تُغطي قيمة المُعاملات الاقتصاديَّة الكبيرة. على أنَّ رأسمال المصرف سالِف الذكر لم يتجاوز مليون روبل نُحاسيَّة في فرعيه بِموسكو وبُطرسبرغ، ممَّا جعل قيمة الصُكوك الصادرة محصورة بِمليون روبل فقط.

### الفساد والمحسوبيَّات
حين تربَّعت كاترين الثانية على عرش روسيا، كان مبدأ رِشوة الموظفين العُموميين والسياسيين قد تجذَّر في نُفوس الناس، بحيثُ أصبحت مصالحهم الإداريَّة لا تنقضي إلَّا من خِلال هذا الأُسلوب، كما تجذَّر الفساد في نُفوس هؤلاء المُوظفين والساسة، وأصبح التلاعب بِالقوانين والالتفاف حولها وسيلة حياةٍ طبيعيَّةٍ بالنسبة لهم، وهو ما أشارت له كاترين في مُذكراتها. وبِتاريخ 18 تمُّوز (يوليو) 1762م، أي بعد ثلاثة أسابيع فقط من تربُّعها على العرش، أصدرت كاترين بيانًا أشارت فيه إلى استغلال بعض الموظفين والسياسيين لِمناصبهم في سبيل ابتزاز الناس وتحقيق مصالحهم الشخصيَّة، وأنَّها قد عقدت العزم على مُحاربة هذه الفئة واستئصالها من الإدارات الحُكوميَّة. يقُولُ المُؤرِّخ الروسي فاسيلي بيلباسوف أنَّ كاترين أقنعت نفسها لاحقًا بِغض البصر عن هذه القضيَّة لِأنَّ استئصال هذه المشاكل من جسم الحُكومة الروسيَّة لا يقتصر فقط على إصدار البيانات ووُجود نيَّة قويَّة بِالتغيير، بل لا بُد من إصلاحٍ شاملٍ لِكُل النظام السياسي في الإمبراطوريَّة، وهو أمرٌ لم يكن في نيَّتها فعله حينها ولا حتَّى لاحقًا، في سبيل تثبيت نُفوذها المُطلق في البلاد. من الأمثلة المعروفة عن الفساد السياسي والإداري في العهد الكاتريني: قيام الحاكم العسكري وعُضو مجلس الشُيُوخ إسكندر إيفانوفيچ اگليبوف بِمُصادرة أفضل أنواع النبيذ من أصحاب المخامر ومُزارعي الكُروم وإعادة بيعها إليهم عند ارتفاع الطلب عليها أو بعد مُرور فترة إضافيَّة عليها بحيثُ تكون قد تخمَّرت وارتفعت جودتها وأثمانها. أيضًا، كانت بعض كتائب الحرس القوزاقيَّة تفرض على التُجَّار خُوَّات مُعيَّنة لِقاء حمايتهم وأرزاقهم من اللُصوص، وكان الحرس القوزاقيُّون كثيرًا ما يعتدون على التُجَّار ويسلبونهم أموالهم بِالقُوَّة بِحال رفضوا دفع الخُوَّة المُستحقة عليهم، ووصل الأمر ببعضهم إلى سبي نساء وبنات بعض التُجَّار بدلًا من الانتظار لِلحُصول على مالهم.

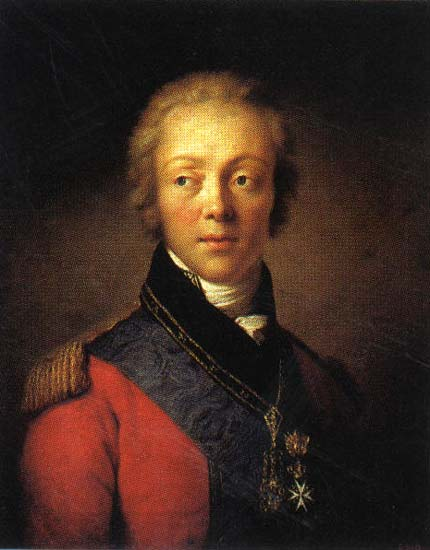
الكونت تُيُودور راستوبشين الذي تحدَّث عن المفاسد والمحسوبيَّات في الحُكومة والإدارات الروسيَّة خِلال عهد كاترين الثانية.
بريشة الرسَّام الإيطالي سلفاتور تونسي.

تُشيرُ بعض المراجع إلى ضُلوع گريگوري بوتمكين - خليل كاترين الثانية - في عدَّة قضايا فساد، فقد ورد في تقريرٍ لِلسفير البريطاني في روسيا آنذاك أنَّ بوتمكين دفع بعض المُستحقات الحُكوميَّة على شكل براميل من النبيذ الفاخر مُخالفًا بِذلك إرادة مجلس الشُيوخ الذي نصَّ على عدم جواز ذلك. وخِلال الفترة المُمتدَّة بين سنتيّ 1785 و1786م، أقدم خليلٌ آخر لِكاترين، وهو إسكندر يرمولوف المُعاون السابق لِبوتمكين، أقدم على اختلاس الأموال المُخصصة لِتنمية بلاد روسيا البيضاء، وقد اعتذر بوتمكين نيابةً عنه إلى الإمبراطورة قائلًا أنَّ مُعاونه لم يفعل شيئًا سوى «اقتراض» تلك الأموال من خزينة الدولة. كذلك، يُشير المُؤرِّخ الألماني تُيودور گريسنجر أنَّ بوتمكين تلقَّى رشاوى وهدايا قيِّمة كثيرة من الرهبنة اليسوعيَّة حتَّى سمح لِليسوعيين بِإقامة مركزٍ لهم في روسيا، بعد أن كانت رهبنتهم قد حُظرت في جميع أنحاء أوروبَّا. يقول المُؤرِّخ نِقولا بافلنكو أنَّ كاترين الثانية أظهرت لينًا كبيرًا بل مُبالغًا فيه عند التعامل مع حاشيتها المُقرَّبة منها المُتورِّطة بِقضايا فساد، فلم يقتصر تعامُلها بِاللين مع خِلَّانها وعُشَّاقها فقط، بل تخطَّتهم إلى كِبار المسؤولين في الإمبراطوريَّة. فعلى سبيل المثال، اكتفت الإمبراطورة بِعزل الحاكم العسكري إسكندر إيفانوفيچ اگليبوف من منصبه سنة 1764م دون أن يُقدَّم لِلمُحاكمة أو لِلتحقيق، على الرُغم من وُجود العديد من الشكاوى والعرائض المرفوعة ضدَّه. ومن الأمثلة على ذلك أيضًا أنَّ حاكم موسكو الضابط سيرگاي صالتيكوف (وهو أحد عُشَّاق الإمبراطورة كذلك) فرَّ هاربًا من المدينة بعد شُيُوع أعمال الشغب والخراب فيها نتيجة انتشار الطاعون الدبلي في رُبوعها سنة 1771م، بدل أن يعمل على ضبط الأهالي ومُكافحة الوباء القاتل، فكتبت إليه الإمبراطورة تعزله من منصبه فحسب بناءً على طلبه دون أن تأمر بِمُعاقبته لِعدم أدائه واجبه، ففرَّ إلى الأرياف المُحيطة بِالمدينة تاركًا إيَّاها تحت رحمة الغوغاء. وبِهذا، يُمكن القول أنَّهُ على الرُغم من كُل المبالغ والجُهود التي بذلتها كاترين الثانية لِإصلاح النظام البيروقراطي بِالإمبراطوريَّة فإنَّ الفساد الإداري استمرَّ قائمًا طيلة عهدها ولم تتراجع نسبته. وقُبيل وفاتها بِبضعة شُهور، وصف الكونت تُيُودور راستوبشين أوضاع البيروقراطيين الروس في مُذكراته، فقال: «إنَّ هذه الفئة لم تكن يومًا بِهذا الانحطاط، إذ بلغت بهم الوقاحة حُدودًا غير مسبوقة، وهم يتمتعون بِحصانةٍ تامَّة فلا يقدر أحد على مسِّهم. مُنذ ثلاثة أيَّامٍ فقط عُيِّن الأمين العام لِلجنة العسكريَّة المدعو كوفالينسكي حاكمًا على ريازان، وهو رجلٌ مُرتشٍ ومُختلس، لكنَّ تعيينه جاء كون شقيقه، وهو حقيرٌ مثله، صديقٌ مُقرَّبٌ من أدريان اگريبوفسكي مُدير مكتب بلاتون زوبوف عشيق الإمبراطورة». كذلك أضاف قائلًا أنَّ القائد العسكري المُبجَّل في روسيا لانتصاراته على العُثمانيين يُوسُف ديريباس، كان يختلس من الدولة 500,000 روبل سنويًا.
يقول المُؤرِّخ نِقولا بافلنكو أنَّ كُل السرقات والرشاوى والاختلاسات التي تلقاها أو قام بها المُقربون من كاترين زعموا بِأنها كانت لِصالح الدولة أو لِخدمة الصالح العام وتحقيق منفعة مُحددة، إلَّا أنَّه من الواضح جدًا أنَّ هذا لم يكن صحيحًا، وأنَّ كُل تلك الفئة ما كانت لِتتردد أن تختلس أو تنهب خزينة الدولة وأموال الشعب الروسي طالما كان ذلك يُحقق مصلحةً لها. بعضُ مظاهر الفساد في العهد الكاتريني لم تكن قاصرة على الاختلاس ونهب الأموال العامَّة، بل تمثَّلت بالتبذير المُبالغ فيه، حتَّى وُصفت مصاريف عُشَّاقها والمُقربين منها بأنها أقرب إلى مصاريف المُؤسسات العامَّة وليس الأفراد، وقد قدَّر بعض المُعاصرين لِعهد كاترين المصاريف الخاصَّة والأموال المدفوعة لِأحد عشر مُقربًا منها فقط بِحوالي 92 مليون و820 ألف روبل، أي أنَّها فاقت الميزانيَّة السنويَّة لِلإمبراطوريَّة بِعدَّة أضعاف، وقورن هذا المبلغ بِمجموع الدُيون الداخليَّة والخارجيَّة التي ترتبت على عاتق الإمبراطوريَّة في أواخر العهد الكاتريني. وصف نِقولا بافلنكو هذا الأمر بِأنَّ كاترين كانت «تشتري حُب وإخلاص المُقرَّبين منها»، وبأنَّ هذا الأمر كُلُّه كان عِبارة عن «لُعبةٍ غراميَّة» كلَّفت روسيا غاليًا. أضف إلى ذلك، لم يقتصر الفساد والمحسوبيَّات على الماديَّات من المُكافآت، بل تخطاه إلى المعنويَّات منها، إذ ترفَّع الكثير من الضُبَّاط والقادة العسكريين في مراكزهم دون أن يكونوا أهلًا لِذلك، مما ترك صُورة وانطباعًا سلبيًا عن الجيش الروسي وقلَّل من كفائته وقُدراته العسكريَّة والاستراتيجيَّة. من أبرز الأمثلة على ذلك أنَّ أحد العُشَّاق الشباب لِلإمبراطورة، المدعو إسكندر لانسكوي، حصل - بعد أن أمضى معها ما بين 3 إلى 4 سنوات من المُغامرات العاطفيَّة - على نيشان فُرسان القديس إسكندر نيفيتسكي، ونيشان فُرسان القديسة حنَّة، وعلى رُتبة فريق في الجيش ثُمَّ ترقَّى وأصبح قائدًا عامًا، كما حصل على نيشان فُرسان العُقاب الأبيض البولوني، ونيشان نجمة الشمال السُويدي، وجمع 7 ملايين روبل، مع العلم أنَّهُ كان عديم الخبرة في المجال العسكري ولم يقم بِأي نشاطٍ يستوجب حُصوله على أي تقديرٍ من الحُكومة. ذكرت إحدى الدبلوماسيَّات الفرنسيَّات في مُذكراتها أنَّ بلاتون زوبوف عشيق الإمبراطورة سالِف الذِكر كان قد تقلَّد الكثير من الجوائز والتقديرات بحيثُ كان عندما يتقلَّدها يبدو لِلناظر إليه وكأنَّهُ «بائعُ أوسمة ونياشين وأشرطة».

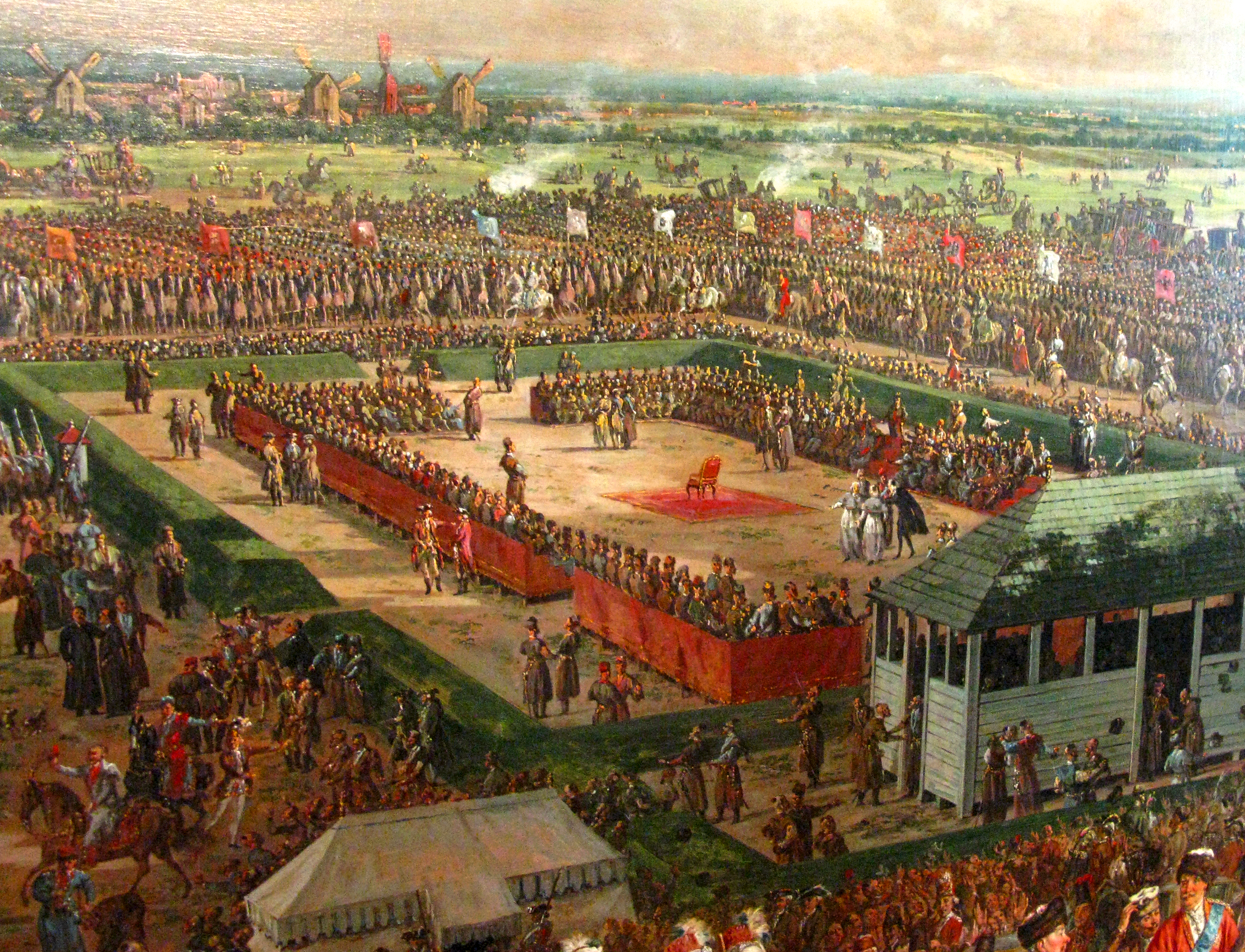
حفل انتخاب ستانيسواف أغسطس بونياتوفسكي ملكًا على بولونيا سنة 1764م، بعد أن حصل على كامل الدعم من كاترين الثانية.

كانت كاترين شديدة البذخ والعطاء مع الأشخاص المُفضلين لديها، حتَّى قيل أنَّ كرمها معهم لم يكن يعرفُ حُدودًا، وقد امتدَّ بذخها هذا في بعض الأحيان إلى أشخاصٍ مُقربين من البلاط الروسي وإلى عائلاتهم وأقربائهم أيضًا، إلى جانب بعض الأرستقراطيين الأجانب. فعلى سبيل المِثال، يُعرف أنَّ الإمبراطورة هذه منحت حوالي 800 من الأقنان إلى المُقربين منها طيلة عهدها، وخصصت راتبًا سنويًا لابنة أخت گريگوري بوتمكين يصلُ إلى 100 ألف روبل، ولمَّا تزوَّجت هذه الأخيرة أنعمت عليها وعلى زوجها بِمليون روبل. وكان بعضُ أفراد البلاط الفرنسي والطبقة الأرستقراطيَّة الفرنسيَّة دائمي الحُضُور في البلاط الروسي لِيحصلوا على ما خصصته الإمبراطورة لهم من الأموال والهدايا، حتَّى قيل بأنَّ حُضورهم كان أشبه بِالموعد الدائم، ومن أبرز هؤلاء: لويس أغسطس بارون بروتاي، وأمير ناساو، ومارك ماري مركيز بومبل، والسياسي شارل إسكندر دي كالون، وأمير أسترازي، وكونت سان بري، وغيرهم. ومن الأمثلة على ما كان يتلقاه هؤلاء من الهدايا المبلغ الذي كان يأخذه أمير أسترازي والمُقدَّر بِمليونيّ روبل. إلى جانب هؤلاء، خصَّصت كاترين مبالغ طائلة من المال إلى النُبلاء البولونيين والأُسرة الحاكمة في بولونيا، بمن فيهم الملك ستانيسواف أغسطس بونياتوفسكي (الذي كان عشيقًا سابقًا لها أيضًا)، ووصف البعض هذا الفعل بِأنَّهُ «زرع» الملك سالِف الذِكر زرعًا على العرش البولوني، إذ يُعرف أنَّهُ بعد وفاة الملك السابق أغسطس الثالث، ألقت كاترين بِكامل ثقلها ونُفوذها في بولونيا لِضمان انتخاب عشيقها خلفًا لِلملك الراحل، وما كان ذلك لِيحصل لولا إغداقها الأموال والهدايا على النُبلاء البولونيين أصحاب الحل والربط في البلاد، وكانت هذه السياسة نفسها هي التي ضمنت لها رضى وقُبول هذه الطبقة باقتسام بلادها لاحقًا.

### العلم والتعليم والطبابة
كانت كاترين تطمح بِتطبيق نُظم التعليم الأوروبيَّة الغربيَّة في روسيا، وأن تُحيط نفسها بِثُلَّةٍ من العُلماء والمُفكرين أصحاب الفكر التنويري الغربي، وآمنت أنَّ «فئةً جديدةً من البشر» ستنشأ بِحال تربَّى الأطفال الروس على المبادئ والقيم الأوروبيَّة وتلقوا تعليمًا أوروبيًا. واعتقدت بِأنَّ هذا الشكل من التعليم من شأنه أن يُصلح نُفوس وعُقول الشعب الروسي ويسيرُ به نحو التقدُّم والازدهار. وكان هذا الأمر يعني تطوير الأجيال الصاعدة خُصوصًا على الصعيدين الذهني والأخلاقي، وتلقينهم المعارف الضروريَّة وإنشاءهم تنشأة مدنيَّة صالحة بحيثُ يُخلق لديهم الحس الوطني والمسؤوليَّة القوميَّة السليمان.

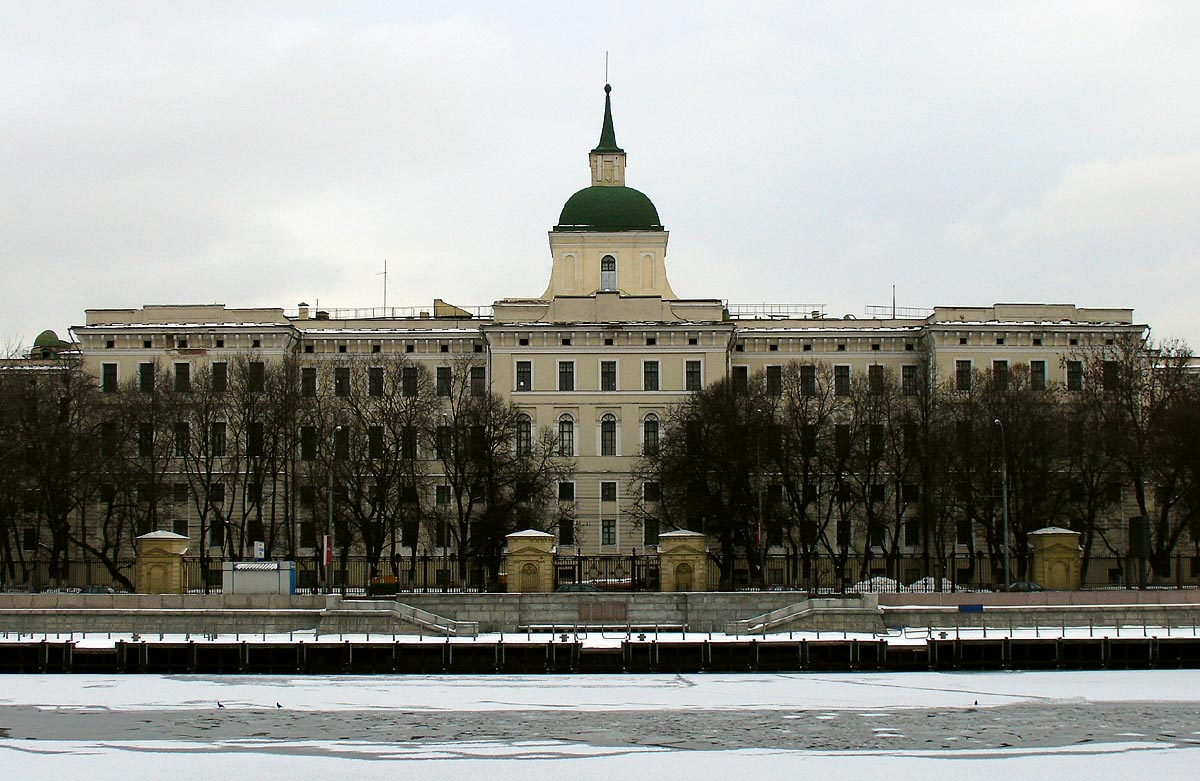
الدار التأسيسيَّة المسكوبيَّة، أو ميتم موسكو.

عيَّنت كاترين «إيفان بتسكوي» مُستشارًا لها في شؤون التعليم، وتمكَّنت من خِلال مُساعدته من تجميع الكثير من المعلومات المُتعلقة بِالمُؤسسات التعليميَّة في روسيا وخارجها. كما أسَّست جمعيَّة تتكوَّن من عدَّة عُلماء ومُربين روس وألمان في سبيل صياغة نظام تعليمي راقٍ لِأبناء الشعب الروسي، كما استشارت بعض رُوَّاد التعليم البريطانيين، ومن أبرزهم: الكاهن دانييل دومارسق والدكتور جون براون، ففي سنة 1764م أرسلت بِطلب دومارسق وعيَّنتهُ عُضوًا في الجمعيَّة سالفة الذِكر بِمُجرَّد وُصوله إلى روسيا. درست الجمعيَّة المُقترحات الإصلاحيَّة التعليميَّة التي قدَّمها المُفكِّر والمُصلح إيفان شوفالوف في زمن الإمبراطورة أليصابت ومن بعدها بُطرس الثالث، فأجرى أعضائها بعض التعديلات عليها ثُمَّ قدَّموا توصيتهم بإنشاء نظام تعليمي شامل لِجميع الروس المسيحيين الأرثوذكس اللذين تتراوح أعمارُهم بين 5 و18 سنة، باستثناء الأقنان منهم. لكن على الرُغم من عمل اللجنة وتوصياتها، إلَّا أنَّ شيئًا من مُقترحاتها لم يُؤخذ، بسبب قيام كاترين بِحل اللجنة التشريعيَّة التي يُناط بها بِطبيعة الحال وضع قوانين لِلبلاد بِما فيها قانون التعليم الذي يُشرِّع أو يرفض التوصيات المُقدَّمة أو بعضُها. في شهر تمُّوز (يوليو) سنة 1765م، كتب دومارسق إلى الدكتور جون براون يشرح لهُ الصُعوبات التي تُواجه اللجنة التعليميَّة، فتلقَّى منهُ جوابًا طويلًا يتضمَّن اقتراحات عامَّة جدًا وشاملة هادفة لِلإصلاح التعليمي والاجتماعي في روسيا. وأشار براون في جوابة إلى أنَّهُ في الدُول الديمُقراطيَّة تتولَّى الدولة الإشراف على النظام التعليمي وتُحدد مساره وفق ما ينص عليه قانون التعليم المُعتمد في البلاد. وأضاف في رسالته إلى ضرورة اعتماد نظام تعليمي سليم وفعَّال لِلإناث؛ هذا وكانت كاترين قد لجأت قبل سنتين إلى إيفان بتسكوي كي يضع برنامجًا عامًا مُخصصًا لِتعليم الأطفال الروس من كِلا الجنسين. هدفت كاترين من خلال مسعاها هذا إلى تنشئة «نوعٌ جديد» من الناس يعيشون بِمعزلٍ عن التأثير المُدمِّر لِلبيئة الاجتماعيَّة الروسيَّة المُتخلِّفة، وشكَّل أمرها بِإنشاء الدار التأسيسيَّة المسكوبيَّة (ميتم موسكو) أولى مُحاولاتها نحو تحقيق هذه الغاية. أُنيط بِتلك الدار مُهمَّة تجميع الأطفال الفُقراء والمعوزين والمُشرَّدين واللُقطاء وإخضاعم لِبرنامجٍ تعليميٍّ وفق ما تراه الدولة مُناسبًا. ونظرًا لِأنَّ الدار التأسيسيَّة المسكوبيَّة لم تكن تعتمد على التمويل الحُكومي، فقد كان بالإمكان إخضاع الطُلَّاب فيها لِنظريَّاتٍ تعليميَّةٍ مُختلفةٍ في مُحاولةٍ لِتحديد أيُّ تلك النظريَّات يُلائمهم ويُلائم الإمبراطوريَّة أكثر. على أنَّ تجربة هذه الدار أثبتت فشلها بعد حين، نظرًا لِنسبة الوفيَّات المُرتفعة جدًا بين الأطفال الذين أُدخلوا إليها، فلم يتخرَّج منها العدد الكافي من الرعايا المُتنورين الذين رغبت بهم الإمبراطورة واعتبرتهم ضروريين لِإحداث تغيير في المُجتمع الروسي.

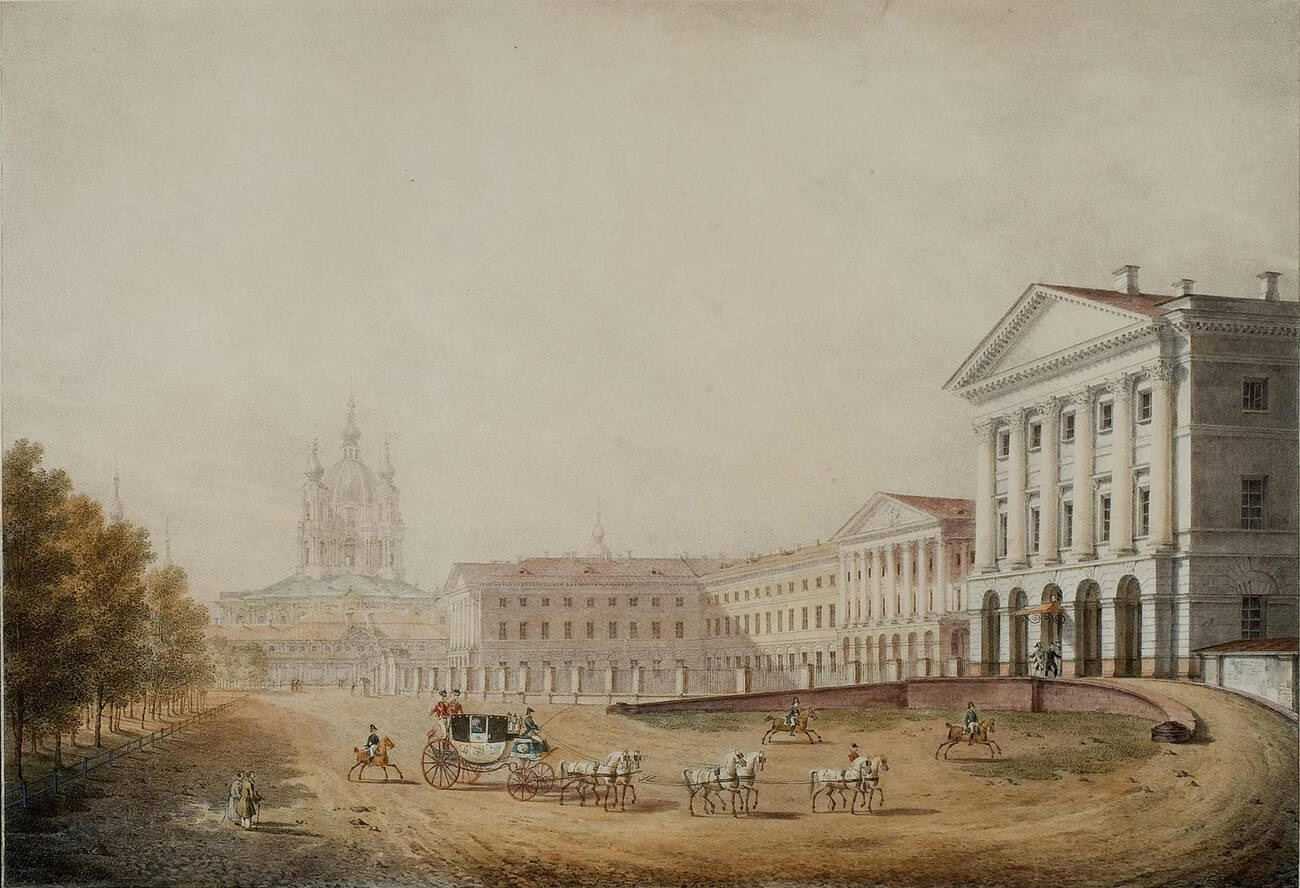
مؤسسة سمولني لِلنبيلات، أوَّل مُؤسسة تعلميَّة روسيَّة لِلفتيات النبيلات وأوَّل مُؤسسة تعليم عالي أوروبيَّة رسميَّة (حُكوميَّة) مُخصصة لِتعليم الإناث حصرًا.

بعد فترةٍ قصيرةٍ من إغلاق الدار التأسيسيَّة المسكوبيَّة، أمرت كاترين بِإنشاء «مؤسسة سمولني لِلنبيلات» المُخصصة لِتعليم وتثقيف الإناث. كانت تلك المُؤسسة الأولى من نوعها في روسيا، وفي بداياتها لم يندرج فيها سوى البنات الصغيرات المُنتميات إلى طبقة النُبلاء العُليا، ثُمَّ أخذت ترتادها فتيات الطبقة البُرجوازيَّة الصغيرة نسبيًا. كثيرًا ما قيل بأنَّ الفتيات اللواتي دخلن هذه المُؤسسة كُنَّ غافلات تمامًا عمَّا يجري من أحداثٍ على أرض الواقع خارج أسوارها، وأنَّهُنَّ عُشن في عالمهنَّ الخاص المعزول عن سائر الشعب. وكُنَّ يتعلَّمن اللُغة الفرنسيَّة الصرفة، وتذوُّق وعزف الموسيقى، والرقص، والطَّاعة التامَّة والولاء الخالص لِلبلاط الإمبراطوري. كانت فلسفة المُؤسسة تدور حول الانضباط الصارم، فكانت الفتيات ممنوعات من الركض أو مُمارسة الرياضة أو اللعب، كما أُبقي المبنى باردًا واستُبعدت منه وسائل التدفئة، نظرًا للاعتقاد السائد آنذاك بأنَّ كثرة الدفء من شأنها الإضرار بِصحَّة أجسام الأحداث النامية، شأنهُ في ذلك شأن اللعب واللهو الفائض والزائد عن حدِّه.
خلال الفترة المُمتدة بين سنتيّ 1768 و1774م لم يطرأ أي تقدُّم على مُحاولة إنشاء نظامٍِ مدرسيٍّ على المُستوى الوطنيّ في روسيا، واستمرَّت كاترين تتحرَّى النظريَّة التعليميَّة وتجارب الأُمم الأُخرى في ميدان التعليم، لكنَّها وعلى الرُغم من انعدام النظام الوطنيّ المدرسيّ في بلادها، أجرت عدَّة إصلاحات على الصعيد التعليمي، ففي سنة 1766م أقدمت على إصلاح وإعادة تشكيل نظام فيالق المُجندين العسكريين مُتبعةً في ذلك نهجًا شبيهًا بِالنهج الذي اتبعهُ العُثمانيُّون لِإنشاء وتنمية فيالق الإنكشاريَّة في ذُروة مجد وقوَّة الدولة العُثمانيَّة، فأمرت بِأخذ الأطفال من سنٍ مُبكرة وتعليمهم وتثقيفهم مُختلف العُلوم والمعارف العسكريَّة إلى أن يبلغوا الحادية والعشرين من عُمرهم. تمَّ توسيع نطاق هذا المنهاج لاحقًا لِيتخطَّى العُلوم العسكريَّة ويشتمل على العُلوم الطبيعيَّة، والفلسفة، والأخلاق، والتاريخ، والقانون الدولي. ثُمَّ نُقل تطبيق هذا النظام من الكُليَّات الحربيَّة إلى الكُليَّات البحريَّة وكُليَّات الهندسة والمدفعيَّة. ولمَّا انتصرت الإمبراطوريَّة على الثُوَّار القُوزاق بِقيادة إميليان بوگاچيف وقضت بهذا على جميع المخاطر الداخليَّة، أصدرت كاترين قرارًا يُوجب إنشاء المدارس في جميع الغوبرنيهات (الولايات) الروسيَّة دون استثناء، في مُحاولةٍ لِإقامة نوع من العدالة الاجتماعيَّة في البلاد.
سنة 1782م، أعادت كاترين تشكيل لجنة استشاريَّة جديدة لِتتولَّى دراسة المعلومات التي جُمعت عن النُظم التعليميَّة المُختلفة لِعددٍ من الدُول الأوروبيَّة الغربيَّة والمُجاورة. كان أبرز الأنظمة المُقترح تنفيذها في روسيا نظامًا اقترحه عالم الرياضيَّات الألماني فرانز أبنوس، الذي مال بِقوَّة إلى اعتماد النظام التعليمي النمساوي ثُلاثيّ المُستويات لِلمدارس البدائيَّة والعاديَّة والملكيَّة في القُرى والبلدات وقصبات الحاكميَّات. وإلى جانب اللجنة الاستشاريَّة، أنشأت كاترين هيئة تمثيليَّة لِلمدارس الوطنيَّة بِزعامة «بيوتر زافادوفسكي» أُنيط بها تشكيل شبكة مدارس على مُستوى الإمبراطوريَّة، وتدريب المُدرسين على كيفيَّة التدريس والتلقين والإلقاء، وتأمين الكُتُب المدرسيَّة لِلتلاميذ. وبِتاريخ 5 آب (أغسطس) 1786م صدر القانون الأساسي لِلتعليم في روسيا، وبِمُقتضى هذا القانون اعتُمد نظامٌ تعلميّ مدرسيّ من مُستويان: ابتدائي وثانوي، في جميع قصبات (عواصم) الحاكميَّات، وخُصص لِجميع طبقات الشعب من الأحرار (غير الأقنان)، كما جُعل مجَّانيًا ومُوجهًا لِلذُكور والإناث على حدٍ سواء. نظَّم هذا القانون المواد التي تُلقَّن لِلتلاميذ في كُل مرحلةٍ عُمريَّة، كما حدَّد طريقة وأُسلوب التعليم بِتفصيلٍ كبير. وقامت الهيئة التمثيليَّة بِترجمة العديد من الكُتُب المدرسيَّة الأوروبيَّة إلى اللُغة الروسيَّة، وجمعت عدَّة مبادئ توجيهيَّة وإرشادات في كُتيِّبٍ أسمته «دليل المُعلِّمين»، وأعطته لِجميع الأساتذة لِيتقيَّدوا به، وقُسِّم هذا الكُتيِّب إلى أربعة أقسام تُعنى بِأساليب التعليم، والمواد المُعطاة، وسُلُوك المعلِّمين بِحُضور التلاميذ، وكيفيَّة إدارة الصُفوف والمدرسة ككُل.
انتقد مُؤرخو القرن التاسع عشر السياسات التعليميَّة التي انتهجتها كاترين الثانية زاعمين بِأنَّها لم تتمكن من تأمين ما يكفي من الأموال لِدعم برنامجها الإصلاحي في القطاع التعليمي والتربوي. بعد مُرور سنتين على اعتماد النظام الجديد في القطاع التربوي الروسي وفق البرنامج الكاتريني، أقدم عددٌ من أعضاء الهيئة التمثيليَّة لِلمدرس الوطنيَّة على تفقُّد المُؤسسات التعليميَّة التي افتُتحت في طول البلاد وعرضها لِلوُقوف على أوضاعها، فتبيَّن لهم أنَّ تأثيرها لم يكن مُنتظمًا، فعلى الرُغم من أنَّ طبقة النُبلاء ساهمت في إنشاء هذه المدارس من خلال تأمين الأموال اللازمة لِإنشائها، إلَّا أنَّ أغلب النُبلاء استمرَّوا يُفضِّلون إرسال إبنائهم وبناتهم إلى المدارس الخاصَّة الراقية، كما تبيَّن أنَّ كثيرًا من القرويين وأبناء البلدات كرهوا الانتساب إلى هذه المدارس بِسبب أساليب تعليمها التي رأوها غريبةً عنهم وعن عاداتهم وتقاليدهم وثقافتهم. قُدِّر عدد التلاميذ الذين انتسبوا إلى المدارس الحُكوميَّة الروسيَّة في أواخر عهد كاترين الثانية بِحوالي 62,000 تلميذ مُوزعين على 549 مدرسة، وهو عددٌ ضئيل بِالمُقارنة مع عدد سُكَّان الإمبراطوريَّة الروسيَّة آنذاك.
إلى جانب الاهتمام بِالتعليم، أولت كاترين الجانب الصحي اهتمامًا كبيرًا، ففي يوم 12 تشرين الأوَّل (أكتوبر) 1768، أصدرت قرارًا بِتعميم التلقيح الإلزامي ضد الجدري على جميع المواطنين، وتلقت التلقيح الأوَّل بنفسها لِتشجيع سائر الناس على الاقتداء بها، وكان من بين أوَّل الذين تلقوا هذا اللقاح أيضًا ابن كاترين بولس الأوَّل وزوجته مريم تُيُودروفانا. خطت الحُكومة الروسيَّة خُطواتٍ واسعة في عهد كاترين الثانية في مجال مُجابهة الأوبئة والأمراض المُتوطنة في البلاد، وأُنيطت تلك المُهمَّة بِالمجلس الإمبراطوري، فتمَّ إنشاء عدَّة محاجر صحيَّة على أطرف الإمبراطوريَّة لِفحص الداخلين إلى الدولة والتأكد من خُلوهم من الأمراض المُعدية، كما أُنشئت عدَّة محاجر على طُول الطُرق المُؤدية إلى قلب روسيا حيثُ المُدن المُهمَّة الأكثر اكتظاظًا بالسُكَّان، وفي المرافئ والموانئ أيضًا.

### السياسة السُكَّانيَّة

حُدود الإقليم الملِّي الذي حُددت فيه إقامة اليهود ضمن الإمبراطوريَّة الروسيَّة، وهو يشتمل على عدَّة مُقاطعات كانت تتبع بولونيا قبل تقسيمها وإلحاقها بِروسيا. النسب المئويَّة تُظهر كثافة اليهود في الإقليم المذكور سنة 1905م.

بعد فرضها سيطرتها على كامل البلاد الروسيَّة والقسم الشرقي من بولونيا وعلى سواحل البحر الأسود، حاولت كاترين الثانية صبغ الإمبراطوريَّة بِلونٍ ثقافيٍّ مُوحَّد، فكان عليها أن تحتك بِحوالي مليون يهودي مُقيمين في هذه المناطق، نظرًا لِأنَّ اليهود كانوا يعيشون في مُجتمعاتٍ شبه مُنغلقة ويتبعون أساليب حياةٍ مُختلفة عن أساليب حياة الروس المسيحيين، فكانت خلفيتهم الثقافيَّة وديانتهم وعاداتهم وتقاليدهم مُختلفة عن خلفيَّة سائر الشعب. وتخوَّفت كاترين وحاشيتها من هجرة اليهود من المناطق التي يقطنوها بعد أن ضُمَّت إلى روسيا إلى المناطق الوُسطى من الإمبراطوريَّة ذات الغالبيَّة المسيحيَّة، فيكون من نتيجة ذلك ولادة بعض المشاكل الطائفيَّة، كما رغبت بربطهم بالأراضي التي يسكنوها لِتسهيل جباية الضرائب المُتوجبة على تلك الأراضي منهم. بناءً على هذا، أصدرت كاترين الثانية أمرًا بِإنشاء إقليمًا خاصًا لِسُكنى اليهود سنة 1791م، بحيثُ لا يُسمح لهم بِمُغادرته والسكن خارجه إلَّا لو تنصروا واعتنقوا المذهب الأرثوذكسي، وضمَّ ذلك الإقليم جميع المُقاطعات البولونيَّة التي كان يسكُنها اليهود قبل ضمِّها إلى روسيا، إلى جانب مناطق السُهوب القريبة من سواحل البحر الأسود، وبعض المناطق قليلة السُكَّان الواقعة شرق نهر الطونة (الدانوب). على الرُغم من أنَّ هذه الخُطوة هدفت كاترين من وراءها إلى صيانة القوميَّة الروسيَّة والحفاظ عليها وتحديد معالمها ومنع دُخول أيَّة تأثيرات أجنبيَّة عليها، إلَّا أنها ساهمت بِنُشوء وتطوير القوميَّة والهويَّة اليهوديَّة في روسيا، بعد أن حصرت اليهود كُلهم في منطقةٍ واحدة وعاملتهم على أُسسٍ عُنصريَّة تُميِّزهم عن سائر مُكوِّنات الشعب.

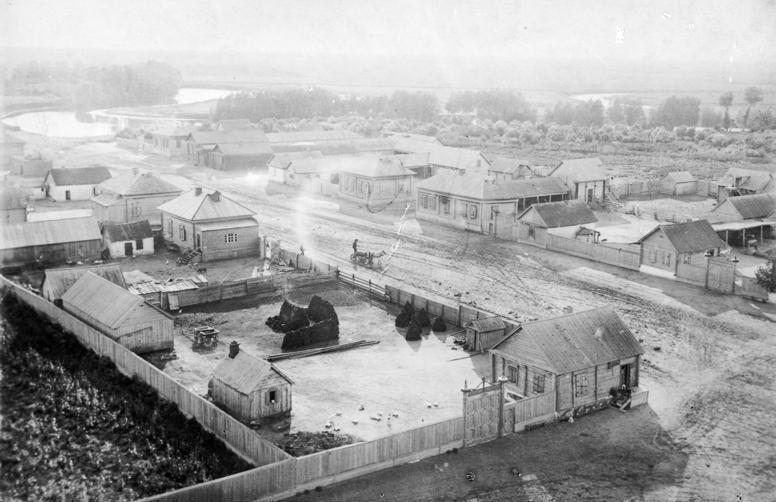
إحدى المُستوطنات الألمانيَّة في حوض نهر الفولغا كما كانت تبدو سنة 1920م.

خِلال الفترة المُمتدة بين سنتيّ 1762 و1764م، أصدرت كاترين الثانية بيانًا رسميًا ينص على السماح لِجميع الأجانب القادمين إلى روسيا بالاستقرار في أي منطقةٍ أو حاكميَّةٍ يرغبون بها، كما أصدرت بيانًا آخر ينص على منح المُستوطنين الجُدد بضع امتيازاتٍ لِتشجيعهم على الاستقرار في البلاد. اجتذبت تلك البيانات بعض الألمان، فحدثت موجة هجرة كبيرة من ألمانيا باتجاه روسيا استقرَّ على أثرها عددٌ كبير من الألمان في حوض نهر الفولغا، لِيُعرف أهالي تلك المنطقة مُنذ ذلك الحين بـ«ألمان الفولغا». كان وُفود المُستوطنين الألمان على روسيا كبيرًا جدًا بحيثُ اضطرَّت كاترين بِحُلول سنة 1766م إلى إيقاف تلك الهجرات لِفترةٍ من وقت لِتنظيم أوضاع المُستوطنين السابقين أولًا. بلغ عدد المُستوطنات الألمانيَّة التي أُنشئت في حوض الفولغا 12 مُستوطنة سنة 1765م، وارتفعت إلى 21 مُستوطنة سنة 1766م، ثُمَّ إلى 67 مُستوطنة سنة 1767م، و105 مُستوطنات سنة 1769م. ووفق الإحصاء الحُكومي الذي أُجري في تلك السنة، بلغ عدد المُستوطنين الألمان في حوض الفولغا 23 ألف نسمة مُوزعين على 6500 عائلة، وقد قُدِّر لِهذه الفئة الجديدة من الشعب الروسي أن يكون لها دورًا فاعلًا في مُستقبل الإمبراطوريَّة.
وصل عدد السُكَّان الذين دخلوا في تبعيَّة الإمبراطوريَّة الروسيَّة خِلال عهد كاترين الثانية إلى حوالي 7 ملايين نسمة، نتيجة سيطرة الروس على سواحل البحر الأسود وحوض بحر آزوف والقرم وقسمٌ من بولونيا، وهذه كُلَّها بلادٌ وفيرة الخيرات والسُكَّان. نتيجةً هذا التنوُّع العرقي، كتب المُؤرِّخ الروسي فاسيلي كليوچفسكي يقول أنَّ ذلك العهد شهد صراعًا حدًا على المصالح بين مُختلف الشُعُوب القاطنة في الإمبراطوريَّة، كما شهد تمييزًا بِحق بعض تلك الشُعُوب. من الأمثلة على ذلك أن فُرضت ضرائب وتقسيمات إداريَّة مُختلفة على كُل شعبٍ على حدى، فعلى سبيل المِثال كان الألمان معفيُّون من جميع الضرائب ومسموحٌ لهم الإقامة في أي منطقة من مناطق الإمبراطوريَّة، بينما حُددت لِليهود منطقة يُقيمون بها كما أُسلف، كما كان البولونيون معفيُّون بدايةً من الضريبة المفروضة على رؤوس أموالهم، ثُمَّ أُعيد فرضها عليهم بِنسبةٍ وصلت إلى حوالي نصف ما يملكونه من رؤوس الأموال. أدَّت هذه السياسة التي انتهجتها الإمبراطوريَّة إلى قيام عدَّة نزاعات عرقيَّة لاحقًا بين الألمان والبولونيين واليهود والروس في حوض الفولغا.

### السياسة الطبقيَّة
أصدرت كاترين الثانية خلال فترة حُكمها عدَّة تشريعات لِتنظيم شؤون الطبقات الاجتماعيَّة الروسيَّة، فكان لِكُل طبقة قانونها وتشريعها الخاص الذي يُنظِّم معاشها:
- طبقة النُبلاء: بِتاريخ 21 نيسان (أبريل) 1785م أصدرت كاترين «ميثاق حُقُوق وحُريَّات وامتيازات طبقة النُبلاء الروس» (بالروسية: Жалованная грамота дворянству) كما أصدرت «رسائل الامتيازات الخاصَّة بِالمُدن»، مُعتبرةً ذلك دُرَّة أعمالها على الصعيد المدني،[88] ووافقها في ذلك بعض المُؤرخين، بل إنَّ بعض المُؤرخين الروس اعتبر تلك التشريعات دُرَّة تشريعات القرن الثامن عشر في روسيا. يقول المُؤرِّخ نِقولا بافلنكو أنَّ تاريخ الطبقة الروسيَّة النبيلة لم يُدرس بتعمُّق واهتمام كبير حتَّى كان عهد كاترين الثانية حيثُ برزت تلك الطبقة في العلن بِكُل قُوَّة.[89] حدد الميثاقان سالفا الذكر الحُقوق والواجبات والامتيازات الممنوحة إلى طبقة النُبلاء مُنذ عُهود أسلاف كاترين الثانية، والتي لم تكن قد وُضعت ضمن أُطرٍ قانونيَّة قبل هذا التاريخ، كما مُنحت هذه الطبقة حُقوقًا وامتيازاتٍ جديدة أُضيفت إلى ما كان لها أصلًا. كان مُؤسس الإمبراطوريَّة الروسيَّة بُطرس الأكبر قد أعفى طبقة النُبلاء من الضرائب المفروضة على رؤوس أموالهم، كما منحهم حق تملُّك ما رغبوا به من أراضٍ وعقارات،[90] ثُمَّ لمَّا تولَّى بُطرس الثالث أعفاهم من الخدمة العسكريَّة في جُيُوش الإمبراطوريَّة، ثُمَّ أتى الميثاق الكاتريني لِينص لهم على الحُقوق والامتيازات التالية:

1. التأكيد على جميع الامتيازات الممنوحة في العُهُود السابقة.
2. الإعفاء من جميع أشكال الخدمة العسكريَّة والمدنيَّة، في جميع وحدات الجيش.
3. الإعفاء من جميع أشكال العقاب البدني بحال ارتكب أحدهم فعلًا يستوجب في العادة مثل هذا العقاب.
4. الحق لِكُل نبيلٍ في تملُّك جميع الثروات المعدنيَّة والطبيعيَّة التي تقع في جوف أرضه أو أراضيه، واستغلالها.
5. الحق في إنشاء مُنظمات ومُؤسسات مُمثلة لِهذه الفئة وحدها دون غيرها، وابتكار ألقاب تُميزها عن سائر فئات الشعب.

i. يتم استبدال تسمية «طبقة النُبلاء» بـ«طبقة النُبلاء الأكارم».
ii. يُمنع منعًا باتًا مُصادرة أراضي أي شخصٍ من هذه الطبقة بحال ارتكب جُرمًا يستوجب توقيع هذه العُقوبة عليه؛ ويقتصر عقابه على نقل المُلكيَّة منه إلى ورثته الشرعيين.
iii. يحق لِكُل نبيلٍ أن يتملَّك أرضًا أو أراضٍ بِمُفرده، ويكونُ لهُ حقٌ حصريٌّ عليها، على أنَّهُ لا يحق له بناء وتشييد أي حصنٍ أو قلعةٍ فيها كحُصُون وقلاع الدولة.
iv. لِأعيان القوم وأكابرهم من الأوكرانيين حُقوقٌ مُماثلة لِحُقوق النُبلاء الروس.
أ. يحقُّ لِلنُبلاء الأوكرانيين الذين يحملون رُتبة ضابط عسكري الإدلااء بِأصواتهم في أي انتخاباتٍ تُنظَّم.
ب. لا يحق سوى لِلنُبلاء الذين يفوق دخل أراضيهم 100 روبل أن يتبوَّأو مناصب إداريَّة عُليا.
- أهالي المُدن والبلدات:

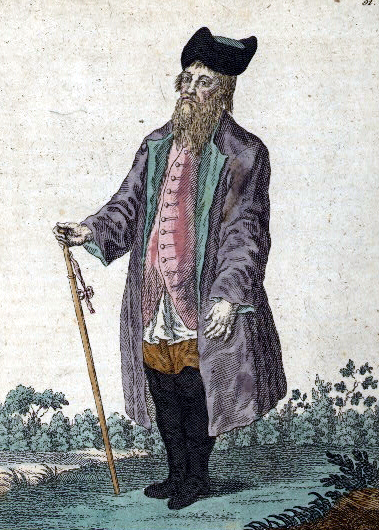
تاجرٌ روسيّ من سُكَّان بُطرسبرغ سنة 1799م.

1. التأكيد على حق التُجَّار الكبار بِعدم دفع الضريبة السنويَّة المُستوجبة على رؤوس أموالهم.
2. يدفع كُل شخص من أبناء هذه الطبقة جزية لِلدولة بحال لم يكن راغبًا بالالتحاق بِالخدمة العسكريَّة.

هذا وقسَّمت «رسائل الامتيازات الخاصَّة بِالمُدن» الأهالي سكنة هذه المناطق إلى ستة فئات:
1. «أهالي المُدن الفعليين» أو «أهالي البلد الأصليين»، وهم السُكَّان الأقدم في المدينة أو البلدة يُضاف إليهم كُل من سكنها وابتنى لِنفسه بيتًا على قطعةٍ مُحددة من الأرض، فاستقرَّ وعاش حياة أهالي المُدن وهجر حياة الأرياف.
2. التُجَّار المُنتسبين إلى أي نقابة من نقابات المهن التجاريَّة الثلاثة القائمة، على أن لا ينقص دخل التاجر عن 1000 روبل.
3. الحرفيين المُنتسبين إلى إحدى الورش المُسجلة في دوائر الحُكومة.
4. التُجَّار الأجانب والتُجَّار المُقيمين بِصفة دوريَّة.
5. أعيان القوم — التُجَّار أصحاب رأس مال لا يقل عن 50 ألف روبل، والمصرفيُّون الأثرياء الذين لا تقل ثروتهم عن 100 ألف روبل، إلى جانب النُخبة المُثقفة من أبناء المدينة، كالمُهندسين والرسَّامين والمُلحنين والعُلماء ومن كان في فئتهم.
6. الأهالي الذين لا يمتلكون الكثير في المدينة، وأصحاب المهن البسيطة، مثل صيَّادي الأسماك وصغار الحرفيين.

عُرف أبناء الفئتين الثالثة والسادسة باسم «البورويين»، وهي كلمة مُشتقة من البولونيَّة وغيرها من اللُغات كالإنگليزيَّة، ويُقصد بها حرفيًا «سكنة المناطق الإداريَّة»، ويُقابلها بِاللُغة العربيَّة «العوام»، وهُم سُكَّان المُدن أو البلدات حصريًا. أُعفي أعيان القوم والتُجَّار المُنتسبين إلى نقابات المهن التجاريَّة سالِفة الذِكر من العُقوبات الجنائيَّة بِحال ارتكبوا فعلًا يستوجب العقاب في الوضع العادي، ومُنح أبناء الجيل الثالث من الأعيان الحق في تقديم طلب انتساب إلى طبقة النُبلاء. أدَّى هذا التعامل السخيّ مع أبناء الطبفة النبيلة وعِلية القوم من عطاءاتٍ ملكيَّة وإعفاءاتٍ من العُقوبات والواجبات إلى بُروز ظاهرة اجتماعيَّة شاع تناولها والتحدُّث عنها في الأعمال الأدبيَّة الخاصَّة لِتلك الفترة، وفي الخطاب العاميّ، فوُصفت تلك الفئة بأنَّها مجموعة من الغُرباء عن وطنهم الذين يعيشون على أرضه، فكان أفراد هذه الفئة يتعلَّمون الأخلاقيَّات والعادات والتقاليد والأفكار واللُغات الأوروبيَّة الغربيَّة البعيدة كُل البُعد عن الثقافة الروسيَّة وعادات وتقاليد ومفاهيم الشعب الروسي، فلم يكن لهم أي صلة حقيقيَّة مع أفراد الشعب، وعاشت كُلُّ فئةٍ في وادٍ بعيدةً عن الفئة الأُخرى، وقد وصف بعض المُؤرِّخين النظرة الأوروبيَّة إلى هذه الفئة الروسيَّة قائلًا أنها لم تكن «أقل احتقارًا من نظرة الشعب الفقير، فالأوروبيُّون اعتبروهم تترٌ همج يتنكرون بزي الحضارة الغربيَّة، فيما نظر إليهم الشعب الروسي على أنَّهم فرنسيُّون وُلدوا بالخطأ في روسيا».
على الرُغم من المنافع الكثيرة التي حازتها طبقة النُبلاء في العهد الكاتريني، إلَّا أنَّهُ يُلاحظ تراجع الأوضاع الماديَّة لِقسمٍ من هؤلاء النُبلاء مُقارنةٍ بِالعُهود السابقة عليها، فوُلدت طبقيَّة داخل الطبقة النبيلة، بحيثُ أصبح هُناك نُبلاء «أغنياء» ونُبلاء «فُقراء». فخلال العهد الكاتريني، وتحديدًا في سنة 1777م، امتلك بعضُ الاقطاعيين أراضٍ زراعيَّة هائلة بِعشرات الآلاف أو حتَّى مئات الآلاف من الأقنان نتيجة ما أُنعم عليهم من عطايا إضافيَّة زادت من ثرائهم ونُفوذهم، فضمُّوا إلى أملاكهم العقارات الصغيرة وهيمنوا على الإنتاج الزراعي. هذا ويُلاحظ أنَّ الإقطاعي الغني قُبيل العهد الكاتريني كان من يملكُ أرضًا بِخمسُمائةٍ من أقنانها فقط؛ بينما امتلك حوالي ثُلثيّ الإقطاعيين أراضٍ أصغر حجمًا بِما لا يزيد عن 30 قنًا من الرجال، وامتلك ثُلثُ الإقطاعيين أقل من 10 أقنان؛ وبلغ من تردّي أوضاع بعض الإقطاعيين الصِغار أنَّهم اضطرّوا إلى الالتحاق بِالجيش على أمل النُهوض بحالهم بعض الشيء، وكان بعضهم غيرُ قادرٍ حتَّى على تأمين ملابس عسكريَّة أو أحذية لائقة، كما لم يتمكَّن بعضُ الإقطاعيين من إكمال تعليم أبنائهم في الأكاديميَّة البحريَّة أو في الدار التأسيسيَّة المسكوبيَّة، فُطرد أغلبهم.

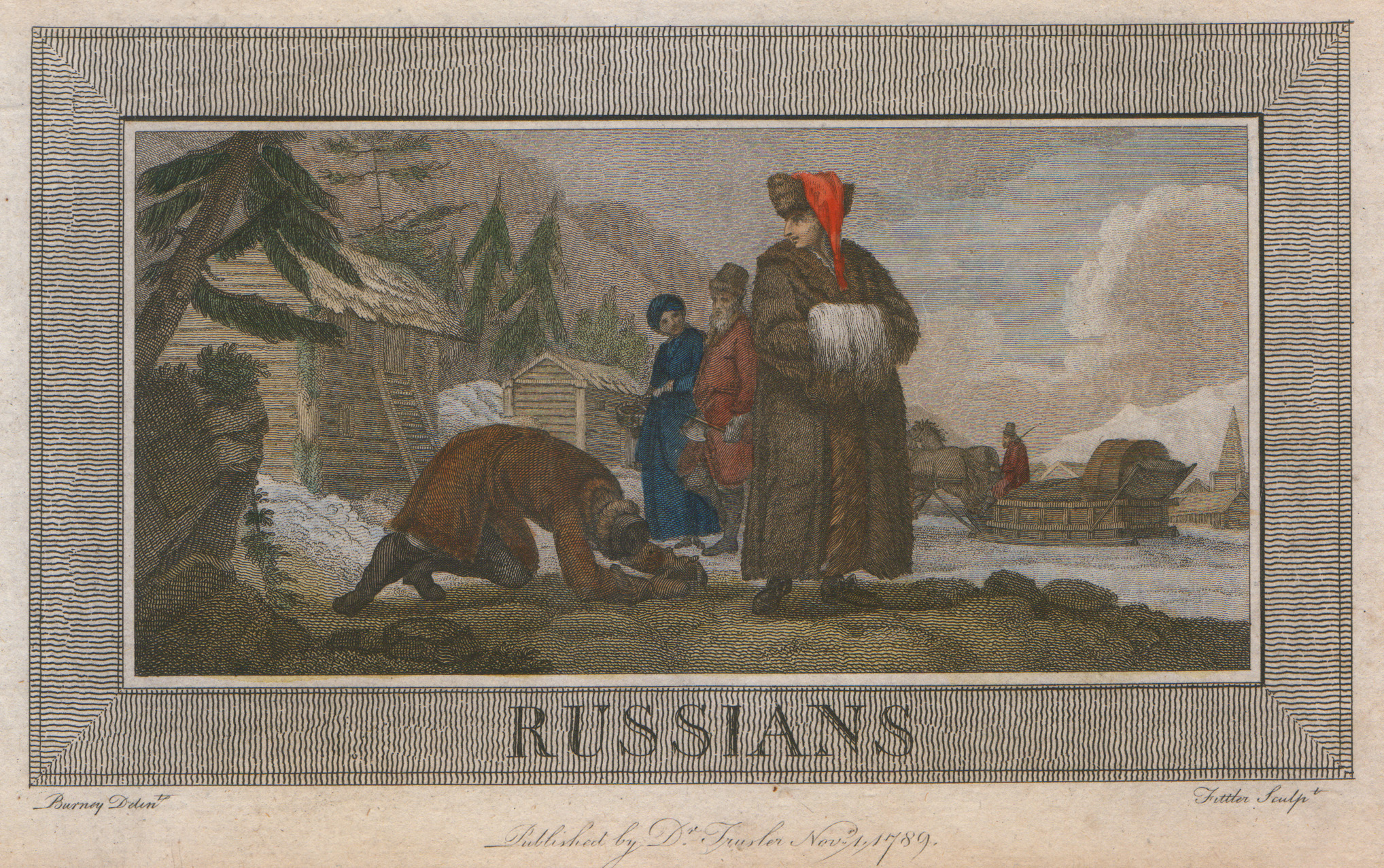
فلَّاحٌ روسيٌّ من الأقنان ينحني أمام سيِّده الإقطاعي.

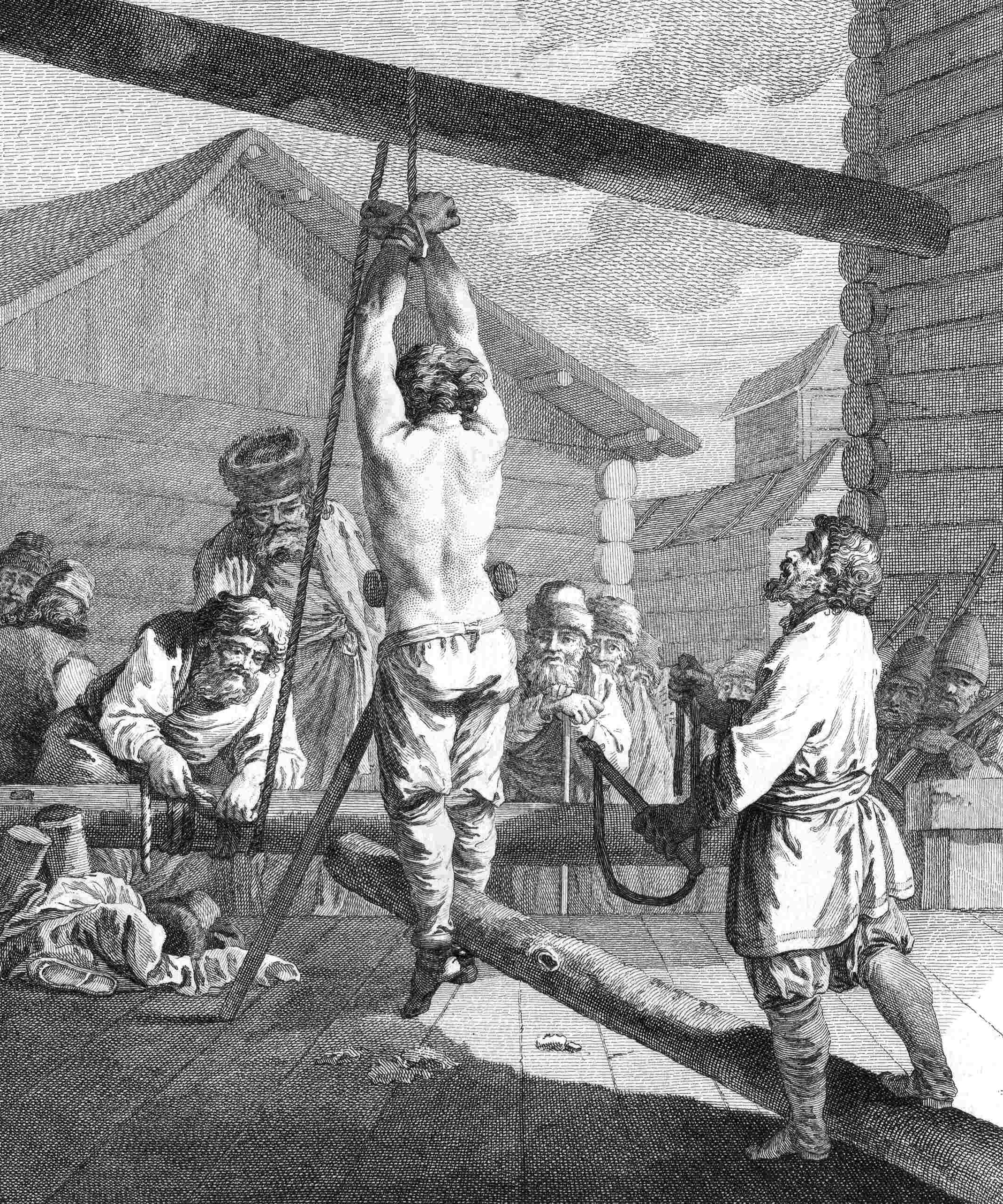
أحدُ الأقنان وهو يُجلد بِالسَّوط عقابًا له.

- طبقة الفلَّاحين: شكَّل الفلَّاحون في العصر الكاتريني حوالي 95% من الشعب الروسي، وكانت نسبة الأقنان منهم تصل إلى قُرابة 90%، ولم يكن منهم سوى قلَّة ضئيلة تمتلك أراضيها الخاصَّة تزرعها وتعتاش من خيراتها. ووفق التشريعات التي أصدرتها كاترين، أُعفي مُلَّاك الأراضي ذات التُربة السوداء الخصبة الناتجة عن تراكم طمي الأنهار، أُعفوا من دفع الضرائب السنويَّة المُستوجبة على أراضيهم، على أنَّ ذات التشريعات نصَّت على أنَّ جميع الفلَّاحين قاطني هذه الأراضي يدخلون في عِداد الأقنان. يتجه الرأي العام عند المُؤرخين الغربيين والرُوس إلى اعتبار العهد الكاتريني الأسوأ في التاريخ الروسي بِالنسبة لِلفلَّاحين والطبقات الاجتماعيَّة الدُنيا، ويُقارنهُ البعض بِعهد استعباد الزُنوج الأفارقة في الأمريكتين، إذ أنَّ مُعاملة الطبقات العُليا لِهذه الفئات لم تقل سوءًا عن مُعاملة الأوروبيين لِلعبيد في العالم الجديد.[92] يقول بعض المُؤرخين، بالاستناد إلى عددٍ من الوثائق القديمة، أنَّ الإقطاعيين في منطقة «كلايوچفسكاي» حوَّلوا القُرى والضياع التي كانوا يتولُّونها إلى مُستوطناتٍ لِلعبيد يصعب تمييزها عن المُستوطنات التي كانت تُقام لِلعبيد الأفارقة في أمريكا الشماليَّة،[93] فالقنانة لم تكن سوى وجهٍ آخر من أوجه العُبُوديَّة المُتدثرة بِدثارٍ روسيّ عوض أن يكون غربيّ، وبِحُلول أواخر القرن السابع عشر، كانت جميع المزارع الروسيَّة قائمة على ظُهور أقنانٍ محرومين من أبسط الحُقُوق.[ْ 70] ويقول هؤلاء أنَّ بعض رسائل كاترين الثانية نفسها وبعض الكتابات التي أرَّخت لها تذكر أقنانها الخاصِّين باسم «العبيد».[94]

كان الفلَّاحون الأقنان يُباعون ويُشترون ويُعاملون كالمتاع أو البضائع التجاريَّة، فيُعرضون في الأسواق أمام الناس، وكانت الجرائد والصُحف تنشر إعلانات عن عُروضات بيع أقنان يتقدم بها بعض الإقطاعيين؛ كما كان من الشائع أن يُبادل الإقطاعي إحدى أقنانه بِقنٍّ أو قِنَّةٍ لِإقطاعيٍّ آخر، حتَّى أنَّ بعضهم كان يتبرِّع بِقنٍّ أو أكثر لِإقطاعيٍّ آخر دون مُقابل أو كبادرة حُسن نيَّة، وكثيرًا ما كان الفلَّاحون الأقنان يُزوَّجون رُغمًا عنهم. كذلك، لم يكن يُسمح لِلفلَّاح أن يترك القرية أو الضيعة التي يسكنها إلَّا لِمسافة 30 ميلًا، أمَّا إذا رغب بِالذهاب لِمكانٍ أبعد من ذلك فكان عليه أن يستحصل على إذنٍ مكتوب من سيِّده ومن السُلطات المحليَّة حتَّى يتمكن من التنقُّل بِحُريَّة. وفق القانون الكاتريني، لم يكن يحق لِلفلَّاح القِن أن يمثل أمام القضاء كي يُعاقب أو يُنصف من تُهمةٍ مُلصقة به، بل كان يُحاكم على يد سيِّده، وبالتالي كان يحق لِأي إقطاعي أن يُعذِّب قِنَّه حتَّى يُجبره على الاعتراف بِذنبٍ يُنسب إليه، وكثيرًا ما كان الإقطاعيُّون يُعذبون أحد أقنانهم عذابًا شديدًا حتَّى الموت، بل كان لِبعض الإقطاعيين حظائر خاصَّة يقومون فيها بِضرب وسحل القِن حتَّى يموت، ووُصفت بعض تلك الحظائر بأنها كانت أشبه بِالمسالخ حيثُ تُذبح المواشي. سعت كاترين الثانية في وقتٍ لاحقٍ إلى تحسين أوضاع الفلَّاحين في بلادها، فسنَّت قوانين جديدة تمنع أساءة السيِّد الإقطاعي لِأيِّ قنٍّ من أقنانه، وأصدرت قانونًا يُجبر الإقطاعيين على مُساعدة أقنانهم والوُقوف بجانبهم في أوقات الشدَّة، كما في حالة حُدوت مجاعة، بحيثُ أُجبر جميع الإقطاعيين على تخزين نسبة من محاصيلهم تسد حاجة جميع أقنانهم وتوزيعها عليهم بِالتساوي، على أنَّ أغلب الإقطاعيين أهمل تطبيق هذا القانون وترك أقنانه لِبؤسهم، كما أنَّ مُعظم الإقطاعيين الذين استمرُّوا يُسيئون مُعاملة أقنانهم لم يُحاكموا، باستثناء فئة قليلة منهم.
عادت كاترين ومنحت الفلَّاحين الأقنان حقًا جديدًا في وقتٍ لاحقٍ هو إمكانيَّة رفع شكوى إليها مُباشرةً بِحال أساء الإقطاعيُّ مُعاملتهم، على أنها أكَّدت على أن لا تكون صلة الأقنان معها مُباشرةً، بل تدرُّجيَّة وفق التُراتُبيَّة الإداريَّة المُتعارف عليها، وبِذلك ضمنت أن لا تتعرَّض لِإلحاحاتهم على الدوام وبِنفس الوقت ضمنت عدم حُدوث أيَّة ثورة عليها وعلى النظام الإقطاعي من قِبلهم. مُنح الأقنان - بِواسطة هذا الحق - وضعًا بيروقراطيًا شرعيًا لم يكن لهم من قبل - عن غير قصد - فاستغلَّهُ بعضهم لِلحُصول على حُريَّته من خِلال رفع عرائض اعتراض على مُلكيَّتهم من قِبل بعض الأشخاص من غير طبقة النُبلاء (التي لم يكن يُسمح لِأفرادها بامتلاك الأقنان أساسًا)، أو عبر الادعاء أنَّ شرائهم لم يتم بِطريقةٍ شرعيَّةٍ أو لم يتم على الإطلاق، إذ وُهبوا إلى إقطاعيٍّ آخر في حين أنَّ أعراف وقوانين القِنانة تنص على وُجوب ارتباطهم بِالأرض التي يعملون فيها، وقد استمع بعضُ الساسة المسؤولين إلى تلك الشكاوى، فحصل أصحابها على حُريَّتهم، على أنَّ تلك الحالات بقيت نادرة. كما أصدرت قانونًا في 17 آذار (مارس) 1775م يمنع أي إقطاعي من إعادة استغلال أي فلاحٍ حصل على حُريَّته وفق نظام القنانة مُجددًا. بِالمُقابل، أصدرت كاترين الثانية عدَّة قوانين وقرارات خِلال فترة حُكمها كان من نتيجتها أن ساءت أوضاع الفلَّاحين الأقنان أكثر وتدهورت، ومن تلك القوانين:
- قانون سنة 1763م الذي سمح بِتدخُّل الجيش لِقمع أي انتفاضة أو ثورة يُشعلها الفلَّاحون.
- قانون سنة 1765م الذي منح الإقطاعيين الحق في نفي أيِّ قنٍّ عاصٍ أو مُشاغب إلى سيبيريا، وهي عُقُوبة كانت في الأساس مُخصصة لِلمُجرمين الخطيرين، أو تعذيبه من خِلال تشغيله بِالأعمال الشاقَّة. كما كان يحق لِلإقطاعي - وفقًا لِهذا القانون - أن يُعيد قِنَّهُ إلى قريته ساعة ما شاء.
- قانون سنة 1767م الذي منع الأقنان من رفع شكوى ضدَّ أسيادهم أمام القضاء، ورفعها لِكاترين مُباشرةً عبر المسؤول الإداري في المنطقة التي تقع فيها قرية هذا القِن.
- قانون سنة 1783م الذي سمح بِتطبيق نظام القنانة على الفلَّاحين الأوكرانيين.
- قانون سنة 1796م الذي سمح بِتطبيق نظام القنانة على الفلَّاحين في إقليم روسيا الجديدة (في مصب نهر الدون شمال القوقاز)، وفي المناطق التي ضُمَّت إلى الإمبراطوريَّة الروسيَّة بعد أن فُتت بولونيا (في الضفة اليُمنى من أوكرانيا، وفي روسيا البيضاء وليتوانيا وبولندة المُعاصرة).

يقول المُؤرِّخ نِقولا بافلنكو أنَّ نِظام القِنانة تطوَّر وتوسَّع في العهد الكاتريني، رُغم اعتبار صاحبته حاكمة مُستنيرة كان لِإجراءاتها الفضل في تحويل روسيا إلى قوَّةٍ استعماريَّةٍ عُظمى، ممَّا يُشكِّلُ مثالًا صارخًا عن مدى التناقض الذي كان قائمًا في ذلك العهد بين المبادئ التنويريَّة والإجراءات والمُمارسات الحُكوميَّة الهادفة إلى تعزيز السُلطة العدائيَّة لِلنظام الحاكم. يُقدَّر عدد الفلَّاحين الذين منحتهم كاترين بنفسها كأقنانٍ إلى كِبار الإقطاعيين طيلة فترة حُكمها بِحوالي 800 ألف شخص، وهو رقمٌ لم يسبقها إليه أحد مُنذ اعتماد نظام القِنانة في روسيا. وكان مُعظم هؤلاء الأقنان من غير الروس، بل من البولونيين الذين ضُمَّت أراضيهم إلى الإمبراطوريَّة الروسيَّة بعد تفتيت بولونيا، وانتهى المطاف بِقسمٍ منهم كأقنانٍ خاصين بِالبلاط الروسي، يعملون في حرث وزراعة الأراضي الخاصَّة بِالإمبراطورة وحاشيتها. يُقدِّر المُؤرخون ارتفاع عدد الأقنان في روسيا خِلال العهد الكاتريني من 210 آلاف قِنٍّ سنة 1762م إلى 312 قنٍ سنة 1796م، ويُقدَّر أنَّ أغلب هؤلاء كانوا قبلًا فلَّاحين أحرار، فاستُعبدوا، وكانوا من أبرز المُشاركين في حرب الفلَّاحين التي اشتعلت نيرانها ما بين سنتيّ 1773 و1775م.
- طبقة رجال الدين (الأساقفة والبطاركة): فقد رجال الدين المسيحيين وضعهم المُميز واستقلالهم عن الإدارات الحُكوميَّة في العهد الكاتريني، بعد أن أقدمت كاترين الثانية على مُصادرة أراضي الكنيسة الروسيَّة الأرثوذكسيَّة، وجعلت الأشراف على ماليَّة ومصاريف الأديرة والأُسقُفيَّات من مُهمَّة كُليَّة الاقتصاد الروسيَّة الوطنيَّة، ليُصبح رجال الدين بِهذا مسؤولين أمام الحُكومة عن الأموال التي تُبذل إليهم.[ْ 81]

### السياسة الدينيَّة

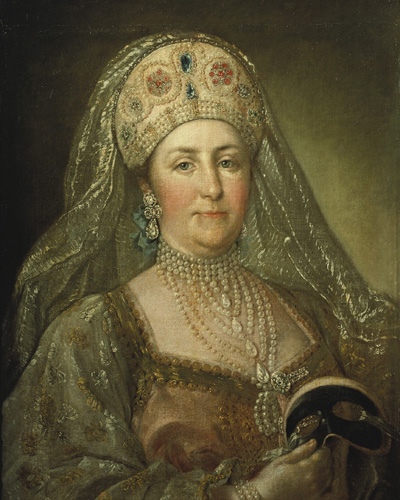
كاترين الثانية في الزي الوطني الروسي الأرثوذكسي.

تميَّزت روسيا خِلال العهد الكاتريني بِالتسامُح الديني إجمالًا، إذ أصدرت كاترين الثانية سنة 1773م قانونًا ينص على احترام جميع العقائد والأديان ويمنع الكنيسة الروسيَّة الأرثوذكسيَّة من التدخُّل في شؤون الديانات الأُخرى غير المسيحيَّة، كما نصَّ القانون على السماح لِأي طائفةٍ مسيحيَّة غير أرثوذكسيَّة بِإنشاء كنائسها الخاصَّة وإقامة صلواتها وطُقوسها بها. ويبدو أنَّهُ كان لِرغبة كاترين وقابليَّتها الاستغناء عن ثقافتها وخلفيَّتها الألمانيَّة البروتستانتيَّة اللوثريَّة وتبنيها لِكُل وجهٍ من أوجه الثقافة والحضارة الروسيَّة (بما فيها المذهب الأرثوذكسي الشرقي) دورٌ في جعلها غير مُتعصبة لِدينٍ أو مذهبٍ دون آخر، أو حتَّى غير مُبالية. صادرت كاترين جميع أراضي الكنيسة الأرثوذكسيَّة الروسيَّة، واستغلَّت مردودها المالي لِتمويل النشاط الحربي لِلإمبراطوريَّة، كما أفرغت مُعظم الأديرة وأجبرت الكهنة على العمل كمُزارعين، ولم تسمح لهم بِمُمارسة أيَّة أنشطة كنسيَّة إلَّا تلك البسيطة الخاصَّة بِالأحوال الشخصيَّة، كتعميد الأطفال وما شابه. كان من نتيجة هذه السياسة أن ارتفعت نسبة مُهملي الطُقُوس الدينيَّة المسيحيَّة، وقلَّ عدد النُبلاء الذين كانوا يرتادون الكنائس، وجاهر بعضهم بِإلحاده وبعضهم الآخر بانشقاقه عن الكنيسة الروسيَّة. وعلى الرُغم من أنَّ كاترين لم تفرض على أحد اتباع مذهبٍ أو دينٍ مُعيَّن وسمحت لِغير الأرثوذكس ببناء كنائسهم وأديرتهم، إلَّا أنَّها ضيَّقت الخِناق على المُنشقين عن الكنيسة الروسيَّة، فلم تسمح لهم ببناء كنائسهم الخاصَّة في سبيل الحِفاظ على الهويَّة الوطنيَّة المُميزة لِروسيا، كما أنها قمعت المُلحدين ومُعارضي الأديان بِقُوَّة عندما نشبت الثورة الفرنسيَّة خوفًا من تأثرهم بِالعلمانيين والمُلحدين الفرنسيين الذين جاهروا بِعداء الكنيسة الكاثوليكيَّة وغيَّروا وجهًا من الأوجه الثقافيَّة المُميزة لِفرنسا. بعد أن صادرت كاترين الأراضي التابعة لِلكنيسة الأرثوذكسيَّة الروسيَّة وجعلتها تحت إدارة الدولة، أصدرت في شهر شُباط (فبراير) 1764م قرارًا آخر قضى بِتجريد جميع الكهنة ورجال الدين من أراضيهم الزراعيَّة ومنعهم من تملُّك مثل هذه الأراضي، فخسر حوالي مليونيّ كاهن ما كان يمتلكه من أراضٍ لِصالح الحُكومة الروسيَّة، التي تولَّت الإشراف عليها مُمثلةً بِديوان الاقتصاد. وتلى ذلك التحريم في الأراضي الروسيَّة تجريد رجال الدين المسيحيين من الألمان المُهاجرين المُستوطنين في حوض الفولغا، من مُمتلكاتهم العقاريَّة، وذلك سنة 1786م. وبهذا، أصبحت طبقة رجال الدين خاضعة تمامًا لِلحُكومة الروسيَّة بعد أن أُلغيت امتيازاتها الاقتصاديَّة التي كفلت لها الاكتفاء الذاتي بعيدًا عن الحُكُومة، واضطرَّ رجالُ الدين النصارى إلى الانضواء تحت جناح الدولة الروسيَّة بعد أن فقدوا قُوَّتهم الاقتصاديَّة، واضطرُّوا كذلك إلى الرُضُوخ لِإرادة الإمبراطورة، التي كانت تسعى - كما يبدو - لِضمان حُقُوق الأقليَّات المسيحيَّة في البلاد، وفي مُقدمتها البروتستانت، الذين كانوا يُعتبرون هراطقة في نظر الكنيسة الأرثوذكسيَّة، وما كانت هذه لِترضى مُعاملتهم على قدم المُساواة مع رعيَّتها من الأرثوذكس فيما لو بقيت سُلطة رجالُ الدين قويَّة. أوقفت كاترين الثانية - خِلال سنوات حُكمها الأولى - اضطهاد أصحاب الإيمان القديم، وهؤلاء طائفة من الروس الأرثوذكس كانوا ما يزالون مُتبعين لِلشعائر والطُقُوس القديمة التي سبقت إصلاحات البطريرك نيكون المسكوبي مُنذ ما يزيد عن مائة سنة، فدعتهم إلى العودة إلى بلادهم التي نُفُوا منها وشملتهم بِالحماية الكاملة، وشجعتهم على استثمار واستغلال الأراضي المهجورة، كونهم اشتهروا بأنهم مُزارعين وحرفيين نشطين، فعاد أغلبهم إلى موطنهم الأصلي واستقرُّوا مُجددًا، ثُمَّ ما لبثت كاترين أن أصدرت مرسومًا يسمح لهم باتخاذ مرجعيَّتهم الخاصَّة دون الرُجُوع إلى البطريركيَّة المسكوبيَّة.

### بِاللُغة الروسيَّة
1. 1 2  Каменский А. Б. Екатерина II //Вопросы истории — 1989 № 3
2. ↑  Место смерти Екатерины II Великой نسخة محفوظة 03 سبتمبر 2017 على موقع واي باك مشين.
3. ↑  Анна Петровна (дочь Петра III) // Русский биографический словарь : в 25 томах. — СПб.—М., 1896—1918. "نسخة مؤرشفة". مؤرشف من الأصل في 2017-08-19. اطلع عليه بتاريخ 2020-09-22.{{استشهاد ويب}}:  صيانة الاستشهاد: BOT: original URL status unknown (link)
4. ↑  А. Широкорад. Северные войны России. АСТ, 2001. Стр. 284.
5. ↑  "Осмнадцатый вѣк: исторический сборник - Google Книги". مؤرشف من الأصل في 2014-12-06. اطلع عليه بتاريخ 2013-03-12.
6. ↑  Бильбасов В. А. История Екатерины Второй. Берлин, 1900, т 1, с. 117—118
7. ↑  Записки императрицы Екатерины Второй. — М.: Орбита, 1989.
8. ↑  Анри Труайя. Екатерина Великая. — М.: Эксмо, 2004. — (Серия «Русские биографии») — С. 127. — ISBN 5-699-01632-5
9. 1 2  Казимир Валишевский. Екатерина Великая (Роман императрицы). Кн. 1. Ч. 2. Гл. 1, I.
10. 1 2  Покровский М. Н. Русская история с древнейших времен. / При участии Н. Никольского и В. Сторожева. Т. 4. — М., 1911. — С. 46.
11. 1 2  Павленко Н. И. Екатерина Великая. — М.: Молодая гвардия, 2006. — С. 30. — (ЖЗЛ) — ISBN 5-235-02808-2
12. ↑  Бильбасов В. А. История Екатерины Второй. Т. 1. — Берлин, 1900. — С. 495—497.
13. ↑  Бильбасов В. А. История Екатерины Второй. Т. 1. — Берлин, 1900. — С. 445.
14. ↑  Бильбасов В. А. История Екатерины Второй. Т. 1. — Берлин, 1900. — С. 355.
15. ↑  Ключевский В. Курс русской истории. Лекция LXXV.
16. ↑  Павленко Н. И. Екатерина Великая. — М.: Молодая гвардия, 2006. — С. 29.
17. ↑  «Дворянские роды» гр. А. Бобринского, см. т. II, стр. 507—8
18. ↑  Труайя А. Екатерина Великая. Москва, 2007, с.165
19. ↑  Казимир Валишевский. Екатерина Великая (Роман императрицы), кн.1, ч. 2, гл. 2, III
20. 1 2  Павленко Н. И. Екатерина Великая. Москва, 2006, с. 50
21. ↑  "Описание коронации, миропомазания и причащения императрицы Екатерины II-й". Русская старина, 1893. – Т. 80. – № 12. – С. 487–496. – В ст.: Труворов А. Коронация императрицы Екатерины Второй – Сетевая версия – М. Вознесенский. 2006. مؤرشف من الأصل في 2018-10-17. اطلع عليه بتاريخ 2015-03-11. {{استشهاد ويب}}: استعمال الخط المائل أو الغليظ غير مسموح: |ناشر= (مساعدة)
22. ↑  Манифест «О вступлении на престол Императрицы Екатерины II». نسخة محفوظة 04 مارس 2016 على موقع واي باك مشين.
23. ↑  Чечулин Н. Д. Очерки по истории русских финансов в царствование Екатерины II. С-Петербург, 1906, с. 43, 61
24. ↑  Казимир Валишевский. Екатерина Великая (Роман императрицы), кн.1, ч. 2, гл. 3, III
25. ↑  Чечулин Н. Д. Очерки по истории русских финансов в царствование Екатерины II. С-Петербург, 1906, с. 372—374
26. 1 2  Павленко Н. И. Екатерина Великая. Москва, 2006, с. 179
27. 1 2  Казимир Валишевский. Екатерина Великая (Роман императрицы), кн.2, ч. 2, гл. 2, III
28. ↑  Чечулин Н. Д. Очерки по истории русских финансов в царствование Екатерины II. С-Петербург, 1906, с. 71
29. ↑  Императрица Екатерина Вторая نسخة محفوظة 29 أغسطس 2017 على موقع واي باك مشين.
30. ↑  Ключевский В. О. Курс русской истории. Часть V. — М.: Государственное социально-экономическое издательство, 1937.
31. ↑  Так, второй и третий разделы Польши вызвали протестное движение со стороны поляков: наиболее массовым стало восстание Костюшко 1794 г. См. Грабеньский В. История польского народа. Минск, 2006, с. 486—500
32. ↑  Павленко Н. И. Екатерина Великая. Москва, 2006, с. 180
33. ↑  Казимир Валишевский. Екатерина Великая (Роман императрицы), кн.2, ч. 2, гл. 1, V
34. ↑  Чечулин Н. Д. Очерки по истории русских финансов в царствование Екатерины II. С-Петербург, 1906, с. 372—373
35. ↑  Павленко Н. И. Екатерина Великая. Москва, 2006, с. 189
36. ↑  Павленко Н. И. Екатерина Великая. Москва, 2006, с. 294
37. ↑  Павленко Н. И. Екатерина Великая. Москва, 2006, с. 140
38. ↑  Чечулин Н. Д. Очерки по истории русских финансов в царствование Екатерины II. С-Петербург, 1906, с. 374
39. ↑  Павленко Н. И. Екатерина Великая. Москва, 2006, с. 301, 329
40. ↑  Правительствующий сенат (в России, 1711—1917, офиц.): Лопатин В. В.، Нечаева И. В.، Чельцова Л. К. Прописная или строчная? Орфографический словарь. — М.: Эксмо, 2009. ص. 351.
41. ↑  Томсинов В.А. (2007). "Императрица Екатерина II (1729-1796)". Российские правоведы XVIII-XX веков: Очерки жизни и творчества. В 2-х томах. "Русское юридическое наследие" (ط. Зерцало). М. ج. 1. ص. 63, 672. ISBN:978-5-8078-0144-9.{{استشهاد بكتاب}}:  صيانة الاستشهاد: مكان بدون ناشر (link)
42. ↑  Казимир Валишевский. Екатерина Великая (Роман императрицы), кн.2, ч. 1, гл. 2, I
43. ↑  Павленко Н. И. Екатерина Великая. Москва, 2006, с. 114
44. 1 2  Ключевский В. Курс русской истории. Лекция LXXVII
45. ↑  Павленко Н. И. Екатерина Великая. Москва, 2006, с. 129, 131
46. ↑  Труайя А. Екатерина Великая. Москва, 2007, с. 242
47. ↑  Павленко Н. И. Екатерина Великая. Москва, 2006, с. 175—178
48. ↑  Чечулин Н. Д. Очерки по истории русских финансов в царствование Екатерины II. С-Петербург, 1906, с. 85-86, 331—332
49. ↑  Чечулин Н. Д. Очерки по истории русских финансов в царствование Екатерины II. С-Петербург, 1906, с. 313
50. ↑  Павленко Н. И. Екатерина Великая. Москва, 2006, с. 94
51. 1 2  Бердышев С. Н. Екатерина Великая. — М.: Мир книги, 2007. — 240 с.
52. ↑  Рожков Н. Русская история в сравнительно-историческом освещении (основы социальной динамики) Ленинград — Москва, 1928, т. 7, с. 41
53. 1 2  Павленко Н. И. Екатерина Великая. Москва, 2006, с. 304—305
54. ↑  Рожков Н. А. Русская история в сравнительно-историческом освещении (основы социальной динамики) Ленинград — Москва, 1928, т. 7, с. 41
55. ↑  Чечулин Н. Д. Очерки по истории русских финансов в царствование Екатерины II. С-Петербург, 1906, с. 222
56. ↑  Струмилин С. Г. Очерки экономической истории России. М. 1960, с. 399—400
57. ↑  Туган-Барановский М. Русская фабрика. М.-Л., 1934, с. 60-62
58. ↑  Туган-Барановский М. Русская фабрика. М.-Л., 1934, с. 59
59. ↑  Туган-Барановский М. Русская фабрика. М.-Л., 1934, с. 37
60. ↑  Чечулин Н. Д. Очерки по истории русских финансов в царствование Екатерины II. С-Петербург, 1906, с. 208, 211, 215
61. ↑  Павленко Н. И. Екатерина Великая. Москва, 2006, с. 295
62. ↑  Покровский М. Н. Русская история с древнейших времен. При участии Н.Никольского и В.Сторожева. Москва, 1911, т. 4, с. 91-92, 106—113
63. ↑  Чечулин Н. Д. Очерки по истории русских финансов в царствование Екатерины II. С-Петербург, 1906, с. 323, 373, 364, 87
64. ↑  Бильбасов В. А. История Екатерины Второй. Берлин, 1900, т 2, с. 208, 212
65. ↑  Павленко Н. И. Екатерина Великая. Москва, 2006, с. 82-86
66. ↑  Павленко Н. И. Екатерина Великая. Москва, 2006, с. 365
67. ↑  Труайя А. Екатерина Великая. Москва, 2007, с. 355
68. ↑  Гризингер Т. Иезуиты. Полная история их явных и тайных деяний от основания ордена до настоящего времени. Минск, 2004, с.487
69. ↑  Павленко Н. И. Екатерина Великая. Москва, 2006, с. 332
70. ↑  Казимир Валишевский. Екатерина Великая (Роман императрицы), кн.3, ч.1, гл.3, IV
71. ↑  Павленко Н. И. Екатерина Великая. Москва, 2006, с. 355
72. ↑  Казимир Валишевский. Екатерина Великая (Роман императрицы), кн.3, ч.2, гл.3, I
73. ↑  Труайя А. Екатерина Великая. Москва, 2007, с. 409
74. ↑  Павленко Н. И. Екатерина Великая. Москва, 2006, с. 389
75. ↑  Павленко Н. И. Екатерина Великая. Москва, 2006, с. 389, 371
76. ↑  Павленко Н. И. Екатерина Великая. Москва, 2006, с. 376
77. ↑  Труайя А. Екатерина Великая. Москва, 2007, с. 430
78. ↑  Казимир Валишевский. Екатерина Великая (Роман императрицы), кн.3, ч.1, гл.1, III
79. ↑  Казимир Валишевский. Екатерина Великая (Роман императрицы), кн. 2, ч. 2, гл. 3, III
80. ↑  Ключевский В. О. Курс русской истории. Лекция LXXVI
81. ↑  Грабеньский В. История польского народа. Минск, 2006, с. 496
82. ↑  Константин Кудряшов. Имперские мелочи: Екатерина II ввела моду на наградные часы и самовар// Аргументы и факты. — 2012. — № 26 за 27 июня. — С. 12. نسخة محفوظة 24 أغسطس 2017 على موقع واي باك مشين.
83. ↑  "Национальный календарь профилактических прививок в России". مؤرشف من الأصل في 2013-01-30. اطلع عليه بتاريخ 2012-12-25.
84. ↑  Каменский А. Б. «Царство разума» и «еврейский вопрос»: Как Екатерина Вторая вводила черту оседлости в Российской империи // История. — 2004. — № 3. نسخة محفوظة 04 مارس 2016 على موقع واي باك مشين.
85. ↑  Поволжские немцы نسخة محفوظة 15 سبتمبر 2017 على موقع واي باك مشين.
86. ↑  Ключевский В. Курс русской истории. Лекция LXXVI
87. ↑  Ключевский В. Курс русской истории. Лекция LXXXI
88. ↑  Пайпс Р. Истоки гражданских прав в России — год 1785. — М. — Московская школа политических исследований — 2010.
89. ↑  Павленко Н. И. Екатерина Великая. Москва, 2006, с. 300—301
90. ↑  Б. Н. Миронов. Социальная история России периода империи (XVIII — начало XX в.). Генезис личности, демократической семьи, гражданского общества и правового государства. СПб, 2003, т. 1, с. 82
91. 1 2  Ключевский В. О. Курс русской истории. Лекция LXXXI
92. ↑  Покровский М. Н. Русская история с древнейших времен. При участии Н.Никольского и В.Сторожева. Москва, 1911, т. 4, с. 120
93. ↑  Ключевский В. О. Курс русской истории. Лекция LXXX
94. ↑  Пушкарев С. Обзор русской истории. М., 1991
95. ↑  Павленко Н. И. Екатерина Великая. Москва, 2006, с. 225, 298
96. ↑  Де Мадриага И. Россия в эпоху Екатерины Великой
97. ↑  Струмилин С. Г. Очерки экономической истории России. М. 1960, с. 371; Покровский М. Н. Русская история с древнейших времен. При участии Н.Никольского и В.Сторожева. Москва, 1911, т. 4, с. 129—131
98. ↑  Муравьева М. Веротерпимая императрица //Независимая газета от 03.11.2004 نسخة محفوظة 09 أكتوبر 2017 على موقع واي باك مشين.
99. 1 2  Смахтина М. В. Правительственные ограничения предпринимательства старообрядцев в XVIII первой половине XIX в. // Материалы научно-практической конференции «Прохоровские чтения» نسخة محفوظة 18 مارس 2009 على موقع واي باك مشين.
100. ↑  А. Мыльников: «Сенату предписывалось разработать положение о свободном возвращении староверов, бежавших в преж-ние годы из-за религиозных преследований в Речь Посполитую и другие страны. Возвращавшимся предлагалось по их усмотрению поселяться в Сибири, Барабинской степи и некоторых других местах. …
Круг указов, которыми император обе-щал защитить старообрядцев „от чинимых им обид и притеснений“, был скреплен торжественным манифестом 28 февраля. Бежавшим за рубеж „великороссийским и малороссийским разного звания людям, также раскольникам, купцам, помещичьим крестьянам, дворовым людям и воинским дезертирам“ разрешалось возвращаться до 27 марта (9 апреля) 1900 года „без всякой боязни или страха“»  نسخة محفوظة 13 سبتمبر 2017 على موقع واي باك مشين. [وصلة مكسورة]
101. ↑  "Беглопоповщина" . Энциклопедический словарь Брокгауза и Ефрона : в 86 т. (82 т. и 4 доп.). СПб.. 1890—1907. {{استشهاد بكتاب}}: تحقق من التاريخ في: |year= (مساعدة)
102. ↑  О реформе патриарха Никона Екатерина в 1763 году писала — «Никон-личность возбуждающая во мне отвращение. Счастливее бы была, еслибы не слыхала о его имени… Подчинить себе пытался Никон и государя: он хотел сделаться папой… Никон внёс смуту и разделения в отечественную мирную до него и целостно единю церковь. Триперстие навязано нам греками при помощи проклятий, истязаний и смертельных казней… Никон из Алексея царя-отца сделал тирана и истязателя своего народа» نسخة محفوظة 28 سبتمبر 2017 على موقع واي باك مشين.

### بِلُغاتٍ أوروبيَّة
1. ↑  "Despot" is not derogatory in this context. See Kenneth C. Campbell (2015). Western Civilization: A Global and Comparative Approach: Since 1600: Volume II: Since 1600. Routledge. ص. 86. مؤرشف من الأصل في 2019-05-02.
2. ↑  Ferdinand Siebigk: Christian August (Fürst von Anhalt-Zerbst). In: Allgemeine Deutsche Biographie (ADB). Band 4, Duncker & Humblot, Leipzig 1876, S. 157–159.
3. ↑  Cronholm, Neander N. (1902). A History of Sweden from the Earliest Times to the Present Day. مؤرشف من الأصل في 2022-12-04. ch 37
4. ↑  Sergeant, Philip W. The Courtships of Catherine the Great (Kessinger Publishing, 2004), 5.
5. ↑  Streeter, Michael. Catherine the Great (Haus Publishing, 2007), 3.
6. ↑  Massie 2011، صفحات 10–19
7. ↑  Streeter, Michael. Catherine the Great (Haus Publishing, 2007), 6.
8. ↑  Huberty، Michel (1994). L'Allemagne dynastique: Les quinze Familles qui on fait l'Empire. ص. 166. ISBN:978-2-901138-07-5.
9. ↑  Massie، Robert K. (2011). Catherine the Great: Portrait of a Woman. Random House Publishing Group. ص. 55. ISBN:9781588360441. مؤرشف من الأصل في 2019-12-17.
10. ↑  Dangerous Liaisons. Liena Zagare, The New York Sun, Arts & Letters, Pg. 15. August 18, 2005.
11. ↑  June Head, Catherine: The Portrait of An Empress, Viking Press, New York, 1935, pp.312–13.
12. ↑  Malecka, Anna " Did Orlov buy the Orlov ?", Gems and Jewellery, July 2014, vol. 23, no. 6, pp. 10–12.
13. ↑  Simon Sebag Montefiore : Potemkin och Katarina den stora – en kejserlig förbindelse (Potemkin and Catherine the Great – an imperial commitment) (2006) (In Swedish)
14. ↑  Kaus, Gina (trans June Head), Catherine: The Portrait of An Empress, Viking Press, New York, 1935, pp.312–16.
15. ↑  Montefiore 2001، صفحات 100–102
16. ↑  Rounding 2006، صفحة 270
17. ↑  Jerzy Michalski, Stanisław August Poniatowski, Polski Słownik Biograficzny, T.41, 2011, p. 614
18. ↑  Butterwick 1998، صفحة 93
19. ↑  Klyuchevsky 1997:47
20. ↑  Sergeant, Philip W. The Courtships of Catherine the Great (Kessinger Publishing, 2004), 34.
21. ↑  Farquhar، Michael (2001)، A Treasure of Royal Scandals، New York: Penguin Books، ص. 88، ISBN:978-0-7394-2025-6.
22. ↑  Sergeant, Philip W. The Courtships of Catherine the Great (Kessinger Publishing, 2004), 62.
23. ↑  Barbara Evans Clements (2012). A History of Women in Russia: From Earliest Times to the Present. Indiana University Press. ص. 71. مؤرشف من الأصل في 2019-12-17.
24. ↑  Marek، Miroslav. "Genealogy.euweb.cz". Genealogy EU. مؤرشف من الأصل في 2018-10-05.
25. ↑  Koch، Christopher W؛ Koch، Christophe Guillaumede (1839). The Revolutions of Europe. Whiltaker and Co. ص. 147. مؤرشف من الأصل في 2015-04-02.
26. ↑  "Seven Years' War". 1 July 2010. مؤرشف من الأصل في 11 أبريل 2020. اطلع عليه بتاريخ 17 أيلول (سبتمبر) 2011. {{استشهاد بدورية محكمة}}: الاستشهاد بدورية محكمة يطلب |دورية محكمة= (مساعدة) وتحقق من التاريخ في: |تاريخ الوصول= (مساعدة)
27. ↑  Dull، Jonathan R (2005)، The French Navy and the Seven Years' War، University of Nebraska.
28. ↑  "Catherine The Great". HISTORY channel. مؤرشف من الأصل في 2018-12-21. اطلع عليه بتاريخ 2015-03-11.
29. ↑  Alexander، John (1989). Catherine the Great: Life and Legend. New York, New York: Oxford University Press. مؤرشف من الأصل في 2022-06-10.
30. ↑  Erickson، Carolly (1994). Great Catherine: The life of Catherine the Great, Empress of Russia. New York, New York: Crown Publishers, Inc.
31. ↑  Rounding 2006
32. ↑  "Catherine II the Great – The Romanov dynasty". Russiapedia. مؤرشف من الأصل في 2019-03-23. اطلع عليه بتاريخ 2015-03-11.
33. ↑  Memoirs of Decembrist Michael Fonvizin (nephew of writer Denis Fonvizin, who belonged to the constitutionalists' circle in the 1770s); see: Fonvizin, M.A.: Works and letters, volume 2. Irkutsk:1982, page 123
34. ↑  The Imperial Crown of Russia (1763), accessed 2007-06-18. نسخة محفوظة 27 سبتمبر 2011 على موقع واي باك مشين.
35. ↑  "The Russian Crown Jewels". Famousdiamonds.tripod.com. مؤرشف من الأصل في 27 حُزيران (يونيو) 2014. اطلع عليه بتاريخ 2014-06-11. {{استشهاد ويب}}: تحقق من التاريخ في: |تاريخ أرشيف= (مساعدة)
36. ↑  Russie a la fin du 19e siecle, sous dir. de M.Kowalevsky. Paris, 1900, p. 76
37. ↑  Geoffrey Hosking, Russia: People and Empire(Harvard, 1997) p.98
38. ↑  McCauley، Martin؛ Hellie، Richard (8-19-2016). "The reign of Catherine II (the Great; 1762–96)". Encyclopædia Britannica. مؤرشف من الأصل في 14 أغسطس 2019. اطلع عليه بتاريخ 23-8-2016. {{استشهاد ويب}}: تحقق من التاريخ في: |تاريخ= (مساعدة)
39. ↑  "Governorates of the Russian Empire". World eBook Library. World Heritage Encyclopedia. 8-25-2016. مؤرشف من الأصل في 17 ديسمبر 2019. {{استشهاد ويب}}: تحقق من التاريخ في: |تاريخ= (مساعدة)
40. ↑  "Mordvin". Encyclopædia Britannica. 1967. مؤرشف من الأصل في 2014-11-24.
41. ↑  Magocsi، Paul Robert [بالإنجليزية] (2010). History of Ukraine - 2nd, Revised Edition: The Land and Its Peoples. University of Toronto Press. ISBN:978-1-4426-9879-6. مؤرشف من الأصل في 2019-12-17.
42. ↑  Ömer Lütfi Barkan (1985). Ord. Prof. Ömer Lütfi Barkan'a armağan (بالتركية). Istanbul University. p. 48.
43. ↑  Subtelny، Orest [بالإنجليزية] (2000). Ukraine: A History. University of Toronto Press. ص. 187–188. ISBN:978-0-8020-8390-6. مؤرشف من الأصل في 2017-03-20.
44. ↑  NG.ru, Whose Knights were Zaporozhians by Alexander Shirokorad, June 8, 2007 Retrieved October 17, 2007نسخة محفوظة 17 ديسمبر 2019 على موقع واي باك مشين.
45. ↑  Magazine Museums of Ukraine Manifesto of Catherine II on Destruction of Zaporozhian Sich نسخة محفوظة 09 فبراير 2012 على موقع واي باك مشين.
46. ↑  Taras Chukhlib Alexander Suvorov in Ukrainian history, Pravda.org.ua Retrieved on 21 April نسخة محفوظة 25 أغسطس 2009 على موقع واي باك مشين. [وصلة مكسورة]
47. ↑  Yakovlev، V. B. (أغسطس 1957). "Development of Wrought Iron Production". Metallurgist. Volume. New York: Springer. ج. 1 ع. Number 8: 546. DOI:10.1007/BF00732452. 0026-0894. مؤرشف من الأصل في 2020-04-11. اطلع عليه بتاريخ 2008-01-13. {{استشهاد بدورية محكمة}}: |العدد= يحتوي على نص زائد (مساعدة)
48. ↑  Russie a la fin du 19e siecle, sous dir. de M.Kowalevsky. Paris, 1900, pp. 687, 691
49. ↑  Wallerstein I. The Modern World-System III. The Second Era of Great Expansion of the Capitalist World-Economy, 1730-1840s. San Diego, 1989, p.142
50. ↑  "physiocrat". Oxford Dictionaries. Oxford University Press. مؤرشف من الأصل في 2016-08-27. اطلع عليه بتاريخ 2013-10-27.
51. ↑  Catherine II. Novodel Sestroretsk Rouble 1771، Heritage Auctions، مؤرشف من الأصل في 2019-10-27، اطلع عليه بتاريخ 2015-09-01
52. ↑  Cuhaj، George S. (2010). Paper Money General Issues 1368-1960 (ط. 13). Krause Publications. ص. 1017. ISBN:978-1-4402-1293-2. مؤرشف من الأصل في 22 يونيو 2019. اطلع عليه بتاريخ أغسطس 2020. {{استشهاد بكتاب}}: تحقق من التاريخ في: |تاريخ الوصول= (مساعدة)
53. ↑  Max, "If these walls....Smolny's Repreated Roles in History," Russian Life (2006) : 19–24.
54. ↑  Nicholas V. Riasanovsky, A History of Russia (New York: Oxford University Press, 2011).
55. ↑  Isabel De Madariaga, "The Foundation of the Russian Educational System by Catherine II", Slavonic and East European Review (1979) : 369–395.
56. ↑  N. Hans, "Dumaresq, Brown and Some Early Educational Projects of Catherine II", Slavonic and East European Review (1961) : 229–235.
57. ↑  Madariaga, “Foundation”, 374.
58. ↑  Hans, “Dumaresq”, 233.
59. ↑  Dixon 2009، صفحة 130
60. ↑  Catherine Evtuhov, A History of Russia: Peoples, Legends, Events, Forces (Boston: Houghton Mifflin, 2004).
61. ↑  Max, “If these walls”, 20.
62. ↑  Max, “If these walls”, 21.
63. ↑  Madariaga, “Foundation”, 379.
64. ↑  Madariaga, “Foundation,” 380.
65. ↑  Madariaga, “Foundation”, 383.
66. 1 2  Madariaga, “Foundation”, 385.
67. ↑  Madariaga, “Foundation”, 391.
68. ↑  Madariaga, “Foundation”, 394.
69. ↑  Blum J. Lord and Peasant in Russia. From the Ninth to the Nineteenth Century. New York, 1964, pp.367, 376
70. ↑  Blum J. Lord and Peasant in Russia. From the Ninth to the Nineteenth Century. New York, 1964, p. 422
71. ↑  Blum J. Lord and Peasant in Russia. From the Ninth to the Nineteenth Century. New York, 1964, p. 441
72. ↑  David Moon. "The Abolition of Serfdom in Russia". Harlow: Pearson Education Limited, 2001. Page 39 - 40
73. ↑  Blum J. Lord and Peasant in Russia. From the Ninth to the Nineteenth Century. New York, 1964, p. 439
74. ↑  Isabel de Madriaga, “Catherine II and the Serfs: A Reconsideration of Some Problems”, The Slavonic and East European Review, Vol. 52, No. 126 (Jan., 1974), 48–51
75. ↑  Witschafter, “Legal Identity”, 563–564
76. ↑  Witschafter, “Legal Identity”, 565–567
77. ↑  Madriaga, “Catherine II”, 35
78. ↑  Madriaga, “Catherine II”, 42–46
79. ↑  Madriaga, “Catherine II”, 48–51
80. ↑  Blum J. Lord and Peasant in Russia. From the Ninth to the Nineteenth Century. New York, 1964, p. 357
81. ↑  Raeff, Mark. Catherine the Great: A Profile (New York: Hill and Wang, 1972), 293.
82. ↑  Madariaga، Isabel De (1981). Russia in the Age of Catherine the Great. Yale University Press. ص. 111-112. مؤرشف من الأصل في 2022-04-25.
83. ↑  Zenkovsky, Serge A.: "The ideology of the Denisov brothers", Harvard Slavic Studies, 1957. III, 49–66

### بِاللُغة العربيَّة
1. ↑  "الملكة كاثرين الثانية ملكة الروسيا" (بالعربيَّة). موسوعة الإبداع. Archived from the original on 25 سبتمبر 2017. Retrieved 28 آب (أغسطس) 2016م. {{استشهاد ويب}}: تحقق من التاريخ في: |تاريخ الوصول= (help)صيانة الاستشهاد: لغة غير مدعومة (link)
2. ↑  Chisholm, Hugh, ed. (1911). "Burgess" . Encyclopædia Britannica (بالإنجليزية) (11th ed.). Cambridge University Press. Vol. 4. p. 814.

## وصلات خارجية
- كاترين الثانية على موقع الموسوعة البريطانية (الإنجليزية)
- كاترين الثانية على موقع إن إن دي بي (الإنجليزية)